# تحریم‌های آمریکا علیه ایران

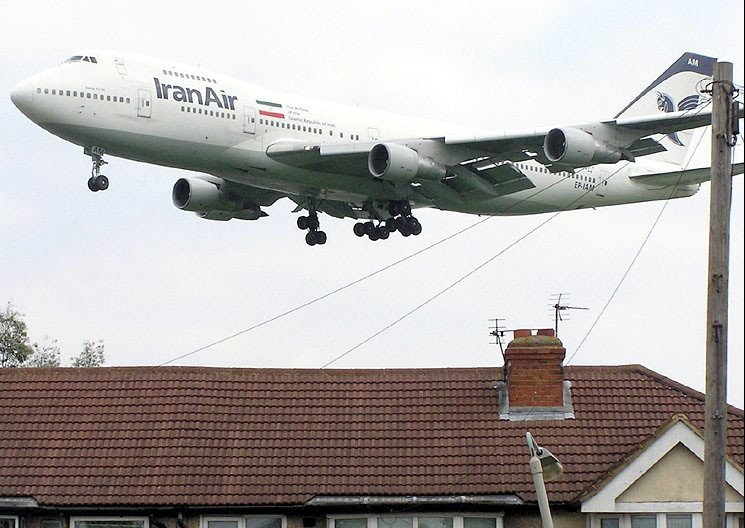
تحریم اعمال شده آمریکا در ۱۹۹۵ شرکت‌های هوانوردی را از فروش هواپیما و قطعات یدکی به خطوط هوایی ایرانی بازمی‌دارد.

تحریم‌های آمریکا علیه ایران به تحریم‌های اقتصادی، تجاری، علمی و نظامی علیه جمهوری اسلامی ایران که از سوی دولت ایالات متحده، یا تحت فشار ایالات متحده بر جامعه بین‌المللی از طریق شورای امنیت سازمان ملل اعمال شده، اشاره دارد. این تحریم‌ها به دلیل گروگان‌گیری در سفارت آمریکا، گسترش تروریسم در منطقه، کمک مالی و تسلیحاتی به گروه‌های تروریستی در سطح جهان، نقض حقوق بشر و سرکوب اعتراضات مسالمت‌آمیز مردم ایران و همچنین توسعهٔ فعالیت‌های هسته‌ای اعمال شده است.
ایران پس از انقلاب ۱۳۵۷ و ماجرای گروگان‌گیری در سفارت آمریکا در ۱۳ آبان ۱۳۵۸ و همچنین حمایت جمهوری اسلامی از جنبش‌های شبه‌نظامی و برنامهٔ هسته‌ای، به‌طور رسمی با تحریم‌های تجاری و اقتصادی آمریکا و متحدان اروپایی آن مواجه شد که البته با فراز و نشیب‌هایی همراه بود؛ امّا در ۲۷ دی ۱۳۹۴ بخشی از این تحریم‌ها تعلیق شد. به‌دنبال خروج آمریکا از برجام و به‌ویژه از ۱۴ آبان ۱۳۹۷ تحریم‌های تعلیق شده دوباره اجرا و تحریم‌های جدیدی اعمال شد.
مقام‌های دولت آمریکا تحریم‌های اعمال شده علیه ایران را سخت‌ترین و فلج‌کننده‌ترین تحریم‌ها در طول تاریخ تمدّن انسان نامیده‌اند.
پس از انتخاب دونالد ترامپ به عنوان چهل و هفتمین رئیس‌جمهور ایالات متحده آمریکا، وی اعلام کرد که سیاست «فشار حداکثری» را در زمینهٔ تحریم‌های ایران احیا خواهد کرد. دولت آمریکا اعلام کرده که این اقدام را در راستای مقابله با «تلاش ایران برای ساخت سلاح هسته‌ای و حمایت از گروه‌های تروریستی نیابتی منطقه‌ای» انجام می‌دهد. بر این اساس، دونالد ترامپ به وزیر خزانه‌داری آمریکا مأموریت می‌دهد تا «فشار اقتصادی حداکثری» بر ایران را اعمال کند که شامل تحریم‌ها و اجرای مکانیسم‌هایی برای افرادی است که تحریم‌های موجود را نقض می‌کنند. همچنین دولت آمریکا در بخشی از تلاش‌ها برای فشار حداکثری بر ایران، کارزاری را «با هدف به صفر رساندن صادرات نفت ایران» اجرا خواهد کرد.

## دلایل
ایران که به عنوان بازیگری ناهمخوان با سیاست بین‌الملل شناخته می‌شود، به دلایل گوناگونی مورد تحریم و انزوای بین‌المللی قرار گرفته است:
- گروگان‌گیری در سفارت ایالات متحده آمریکا
- عملیات‌های تروریستی در خارج از کشور
- عملیات تروریستی میکونوس در آلمان
- عملیات تروریستی بمب‌گذاری آمیا در آرژانتین
- کشتار دسته‌جمعی زندانیان ایرانی در سال ۱۳۶۷
- قتل‌های و ترورهای سیاسی در دهه ۷۰
- حمله به کوی دانشگاه در سال ۷۸
- همکاری با رژیم بشار اسد و کشتار مردم سوریه
- برنامه هسته‌ای ایران
- برنامه موشکی ایران
- همکاری با گروه تروریستی القاعده
- همکاری با گروه تروریستی طالبان
- روابط و همکاری با کره شمالی برای فناوری تسلیحات هسته‌ای
- همکاری با انصاراللّٰه یمن
- همکاری با حزب‌اللّٰه لبنان
- همکاری با حشدالشعبی
- همکاری با شبیحه
- کشتار مردم یمن با ضربه به دولت قانونی منصور هادی
- عدم عضویت در FATF
- آزار و اذیت و نقض حقوق اقلیت‌ها
- کشتار معترضان سال ۱۳۸۸
- کشتار و سرکوب معترضان در سال ۱۳۹۶
- کشتار و سرکوب معترضان در سال ۱۳۹۸
- کشتار و سرکوب معترضان در خیزش ۱۴۰۱

## دسته‌بندی تحریم‌های آمریکا براساس وضع کنندگان
1. تحریم‌هایی که کنگره ایالات متحده آمریکا وضع کرده است و فقط کنگره می‌تواند آن‌ها را بردارد.
2. تحریم‌هایی که ابتدا قوه مجریه وضع کرده، امّا سپس کنگره آن‌ها را به صورت «قانون» درآورده و برچیدن آن‌ها را نیز در حوزهٔ اختیارات خود قرار داده است.
3. تحریم‌هایی که قوه مجریه وضع کرده است و رئیس‌جمهور می‌تواند آن را بردارد.
4. قانون تحریم ایران: قانون تحریم بسیار مهمی که کنگره وضع کرده و در اواخر سال ۲۰۱۶ برای ده سال تمدید شد.

در این میان، رئیس‌جمهور معمولاً اختیار «تعلیق» (و نه برچیدن) برخی از تحریم‌های کنگره را دارد، ضمن اینکه می‌تواند با ارائهٔ گزارش به کمیته مربوط کنگره و ادعای اینکه پیش‌شرط‌های این نهاد برای برچیدن تحریم‌ها علیه ایران برآورده شده است، نسبت به رفع کامل آن‌ها اقدام نماید. طبعاً، همان‌طور که ذکر شد، رئیس‌جمهور آمریکا می‌تواند از تمدید قانون ISA نیز جلوگیری کند و حتّی از حق وتوی خود در برابر کنگره در زمان تمدید آن استفاده نماید؛ امّا نکتهٔ مهم اینجاست که در فرهنگ سیاسی آمریکا (و نزد افکار عمومی این کشور) توسل رئیس‌جمهور به «مفرهای قانونی» و اقدام علیه خواست باطنی و اراده کنگره (هرچند قانونی باشد) چندان اقدام پسندیده و مناسبی محسوب نمی‌شود. به‌ویژه در حوزه سیاست خارجه، مردم آمریکا قویاً انتظار دارند که تمام نهادهای سیاسی‌شان به صورت هماهنگ و در اجماع کامل با یکدیگر اقدام به تصمیم‌گیری نمایند و طبعاً، تک‌روی‌های «قانونی» رئیس‌جمهور را در پرونده‌های حساسی مانند پرونده هسته‌ای ایران با اصل حفظ حرمت کنگره (که قاعدتاً بازتاب‌دهنده ارادهٔ ملّی است) مغایر می‌دانند. در واقع، به چنین اقداماتی از جانب رئیس‌جمهور در لغت‌نامهٔ سیاسی آمریکا End-run around congress می‌گویند که شاید بشود آن را به اصطلاح عامیانه «دور زدن کنگره» ترجمه کرد که معمولاً از آن با یک بار بسیار منفی و به عنوان یک ترفند ناپسند سیاسی یاد می‌کنند.

## تحریم‌های آمریکا علیه ایران در سطوح ایالتی
- ایالت فلوریدا در سال ۲۰۰۶ نخستین ایالتی شد که تحریم‌هایی را علیه صنایع انرژی ایران وضع نمود.[۹][۱۰][۱۱] ایالت فلوریدا تحریم‌های علمی و آکادمیک نیز علیه ایران وضع کرده است.[۱۲]
- ایالت نیوجرزی در سال ۲۰۰۷ هرگونه رابطه اقتصادی با ایران را منع کرد.[۱۳]
- ایالات کالیفرنیا،[۱۴][۱۵] تگزاس،[۱۶] و مریلند[۱۷] نیز تحریم‌های مشابهی علیه ایران وضع کرده‌اند.
- ایالات اوهایو، میزوری، میشیگان، و ماساچوست نیز وضع تحریم‌هایی علیه ایران را در دستورکار خود دارند.[۱۸]

## از انقلاب ۱۳۵۷
- نخستین تحریم آمریکا علیه ایران پس از واقعهٔ گروگان‌گیری دیپلمات‌های آمریکایی در تهران در سال ۱۹۷۹ میلادی (۱۳۵۷ ه‍.خ) انجام گرفت. به‌دنبال جریان گروگان‌گیری در سفارت آمریکا، آمریکا متقابلاً ۱۲ میلیارد دلار از دارایی‌های دولت ایران را مصادره کرد. پس از آزادی گروگان‌ها توسّط دولت ایران، این مصادره پایان نیافت و دارایی‌های ایران تا به امروز ضبط است. در پی مذاکرات هسته‌ای آمریکا با ایران، رئیس‌جمهور وقت آمریکا، باراک اوباما، اعلام کرد که ایالات متحده قصد بازگرداندن این مبلغ را به صورت قسطی به ایران دارد.[۱۹]
- در جریان جنگ ایران و عراق، آمریکا تحریمات فروش اسلحه علیه ایران وضع نمود. پیش از آغاز جنگ، دولت موقت ایران قرارداد خرید هواپیماهای اف-۱۶ از آمریکا را یک جانبه لغو کرده بود.[۲۰]
- در سال ۱۹۸۷ (۱۳۶۶ ه‍.خ) به‌دنبال اتهام «حمایت از تروریسم» آمریکا علیه ایران، رونالد ریگان تحریم‌های کامل‌تری علیه ایران وضع کرد.[۲۱]

## دولت‌های رفسنجانی و خاتمی
دورهٔ ریاست‌جمهوری اکبر هاشمی رفسنجانی شاهد شماری از شدیدترین تحریم‌ها علیه ایران بود. رئیس‌جمهور بیل کلینتون در مارس ۱۹۹۵ میلادی، با صدور فرمانی اجرایی تجارت آمریکا در صنعت نفت ایران را ممنوع کرد. در مه ۱۹۹۵ کلینتون در فرمانی اجرایی هرگونه تجارت آمریکا با ایران را ممنوع کرد. تجارت ایران با آمریکا که از زمان پایان جنگ ایران و عراق در حال رشد بود، سریعاً خاتمه یافت.

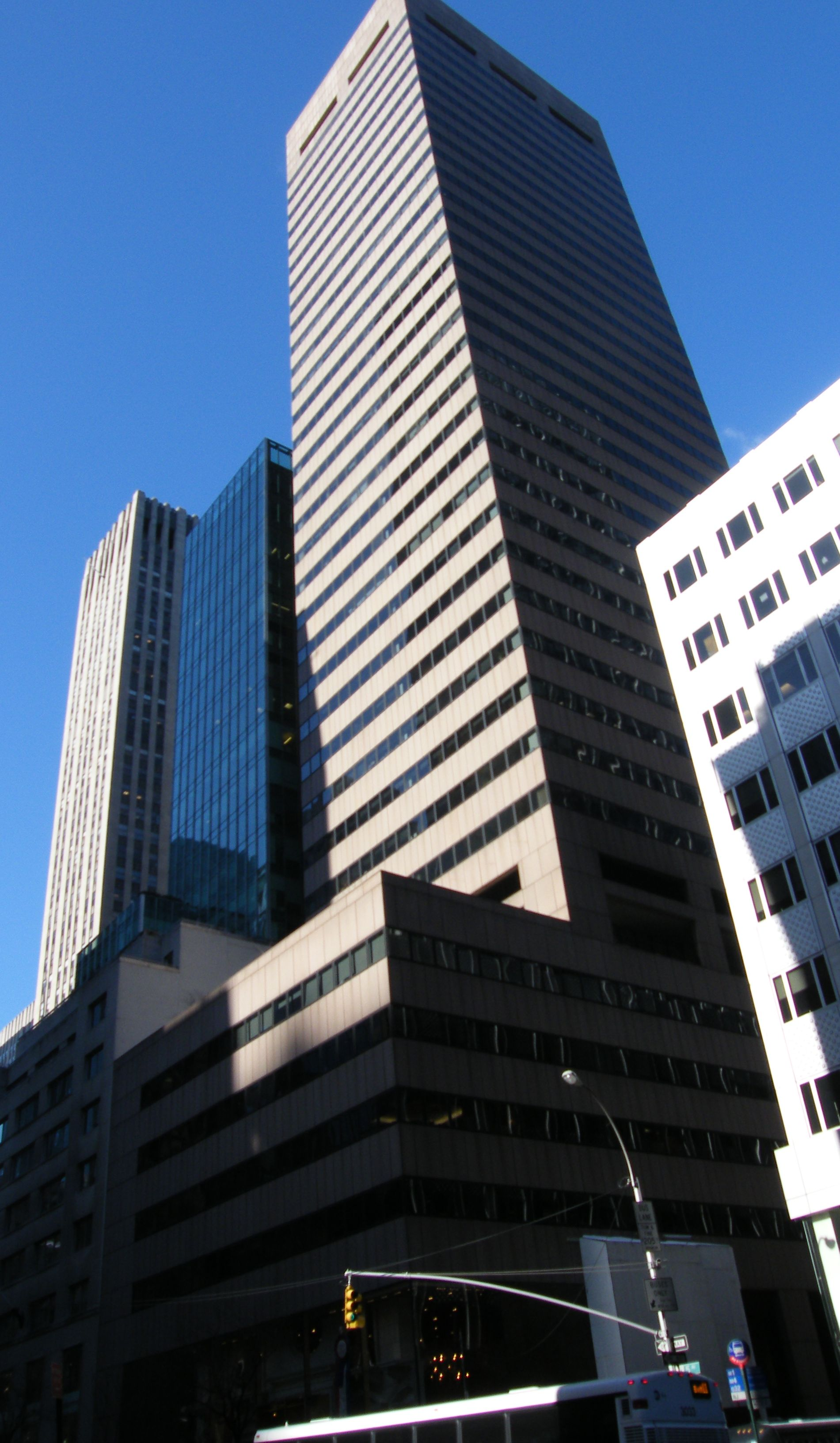
دولت آمریکا در دسامبر ۲۰۰۸ خواستار ۴۰ درصد سهام ۶۵۰ خیابان پنجم در حاشیه مرکز راکفلر شد که گفته می‌شد بانک ملّی یکی از مالکانش است.

در سال ۱۹۹۵ کنگره ایالات متحده آمریکا لایحهٔ تحریم ایران-لیبی را تصویب کرد. طبق این لایحه که با نام قانون ایلسا (Iran and Libya Sanctions Act of 1996) نیز شناخته می‌شود، هر شرکتی که با ایران به میزان بیش از ۲۰ میلیون دلار تجارت داشت، تهدید به اعمال تحریم می‌شد. و این تحریم‌ها شامل:
- محرومیت از کمک بانک صادرات-واردات؛
- محرومیت از صدور مجوز صادرات به شرکت خاطی؛
- ممنوعیت وام یا اعتبار از نهادهای مالی آمریکایی بیش از ۱۰ میلیون دلار در هر بازهٔ ۱۲ ماهه؛
- ممنوعیت تخصیص به عنوان شریک اصلی تجاری دولت آمریکا به منظور ابزارهای قرضه؛
- ممنوعیت کار به عنوان مأمور آمریکا یا ذخیرهٔ منابع مالی دولت آمریکا؛
- محرومیت از فرصت‌های تدارکاتی دولت آمریکا (سازگار با الزامات سازمان تجارت جهانی)؛ و
- ممنوعیت بر تمام یا بخشی از واردات شرکت خاطی.

در پاسخ به انتخاب رئیس‌جمهور اصلاح‌طلب سید محمد خاتمی، پرزیدنت کلینتون تحریم‌های ایران را کاهش داد. بحثی در کنگره در خصوص منقضی کردن لایحهٔ تحریم‌ها درگرفت که در آن برخی تمدید آن را ضربه‌زننده به روابط دوجانبه و برخی انقضای آن را همچون یک امتیاز می‌دانستند. نهایتاً بحث در ۵ اوت ۲۰۰۱ پایان یافت و کنگره تحریم‌ها را تمدید کرد و رئیس‌جمهور جرج دبلیو بوش آن را امضاء کرد.
در سال ۲۰۰۲ (۱۳۸۱ ه‍.خ)، سازمان IEEE تحریم علمی علیه ایران وضع نمود.

## دولت احمدی‌نژاد

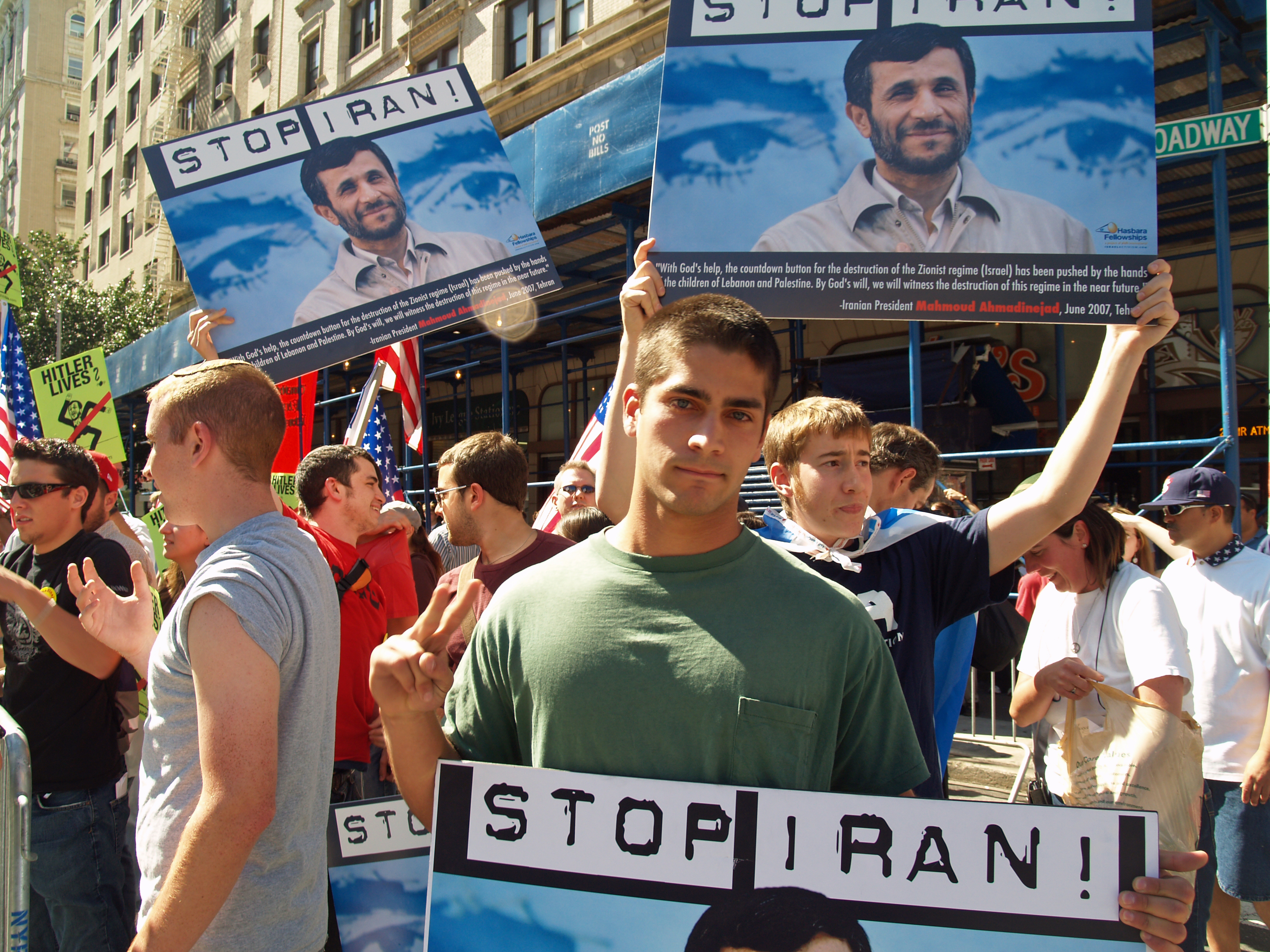
تظاهرات علیه محمود احمدی‌نژاد در نیویورک. بر روی پلاکاردها نوشته شده: «جلوی ایران را بگیرید!» در صورت پیروزی در انتخابات ۲۰۰۸ آمریکا، شهردار سابق نیویورک وعده تشدید تحریم‌های اقتصادی و سیاسی هر چه بیشتر علیه ایران را داده بود. وی در اواخر ژانویه ۲۰۰۸ از ادامه مبارزات انتخاباتی انصراف داد.

محمود احمدی‌نژاد پس از رسیدن به ریاست‌جمهوری در سال ۱۳۸۴، تعلیق غنی‌سازی اورانیوم را که در خصوص آن با سه کشور اروپایی توافق شده بود، برداشت. آژانس بین‌المللی انرژی اتمی عدم پایبندی ایران به توافق را به شورای امنیت سازمان ملل متحد گزارش کرد. دولت آمریکا در آن زمان به سازمان ملل فشار آورد تا بر ایران به دلیل برنامهٔ هسته‌ای‌اش تحریم اعمال کند.
شورای امنیت سازمان ملل متحد (UNSC) قطعنامه ۱۷۳۷ شورای امنیت را در دسامبر ۲۰۰۶ , قطعنامه ۱۷۴۷ شورای امنیت را در مارس ۲۰۰۷، قطعنامه ۱۸۰۳ شورای امنیت را در مارس ۲۰۰۸، و قطعنامه ۱۹۲۹ شورای امنیت را در ژوئن ۲۰۱۰ تصویب کرد.
در ژوئن ۲۰۰۶ پرزیدنت جرج دبلیو بوش فرمان اجرایی ۱۳۳۸۲ را صادر کرد که به موجب آن دارایی‌های افراد مرتبط با برنامهٔ هسته‌ای ایران توقیف می‌شد. در ژوئن ۲۰۰۷، ایالت فلوریدای آمریکا تحریمی علیه شرکت‌هایی که با ایران و سودان تجارت کنند، اعمال کرد.
در سال ۲۰۰۶ (۱۳۸۵ ه‍.خ) یک دادگاه فدرال آمریکا دستور استرداد یکی از بزرگ‌ترین کلکسیون‌های باستان‌شناختی تخت جمشید متعلق به ایران را به نفع صدمه‌دیدگان ناشی از عملیات انتحاری در اسراییل را صادر نمود.
بازداشت، زندانی کردن و اخراج حداقل ۱۰ فارغ‌التحصیل دانشگاه صنعتی شریف به آمریکا جهت شرکت در «گردهمایی فارغ‌التحصیلان دانشگاه شریف» در کالیفرنیا در سال ۲۰۰۶ میلادی.
در سال ۲۰۰۷ (۱۳۸۶ ه‍.خ)، شرکت‌های مایکروسافت و یاهو ایران را از لیست کشورهایی که خدمات وب دریافت می‌کنند، خارج نمودند.
پس از اعلام «اتهام» آمریکا مبنی بر اینکه بانک ملّت، بانک ملّی، و بانک صادرات ایران حامی مالی نهادهای تروریستی هستند، بانک جهانی از دادن خدمات به این بانک‌های ایرانی خودداری کرد.
اسامی نهادهایی که در روز پنجشنبه، ۲۵ اکتبر ۲۰۰۷ (۱۳۸۶ ه‍.خ) از طرف وزارت خزانه‌داری آمریکا مورد تحریم قرار گرفتند، به شرح زیر است:
1. بانک صادرات ایران (همه شعب خارج از کشور این بانک به همراه شعبهٔ مرکزی آن)
2. سپاه پاسداران انقلاب اسلامی
3. سپاه پاسداران انقلاب اسلامی ایران – نیروی قدس
4. وزارت دفاع و پشتیبانی نیروهای مسلح ایران
5. بانک ملّی (همه شعب خارج از کشور این بانک به همراه شعبهٔ مرکزی آن)
6. بانک کارگشایی (تهران – خیابان مولوی – میدان محمدیه – پلاک ۵۸۷)
7. بانک ملّی ایران ZAO (مسکو – روسیه)
8. بانک ملّی – مسئولیت محدود (لندن – بریتانیا)
9. بانک آریان (پروژه معاملاتی مشترک میان بانک‌های صادرات و ملّی – کابل – افغانستان)
10. بانک ملّت (همه شعب خارج از کشور این بانک به همراه شعبهٔ مرکزی آن)
11. MELLAT BANK SB CJSC (ایروان – ارمنستان)
12. بانک بین‌المللی پرشیا – مسئولیت محدود (بریتانیا)

نهادهای وابسته به سپاه پاسداران انقلاب اسلامی:
1. قرارگاه سازندگی خاتم‌الانبیا – (تهران)
2. منطقهٔ نظامی پارچین – (تهران)
3. شرکت نفت شرق کیش (تهران و دبی)
4. قرارگاه سازندگی کربلا (تهران)
5. شرکت مهندسی سپاسد (تهران)
6. قرب نوح (تهران)
7. شرکت عمران ساحل (تهران)
8. شرکت مهندسین مشاور ساحل (تهران)
9. مؤسسه حرا (تهران)
10. قرارگاه سازندگی قائم (تهران)

شخصیت‌های وابسته به سازمان صنایع هوافضا (زیر مجموعه وزارت دفاع)
1. مرتضی بهمینبار
2. احمد وحید دستجردی
3. رضاقلی اسماعیلی

شخصیت‌های وابسته به سپاه پاسداران انقلاب اسلامی
1. مرتضی رضایی
2. محمد حجازی
3. جلال سیدی
4. علی اکبر احمدیان
5. حسین سالمی
6. قاسم سلیمانی

۴ تیر ۱۳۸۷ گروه‌های صنعتی دیگری در ایران مشمول تحریم‌های آمریکا شدند: «مجموعه صنایع شهید ستاری، هفت تیر، گروه صنایع مهمات و متالورژی و صنایع شیمی پارچین.»
در ژوئن ۲۰۱۰، مجلس سنای ایالات متحده آمریکا و مجلس نمایندگان ایالات متحده آمریکا لایحه جامع تحریم‌ها، پاسخگویی و عدم سرمایه‌گذاری ایران ۲۰۱۰ (CISADA), را که پرزیدنت اوباما در ۱ ژوئیه ۲۰۱۰ امضا کرد، تصویب کردند. این لایحه محدودیت‌ها بر ایران را شدیداً افزایش داد. این محدودیت‌ها شامل فسخ مجوز واردات از ایران برای مواردی چون فرش، پسته و خاویار بود. در پاسخ، پرزیدنت اوباما در سپتامبر ۲۰۱۰ فرمان اجرایی ۱۳۵۵۳ در مه ۲۰۱۱ فرمان اجرایی ۱۳۵۷۴ و فرمان اجرایی ۱۳۵۹۰ را در نوامبر ۲۰۱۱ صادر کرد.

### ابَررایانه
در قوانین تجارت جهانی، ابررایانههای قوی‌تر از ۱۹۰ میلیارد عمل در ثانیه به عنوان کالاهایی راهبردی (و دارای پتانسیل به‌کار برده شدن در محاسبات شبیه‌سازی‌های هسته‌ای) محسوب می‌شوند، و لذا فروش آن‌ها به کشورهایی مثل ایران شامل تحریم است.

### پزشکی و آزمایشگاهی
بنابر قوانین ایالات متحده آمریکا تجهیزات پزشکی-آزمایشگاهی مشمول تحریم اعمال شده بر دولت ایران نمی‌شوند. این قانون در مورد قطعات و نرم‌افزارهای مورد نیاز برای راه‌اندازی و عیب‌یابی دستگاه‌ها و تجهیزات پزشکی نیز صادق است. البتّه صدور بعضی از تجهیزات خاص پزشکی و آزمایشگاهی به ایران که گمان می‌رود استفادهٔ چندگانه داشته باشند، نیاز به مجوز دارد. از جمله تجهیزات پزشکی قابل اشاره که صدور آن به ایران منوط به اخذ اجازه از دفتر کنترل سرمایه‌های خارجی دولت آمریکاست:
- ژنراتور اکسیژن
- پمپ‌هایی با نرخ جریان بیش از ۱ لیتر/ثانیه
- تجهیزات تصویربرداری پزشکی:
  - دوربین‌های گاما
  - تصویربردارهای دارای مفسر حس لامسه
  - تجهیزات دمانگاری
- تجهیزات آزمایشگاهی:
  - سنجش‌گرهای فلوئور
  - میکروسکوپ‌های فلورسانس
  - میکروسکوپ‌های کانفوکال
  - تجهیزات کروماتوگرافی
  - ماشین‌های واکنش زنجیره‌ای پلیمراز
  - طیف‌سنج‌های رنگ‌تابی دورانی
  - شیشه آلات آزمایشگاهی ساخته شده از بوروسیلیکات
  - آتوکلاوهای بزرگ‌تر از ۲۰ لیتر
  - فریزرهایی با قابلیت رسیدن به دمای منفی ۸۰ °C
  - سیستم‌های ضدعفونی‌کننده که از این مواد شیمیایی استفاده می‌کنند:
    - بخار هیدروژن پراکسید
    - بخار پارافرمالدهید
    - بخار اتیلن اکساید
    - ایزوپروپیل الکل با خلوص بالا

### در دولت دوم احمدی‌نژاد
فهرست زیر بر اساس این منبع است.
| سال      | تاریخ اعمال تحریم | جزئیات تحریم |
| -------- | ----------------- | --- |
| سال ۱۳۸۹ | ۲۴ دی             | وزارت خزانه‌داری ایالات متحده آمریکا در اقدامی ۲۴ شرکت کشتیرانی بین‌المللی را به علّت تجارت با ایران تحریم کرد. |
| سال ۱۳۸۹ | ۷ آبان            | ایالات متحده آمریکا تحریم‌های جدیدی را علیه ۳۷ شرکت اروپایی و ۵ نفر از شهروندان ایرانی که گفته می‌شود در بخش کشتیرانی ایران فعّالیت دارند، اعمال کرده است. |
| سال ۱۳۸۹ | ۸ خرداد           | مجلس نمایندگان ایالات متحده آمریکا لایحه تحریم آن دسته از شرکت‌هایی را که با ایران معاملات تجاری دارند، به تصویب درآورد. |
| سال ۱۳۸۹ | ۲۷ خرداد          | این تحریم‌های ایالات متحده آمریکا دربرگیرنده «پست بانک ایران» می‌شود و وزارت خزانه‌داری ایالات متحده آمریکا همچنین اقداماتی را علیه چندین شرکت کشتی‌رانی ایران اتخاذ کرده است و ۲۲ شرکت نفتی، انرژی و بیمه را که توسّط دولت ایران اداره می‌شود و در ایران و بخش‌های مختلف جهان از جمله لندن، سنگاپور و دبی فعّالیت می‌کنند، مورد هدف قرار داده است.                      |
| سال ۱۳۹۰ | ۱۰ اسفند          | وزارت خزانه‌داری ایالات متحده آمریکا بانک دوبی را به خاطر آنچه کمک به ایران در راستای فرار از تحریم‌های بین‌المللی خوانده است، تحریم کرد. |
| سال ۱۳۹۰ | ۴ بهمن            | وزارت خزانه‌داری ایالات متحده آمریکا در اقدامی پس از تصویب تحریم‌هایی علیه بانک مرکزی ایران، تحریم‌هایی را علیه بانک تجارت جمهوری اسلامی ایران اعلام کرد. |
| سال ۱۳۹۰ | ۲۸ بهمن           | وزارت خزانه‌داری ایالات متحده آمریکا در اقدامی وزارت اطلاعات ایران را بخاطر حمایت از دولت سوریه در لیست تحریم‌های ایالات متحده آمریکا قرار داد. طبق این تحریم‌ها، دارایی‌های وزارت اطلاعات ایران توقیف شده و به مقامات این وزارتخانه برای سفر به ایالات متحده آمریکا روادید داده نمی‌شود.                                                                            |
| سال ۱۳۹۰ | ۱۱ دی             | باراک اوباما تحریم بانک مرکزی ایران را امضا کرد. بر این اساس، شرکت‌های خارجی را که با بانک مرکزی ایران دست به معامله بزنند، مشمول جریمه خواهند شد. |
| سال ۱۳۹۰ | ۲۲ آذر            | وزارت خزانه‌داری ایالات متحده آمریکا طی بیانیه‌ای اعلام کرد که دو مقام نظامی ایران «حسن فیروز آبادی» رئیس ستاد مشترک نیروهای مسلح و «عبداللّٰه عراقی» جانشین فرمانده نیروی زمینی سپاه را تحت تحریم قرار داده است. |
| سال ۱۳۹۰ | ۳۰ آذر            | وزارت خزانه‌داری ایالات متحده آمریکا روز گذشته اعلام کرد که اقدامات تحریمی علیه ایران در زمینه ۱۰ شرکت کشتیرانی اعمال خواهد شد. |
| سال ۱۳۹۰ | ۲ تیر             | ایالات متحده آمریکا تحریم‌هایی را علیه شرکت «ایران ایر» اعمال کرد و این کشور، آمریکایی‌ها را از انجام هرگونه معامله با این شرکت هواپیمایی منع کرد. |
| سال ۱۳۹۰ | ۳ تیر             | وزارت خزانه‌داری ایالات متحده آمریکا بزرگ‌ترین شرکت حمل و نقل هوایی ایران (ایران ایر) و یکی از مهم‌ترین اپراتورهای کشتیرانی در بندرها ایران را تحریم کرد. |
| سال ۱۳۹۰ | ۹ تیر             | اسماعیل احمدی مقدم فرمانده نیروی انتظامی و احمد رضا رادان معاون وی بخاطر کمک به سوریه، در لیست تحریم قرار گرفته‌اند. |
| سال ۱۳۹۱ | ۲۳ تیر            | ۵۰ شرکت و مؤسسه مالی ایران با هدف مقابله با برنامه موشک‌های بالستیک ایران مورد تحریم قرار گرفت. این مؤسسات از وزارت دفاع ایران، نیروهای مسلح و سازمان صنایع فضایی ایران، شرکت خطوط کشتیرانی ایران و سپاه پاسداران اتقلاب اسلامی ایران هستند. علاوه بر آن، «شرکت نفتکش ملّی ایران» به همراه ۵۸ کشتی و ۲۷ مؤسسه و نهاد وابسته به آن در میان این تحریم‌ها قرار دارند. |
| سال ۱۳۹۱ | ۹ فروردین         | یک شرکت هواپیمایی و سه تن از فرماندهان نظامی ایرانی در فهرست تحریم‌های ایالات متحده آمریکا قرار گرفتند. |
| سال ۱۳۹۱ | ۱۸ بهمن           | وزارت خزانه‌داری ایالات متحده آمریکا صداوسیمای جمهوری اسلامی ایران و «عزت‌اللّٰه ضرغامی» رئیس آن را تحت تحریم‌های خود قرار داد. |
| سال ۱۳۹۱ | ۱ دی              | وزارت خزانه‌داری ایالات متحده آمریکا ۴ شرکت و یک شهروند ایرانی دیگر را به اتهام ارتباط با برنامه هسته‌ای و موشک‌های بالستیک ایران در لیست تحریم‌های خود قرار داد. |
| سال ۱۳۹۲ | ۱۰ خرداد          | ۸ شرکت پتروشیمی تحت تحریم‌های ایالات متحده آمریکا قرار گرفتند. این نخستین بار است که واشینگتن صنعت پتروشیمی ایران را تحریم می‌کند و منبع گسترده‌ای از درآمدهای خارجی ایران پس از نفت را هدف قرار داده است. |
| سال ۱۳۹۲ | ۲۰ اردیبهشت       | وزارت خزانه‌داری ایالات متحده آمریکا یک بانک مشترک ایران و ونزوئلا را تحریم کرد. |

## دولت روحانی

### تحریم‌ها علیه شخص ثالث
- مقامات آمریکایی در سال ۲۰۱۴ تاجر چینی به نام لی فنگ‌وی را به اتهام جلوگیری از تحریم‌های موشکی ایران به ۵ میلیون دلار جریمه کرد.[۴۴]
- در سال ۲۰۱۴ بانک‌های بی‌ان‌پی پاریبا[۴۵] و کردیت اگریکول فرانسه[۴۶] و یوبی‌اس سوئیس و کومرتس‌بانک آلمان، به دلیل نقض تحریم‌های آمریکا علیه ایران جریمه شدند.[۴۷]
- در سال ۲۰۱۵ بانک دویچه بانک آلمان به دلیل نقض تحریم‌های آمریکا علیه ایران، لیبی و سوریه مبلغ ۲۵۸ میلیون دلار جریمه شد.[۴۸][۴۹]
- در ۸ می ۲۰۱۹ آمریکا به بانک‌ها، سرمایه‌گذاران، بازرگانان و شرکت‌های اروپایی که با سیستم اینستکس (SPV) با ایران در حال تجارت هستند، هشدار داد.[۵۰]
- در ۲۶ فوریه ۲۰۲۰ وزارت امور خارجه ایالات متحده آمریکا ۱۳ شهروند و نهاد را در چین، روسیه، عراق و ترکیه به اتهام حمایت از برنامه موشکی ایران تحریم کرد.[۵۱]

### فیلترینگ آی‌پی ایرانی
در سال ۲۰۱۷ سایت آموزش از راه دور محبوب coursera برای ایرانیان تحریم شد.
امکان دریافت فایل‌های نرم‌افزاری شرکت‌هایی مانند NVIDIA, AMD, Adobe, AVG, AVAST, Symantec, McAfee ,MATLAB برخی از خدمات گوگل، برخی از خدمات مایکروسافت، و Oracle از درگاه اصلی این شرکت‌ها توسط آی پی‌های ایران امکان‌پذیر نیست و علاوه بر بسته شدن این سایت‌ها توسط خود این شرکت‌ها در ایران، برخی از این شرکت‌های فناوری و تکنولوژی، سرور مادر خود را نیز به روی ایرانیان بسته‌اند.
تحریم خدمات هاستینگ و دامین بر روی هر کسی که ساکن ایران می‌باشد یکی دیگر از جمله تحریم‌هایی بود که بر مردم ساکنان سرزمین ایران اعمال شد.

### تحریم‌ها بعد از خروج آمریکا از برجام
پس از اجرا شدن برجام در ۱۷ ژانویه ۲۰۱۶ تعدادی از تحریم‌های آمریکا از جمله فروش هواپیما برداشته شدند.
در پی تلاش آمریکا برای خروج از برجام، ایالات متحده در روز ۸ می ۲۰۱۸ (۱۸ اردیبهشت ۱۳۹۷) رسماً از برجام خارج شد و پس از آن به دنبال ترس از تحریم‌ها و فشارهای آمریکا، پنجاه شرکت خارجی از ایران خارج شدند.

#### تحریم‌های ۱۴ آبان ۱۳۹۷
آمریکا روز ۵ نوامبر ۲۰۱۸ (دوشنبه ۱۴ آبان ۱۳۹۷) رسماً دور جدید تحریم‌های جمهوری اسلامی ایران را اعلام کرد، پمپئو وزیر دفاع آمریکا گفت: «تحریم در زمینه‌های انرژی، بانکی، حمل و نقل و صنایع کشتی سازی می‌باشد. از زمان روی کار آمدن دولت ترامپ، ما دست به ۱۹ دور تحریم زده‌ایم که ۱۶۸ نهاد ایران را مورد هدف قرار داده‌اند. رژیم ایران میلیاردها دلار را از طریق بخش بانکی خود صرف سپاه پاسداران نموده است. تحریم‌های امروز ۵۰ بانک ایران، به‌علاوه فروع خارجی و داخلی وابسته به آنها را که همگام با حمایت رژیم ایران از تروریسم بین‌المللی و گسترش سلاحهای کشتار جمعی یا برآوردن زمینه‌های نقض حقوق بشر عمل می‌کنند، در بر می‌گیرند.» منوچین وزیر خزانه داری آمریکا نیز گفت: «از امروز صبح ما تحریم‌های کامل خود را علیه رژیم ایران آغاز می‌کنیم. این بخشی از ماکزیمم فشار اقتصادی بی‌سابقه‌ای است که ایالات متحده علیه بزرگ‌ترین کشور حامی تروریسم در جهان به راه انداخته است. تحریم‌های امروز بیش از ۷۰۰ نفر، مؤسسه، هواپیما و صنایع موشکی را شامل می‌شود، که در جای خود بخشی از بزرگ‌ترین اقداماتی است که وزارت خزانه‌داری در یک روز علیه ایران انجام داده است. بیش از ۳۰۰ مورد تحریم‌ها، اهداف جدیدی را در بر می‌گیرند، علاوه براین ۱۰۰ مورد دیگر نیز آنهایی هستند که قبلاً در لیست تحریمها بودند و بخاطر برجام از لیست خارج شده بودند و اکنون مجدداً در لیست قرار می‌گیرند. این تحریم‌های بسیار قدرتمند، همچنین سیستم بانکی، انرژی و کشتیرانی ایران را مستقیماً هدف قرار می‌دهد… اقدامات امروز ما همچنین شناسایی ۴۰۰ مورد، از جمله ۲۰۰ فرد و کشتی، در بخش انرژی و کشتیرانی ایران، ایران ایر، هواپیمایی ملی ایران، بیش از ۶۵ هواپیما و شناسایی حدود ۲۵۰ نفر در ارتباط با دارایی‌های بلوکه شده که در لیست ویژه ملی قرار دارند و سازمان انرژی اتمی ایران را در بر می‌گیرند. کشورهای چین، هند، ایتالیا، یونان، ژاپن، کره جنوبی، تایوان و ترکیه از معافیت موقت تحریم نفتی برخوردارند، و ایران از پول فروش نفت فقط برای داد و ستدهای انسان دوستانه و خرید کالاهایی که به‌طور دوجانبه تحت تحریم نباشند می‌تواند استفاده کند. رهبران ایران باید فوراً حمایت خود از تروریسم را متوقف کرده و به فعالیت‌های مخرب خود در منطقه پایان دهند. آنها اگر خواهان برداشتن تحریم‌ها هستند، بایستی تولید موشکهای بالستیک و مطامع هسته‌ای خود را خاتمه دهند.»
بر این اساس، افراد و شرکت‌های زیر تحریم شدند:
- مسعود بهادری
- ناصر باطنی
- فرزاد بازرگان
- مرتضی احمدعلی بهزاد
- دیمیتریس کامبیس
- محمد کاظم چغا زردی
- محمد حسین دجمر
- منصور اسلامی
- احمد قلعه‌بانی
- سیف‌اله جهان ساز
- جمشید خلیلی
- مجتبی خسروتاج
- سید محمود محدث
- محمد معینی
- محمود نیکوسخن
- رضا پارسایی
- هاشم پور نصری
- محمدرضا رضوانی زاده
- محمد سعیدی
- سید جابر صفدری
- سید ناصر محمد سیدی
- محمود صوری
- سید محمد علی خطیبی طباطبایی
- محمد علی یزدان جو
- علی یوسف پور
- محمود زیراچیان زاده
- شرکت ساختمانی آ.س. پ
- شرکت AA Energy FZCO
- شرکت فناوری‌های پیشرفته ایران
- پایگاه مقاومت بسیج سازمان انرژی اتمی ایران
- مرکز تحقیقات صنعتی، کشاورزی و پزشکی
- شرکت تأمین سرمایه امین
- شرکت حمل و نقل دریایی آرش
- بانک آرین
- شرکت مدیریت برق و تولید انرژی ارژن
- شرکت مدیریت پشتیبانی و تجهیز منابع آرمان
- شرکت کشتیرانی آرتا
- شرکت کشتیرانی آسان
- شرکت هلدینگ ASCOTEC
- شرکت ASCOTEC ژاپن
- شرکت معدنی و تجهیزاتی ASCOTEC
- شرکت علم و فناوری ASCOTEC
- شرکت بازرگانی فولاد ASCOTEC
- شرکت بازرگانی عمومی آسیا
- شرکت آتیه سازان دی
- شرکت حمل و نقل آتلانتیک
- شرکت اطلس کیان قشم
- سازمان انرژی اتمی ایران
- شرکت مهندسی سوخت هسته‌ای
- بانک آینده
- شرکت سرمایه‌گذاری آذر
- شرکت آذر پاد قشم
- شرکت ساختمانی آذربایجان
- شرکت ساختمانی باغمیشه
- شرکت BANCO INTERNACIONAL DE DESARROLLO, C.A
- شرکت پتروشیمی بندر امام
- بانک کارگشایی
- بانک کشاورزی ایران
- بانک مرکزی جمهوری اسلامی ایران
- بانک مسکن
- بانک ملی ایران
- بانک صنعت و معدن
- بانک رفاه کارگران
- بانک سپه
- بانک تجارت
- بانک TORGOVOY KAPITAL ZAO
- بانک شهر
- شرکت بهساز کاشانه تهران
- شرکت توسعه تجهیزات بهسازان پارس
- شرکت توسعه صنعتی بهشهر
- شرکت لجستیک و کشتی‌رانی بلیز
- شرکت خدمات خطوط دریایی بلیز
- شرکت BIIS MARITIME LIMITED
- شرکت بیمه ایران
- شرکت کشتی‌رانی BLUE TANKER
- شرکت BMIIC INTERNATIONAL GENERAL TRADING L.L.C
- شرکت پتروشیمی بوعلی سینا
- شرکت BREYELLER STAHL TECHNOLOGY GMBH & CO. KG
- شرکت سرمایه‌گذاری بوعلی
- شرکت کشتی‌رانی بوشهر
- شرکت دریانوردی کاسپین
- شرکت سرمایه‌گذاری و توسعه صنعت سیمان
- شرکت نفت پارس
- مؤسسه اعتباری توسعه
- شرکت سیلندر سیستم
- شرکت مهندسی انرژی و برق دماوند
- شرکت مدیریت تولید برق دماوند
- شرکت سیستم‌های یکپارچه تراکنش‌های الکترونیک دانا
- شرکت کشتی‌رانی دانش
- شرکت مدیریت سرمایه دانا
- شرکت دریانورد کیش
- شرکت کشتی‌رانی داور
- بانک دی
- کارگزاری بانک دی
- شرکت تجارت الکترونیک دی
- شرکت صرافی دی
- شرکت سرمایه‌گذاری دی
- شرکت خدمات حسابداری و مالی دی ایرانیان
- شرکت لیزینگ دی
- شرکت نفت کش دنا
- شرکت حمل و نقل دیاموند
- شرکت کارگزاری صرافی توسعه صادرات
- شرکت کارگزاری سهام توسعه صادرات
- بانک اقتصاد نوین
- شرکت EIGHTH OCEAN GMBH & CO. KG
- شرکت ELEVENTH OCEAN ADMINISTRATION GMBH
- شرکت خدمات دریانوردی Empire
- شرکت کشتی‌رانی ESAOIL
- شرکت EUROPAISCH-IRANISCHE HANDELSBANK AG
- شرکت حمل و نقل اروپا
- ستاد اجرایی فرمان امام
- شرکت فناوران اعتماد راهبر
- شرکت سرمایه‌گذاری فرا دریای نیک قشم
- شرکت فارس سرپناه
- شرکت FIFTEENTH OCEAN GMBH & CO. KG
- شرکت FIRST EAST EXPORT BANK PLC
- شرکت FIRST ISLAMIC INVESTMENT BANK LIMITED
- شرکت FIRST OCEAN ADMINISTRATION GMBH
- شرکت
- FIRST OCEAN GMBH & CO KG
- شرکت FOURTEENTH OCEAN GMBH & CO. KG
- شرکت FOURTH OCEAN GMBH & CO KG
- شرکت کشتی‌رانی عصر آینده
- شرکت FUTURE BANK B.S.C (وابسته به بانک ملی ایران)
- شرکت GARBIN NAVIGATION LTD
- شرکت غدیر ابو موسی هامون
- شرکت انرژی غدیر کاسپین گیلان
- شرکت فولاد غدیر کاسپین
- شرکت سرمایه‌گذاری برق و انرژی غدیر
- شرکت سرمایه‌گذاری اعتضاد غدیر
- شرکت بازرگانی صنعتی غدیر
- شرکت توسعه و بازرگانی بین‌المللی غدیر
- شرکت توسعه و بازرگانی غدیر
- شرکت سرمایه‌گذاری غدیر
- شرکت غدیر کانی آریا
- شرکت توسعه صنعت ساختمان غدیر خوزستان
- شرکت انرژی غدیر لامرد
- شرکت خدمات مدیریت و بازرگانی غدیر
- شرکت توسعه برق و انرژی غدیر مازندران
- شرکت انرژی خورشیدی غدیر مهریز
- شرکت توسعه برق و انرژی غدیر اکسین
- شرکت مهندسین مشاور پیمان غدیر
- شرکت غدیر پترو آرمان کیش
- شرکت تولید برق غدیر پیشرو
- شرکت توسعه انرژی خورشیدی غدیر قم
- شرکت مدیریت سیستم‌های کارآمد غدیر
- شرکت برق و انرژی خورشیدی غدیر
- شرکت توسعه برق و انرژی و غدیر تهران
- شرکت پتروشیمی قائد بصیر
- بانک قرض الحسنه رسالت
- بانک قوامین
- شرکت مدیریت تولید برق گیلان
- شرکت مدیریت توزیع برق گیلان
- شرکت GLOBALAGE LIMITED
- شرکت GLOBAL UNITED SHIPPING LIMITED
- شرکت GOLDEN ENTERPRISE SHIPPING LIMITED
- شرکت GOLDEN RESOURCES TRADING COMPANY L.L.C.
- شرکت GRACE BAY SHIPPING INC
- شرکت HADI SHIPPING COMPANY LIMITED
- شرکت کشتی‌رانی حافظ دریا
- شرکت بازرگانی هامون سپاهان
- شرکت سرمایه‌گذار هامون سپاهان
- شرکت مدیریت خدمات هامون سپاهان
- شرکت کشتی‌رانی هراز
- شرکت کشتی‌رانی هاتف
- بانک حکمت ایرانیان
- شرکت HERCULES INTERNATIONAL SHIP
- شرکت HERMIS SHIPPING SA
- شرکت کشتی‌رانی هیرمند
- شرکت کشتی‌رانی هدا
- شرکت کشتی‌رانی هنر
- شرکت HONG KONG INTERTRADE COMPANY
- شرکت خدمات کشتی‌رانی هوپاد دریا
- شرکت تولید برق و انرژی هرمزگان
- شرکت پالایش نفت هرمز
- شرکت HTTS HANSEATIC TRADE TRUST & SHIPPING GMBH
- شرکت IFIC HOLDING AG
- شرکت IHAG TRADING GMBH
- شرکت کشتی‌رانی IMPIRE
- سازمان توسعه صنعتی و نوسازی ایران
- شرکت INTERNATIONAL EXPERTISE GROUP LIMITED
- شرکت بین‌المللی نفت کش
- شرکت INTERSEAS SHIPYARD LTD
- شرکت INTRA CHEM TRADING GMBH
- شرکت ایران و شرق
- شرکت لیزینگ ایران و شرق
- هواپیمایی ایران ایر
- شرکت سرمایه‌گذاری خارجی ایران
- شرکت بیمه ایران
- شرکت ایران مارین سرویس
- مرکز نظام ایمنی هسته ای ایران
- شرکت بازرگانی پتروشیمی ایران
- بانک ایران زمین
- سازمان توسعه و نوسازی معادن و صنایع معدنی ایران
- توسعه صنعتی ایرانیان نوین
- شرکت توسعه تیتانیوم ایران
- شرکت کشتی‌رانی ایران و هند
- شرکت کشتی‌رانی ایران و مصر
- شرکت مدیریت ساخت نیروگاه‌های هسته ای ایران
- بانک ایران و ونزوئلا
- شرکت کشتی‌رانی جمهوری اسلامی ایران
- شرکت کشتی‌رانی جمهوری اسلامی ایران اروپا
- شرکت آموزش کشتی‌رانی جمهوری اسلامی ایران
- شرکت حمل و نقل مولتی مدال کشتی‌رانی جمهوری اسلامی ایران
- شرکت خطوط دریایی کشتی‌رانی جمهوری اسلامی ایران
- شرکت خطوط دریایی IRITAL
- شرکت دریانوردی ISI MARITIME LIMITED
- شرکت ISIM ATR LIMITED
- شرکت ISIM SININ LIMITED
- شرکت ISIM TAJ MAHAL LIMITED
- بانک همکاری‌های منطقه‌ای اسلامی
- خطوط دریایی ایران و چین
- خطوط دریایی ایران و خاورمیانه
- شرکت خطوط دریایی ایران (شرکت کشتی‌رانی جمهوری اسلامی ایران)
- شرکت داروسازی جابر بن حیان
- شرکت JUPITER SEAWAYS SHIPPING
- بانک KAFOLATBANK
- شرکت
- KALA LIMITED
- شرکت KALA PENSION TRUST LIMITED
- شرکت کشتی‌رانی کلان کیش
- بانک کارآفرین
- شرکت مدیریت سیستم‌های کارآمد
- شرکت KASB INTERNATIONAL LLC
- شرکت کشتی‌رانی کرمان
- شرکت خیبر
- بانک خاورمیانه
- شرکت کشتی‌رانی خزر
- شرکت کیش آسیا ناوک
- بانک بین‌المللی کیش
- شرکت کیش رؤیای زندگی
- شرکت سیمان کردستان
- شرکت KONING MARINE CORP
- شرکت LONDON IRINVEST SHIP COMPANY
- شرکت ماشین‌سازی اراک
- شرکت مهندسین مشاور مهاب قدس
- شرکت برق مپنا خوزستان
- شرکت MARANER HOLDINGS LIMITED
- شرکت MARBLE SHIPPING LTD
- شرکت توسعه فناوری اطلاعات دریایی
- شرکت پتروشیمی مرجان
- بانک MB Bank
- شرکت MCS Engineering
- شرکت MCS International GMBH
- مؤسسه اعتباری مهر ایران
- شرکت کشتی‌رانی مهران
- شرکت بیمه ملت
- شرکت MELLAT BANK CLOSED JOINT-STOCK COMPANY
- شرکت MELLI BANK PLC
- شرکت بین‌المللی ساختمان و صنعت ملی
- شرکت کشتی‌رانی مرصاد
- شرکت انرژی مصباح
- شرکت METAL & MINERAL TRADE S.A.R.L
- شرکت کشتی‌رانی میناب
- شرکت MINES AND METALS ENGINEERING GMBH
- شرکت MIRACLE TRANSPORTATION LIMITED
- شرکت بیمه معلم
- شرکت پتروشیمی مبین
- شرکت مدبر
- شرکت MOMENT INVESTMENT LIMITED
- شرکت ممتاز الکتریک
- شرکت MONSOON SHIPPING LTD
- شرکت کشتی‌رانی مسخر دریا
- شرکت خودرو صنعت موتوژن
- شرکت موتوژن
- شرکت کالا نفت تهران
- شرکت N.I.T.C. REPRESENTATIVE OFFICE
- شرکت بازرگانی نفت ایران
- شرکت NAFTIRAN INTERTRADE CO. (NICO) SARL
- شرکت NAFTIRAN TRADING SERVICES CO. (NTS) LIMITED
- شرکت توسعه هتل و ساختمان نارنجستان
- شرکت NARI SHIPPING AND CHARTERING GMBH & CO. KG
- شرکت صنعتی و معدنی توسعه ملی
- شرکت ملی نفت ایران
- شرکت NATIONAL IRANIAN OIL COMPANY PTE LTD
- شرکت ملی نفت کش ایران
- شرکت NATIONAL IRANIAN TANKER COMPANY LLC
- شرکت ملی پتروشیمی ایران
- شرکت NATIONWIDE SHIPPING LTD
- شرکت بین‌المللی توسعه ساحل و فراساحل نگین کیش
- شرکت کشتی‌رانی NEW AGE SHIPPING LIMITED
- شرکت فولاد نی ریز
- شرکت NICO ENGINEERING LIMITED
- شرکت NINTH OCEAN GMBH & CO. KG
- امور بین‌المللی شرکت ملی نفت ایران
- شرکت نور انرژی
- شرکت پتروشیمی نوری
- شرکت نوین انرژی
- شرکت مهندسی اکتشاف و استخراج نوین پارس
- شرکت ملی صنایع پتروشیمی
- شرکت تولید مواد اولیه و سوخت هسته ای ایران
- مؤسسه پژوهش‌های علم و فناوری هسته ای ایران
- شرکت OCEAN CAPITAL ADMINISTRATION GMBH
- شرما افق سازه پایا
- شرکت اقیانوس خروشان کیش
- شرکت سرمایه‌گذاری صنعت نفت
- شرکت خدمات بیمه ای امید بنیان
- شرکت عمران و ساختمان ری
- شرکت عمران و مسکن آباد دی
- شرکت ONE CLASS PROPERTIES (PTY) LTD
- شرکت ONE VISION INVESTMENTS 5 (PTY) LTD
- شرکت ONERBANK ZAO
- شرکت P.C.C
- شرکت کشتی‌رانی اقیانوس آرام
- شرکت حمل و نقل و کشتی‌رانی اقیانوس آرام
- شرکت خدمات نخل
- شرکت سرمایه‌گذاری پردیس
- شرکت پارس قائم گستر
- شرکت بین‌المللی توسعه صنعت پارس
- شرکت پارس ایزوتوپ
- شرکت PARS MCS
- شرکت پارس نیکل کاران کبیر
- شرکت نفت و گاز پارس
- شرکت نفت پارس
- شرکت پارس پدیدار صنعت نوین
- شرکت پتروشیمی پارس
- شرکت کشتی‌رانی پتروشیمی پارس
- شرکت مهندسی و ساختمان پارس سازه
- شرکت توسعه نفت و گاز پارسیان
- شرکت توسعه حمل و نقل پارسیان ریل
- بانک پاسارگاد
- شرکت برق پاینده جام
- شرکت پایور اندیش
- شرکت تعمیرات کشتی پرشیا هرمز
- بانک PERSIA INTERNATIONAL BANK PLC
- شرکت توسعه نفت و گاز پرشیا
- شرکت کارآفرینان سبز خلیج فارس
- شرکت کشتی‌رانی خلیج فارس
- شرکت PETRO ENERGY INTERTRADE COMPANY
- شرکت PETRO ROYAL FZE
- شرکت PETRO SUISSE INTERTRADE COMPANY SA
- شرکت PETROCHEMICAL COMMERCIAL COMPANY (U.K.) LIMITED
- شرکت PETROCHEMICAL COMMERCIAL COMPANY FZE
- شرکت PETROCHEMICAL COMMERCIAL COMPANY INTERNATIONAL
- شرکت توسعه پترو ایران
- شرکت PETROPARS INTERNATIONAL FZE
- شرکت پتروپارس
- شرکت PETROPARS UK LIMITED
- شرکت POLINEX GENERAL TRADING LLC
- شرکت پلی نار
- پست بانک ایران
- شرکت پویا تأمین کیش
- شرکت انرژی پویان تابان
- شرکت تولید تجهیزات نیروگاهی
- شرکت PROTON PETROCHEMICALS SHIPPING LIMITED
- شرکت انرژی گستران قم
- شرکت مدیریت منابع رایانه ای راهبر
- شرکت خدمات انفورماتیک راهبر
- شرکت سیستم‌های ره‌گیری یکپارچه راهبر سریر
- شرکت توسعه کاربردهای پرتوافشانی
- شرکت راهبران امید دریا
- شرکت ریل کام راهبر
- شرکت راستین خدمات پارسیان
- شرکت سرمایه‌گذاری ری
- شرگن ری نیرو
- شرکت REYCO GMBH
- شرکت ریشمک
- شرکت رویال ساختمان آریا
- شرکت رویال رز کیش
- شرکت پتروشیمی صدف عسلویه
- شریکت کشتی‌رانی پیام دریا صف ایران
- بانک سامان
- شرکت کشتی‌رانی سامتن
- شرکت SAMBOUK SHIPPING FCZ
- بانک سرمایه
- شرکت کشتی‌رانی سرو
- شرکت سیمان سپاهان
- شرکت محصولات بتنی سیمان سپاهان
- شرکت سرمایه‌گذاری سیمان سپاهان
- شرکت پاکت سازی شفق سیمان سپاهان
- شرکت خدمات بیمه ای سپهر ایرانیان
- شرکت حمل و نقل سیمان سپهر مشهد
- شرکت کشتی‌رانی سپید
- پتروشیمی شهید تندگویان
- شرکت سیمان شرق
- شرکت آهک سیمان شرق
- شرکت زغال‌سنگ شرق
- شرکت سیمان سفید شرق
- شرکت پتروشیمی شازند
- شرکت خدمات رایانه ای کشتیرانی
- شرکتر خدمات رفاهی کشتیرانی
- شرکت پالایش نفت شیراز پارس
- شرکت سیمان شمال
- شرکت بازرگانی عمومی سیما
- شرکت کشتی‌رانی سیما
- شرکت کشتی‌رانی سینا
- شرکت آلومینیوم جنوب
- شرکت دریابان جنوب ایران
- شرکت کشتی‌رانی جنوب
- شرکت حمل و نقل اسپید
- شرکت کشتی‌رانی بهار
- شرکت مدیریت کشتی ستاره
- شرکت SWISS MANAGEMENT SERVICES SARL
- شرکت پتروشیمی تبریز
- شرکت کارگزاری تدبیر
- شرکت توسعه ساخمان تدبیر
- گروه توسعه اقتصادی تدبیر
- شرکت سرمایه‌گذاری تدبیر
- شرکت تخته شهید باهنر
- شرکت تماس
- شرکت TARABAR-GOROUS TRUST COMPANY
- شرکت حمل و نقل هدف
- بانک تات
- شرکت TC SHIPPING COMPANY
- شرکت تجارت گستر فرداد

- شبکه بانکی سوئیفت، ستون فقرات برای تبادلات مالی جهان، روز ۵ نوامبر ۲۰۱۸ (دوشنبه ۱۴ آبان ۱۳۹۷) گفت که خدمات بانکی خود را به چندین بانک ایران، بعد از اینکه آمریکا تحریم‌های اتمی علیه تهران را تجدید کرد، به حالت تعلیق درآورده است.[۵۸] استیون منوچین وزیر خزانه‌داری ایالات متحده آمریکا گفت: «سوئیفت دادن خدمات به بانک مرکزی ایران را قطع و نهادهای مالی ایران را لیست‌گذاری خواهد کرد.»[۵۹]
- شرکت امریکن اینترنشنال گروپ از فعالیت‌های تجاری خود در ایران که با یک شرکت تابعه به دست آورده بود، خارج می‌شود. همچنین روز ۲ نوامبر ۲۰۱۸، شرکت والیدوس هلدینگ یک شرکت بیمه در برمودا که شرکت امریکن اینترنشنال گروپ آن را به ارزش ۵٫۵۶ میلیارد دلار در ماه ژوئیه به دست آورده بود، پوشش بیمه خود را که برای شرکت‌های کشتیرانی که محموله‌ها به ایران و از ایران را تأمین می‌کردند، کاهش داده است.[۶۰]
- به‌دنبال اعلام تحریم‌های آمریکا هواپیماسازی کوماک چین روز چهارشنبه ۷ نوامبر ۲۰۱۸ فروش هواپیماهای مسافری به ایران را برای کمک به ناوگان هواپیمایی این کشور منتفی دانست.[۶۱]
- روز ۸ نوامبر ۲۰۱۸ (پنجشنبه ۱۷ آبان ۱۳۹۷) دونالد ترامپ رئیس‌جمهور آمریکا «فرمان اجرایی برقراری وضعیت اضطراری ملّی در رابطه با ایران» را برای یک سال دیگر تمدید کرد. در متن اطلاعیه کاخ سفید آمده است که «روابط ما با ایران هنوز عادی نشده است و پروسه اجرای توافقات با ایران به تاریخ ۱۹ ژانویه ۱۹۸۱ ادامه دارد.» اشاره ترامپ به توافقنامه الجزایر است که ایران و آمریکا در پایان غائله گروگانگیری امضا کرده بودند.[۶۲][۶۳]
- آمریکا در آوریل سال ۲۰۱۹ کشورهایی را که همچنان به خرید نفت از ایران بعد از پایان فرصت شش‌ماهه ادامه بدهند، تهدید به تحریم کرد.[۶۴]
- در روز چهارشنبه ۸ مه ۲۰۱۹ (۱۸ اردیبهشت ۱۳۹۸) دونالد ترامپ، با صدور یک فرمان اجرایی صنایع فولاد، آهن، مس و آلومینیوم ایران را تحریم کرد. این فرمان به کشورهای دنیا هشدار می‌دهد که مجوز ورود فولاد و سایر فلزات ایرانی به بنادرشان «دیگر تحمل نمی‌شود.»[۶۵]
- دفتر کنترل دارایی‌های خارجی وزارت خزانه‌داری آمریکا در روز جمعه ۱۷ خرداد ۱۳۹۸ طی بیانیه‌ای اعلام کرد که ایالات متحده آمریکا «شرکت صنایع پتروشیمی خلیج فارس» و ۳۹ زیرمجموعه و نمایندگی‌های فروش آن در خارج از ایران را در فهرست سیاه قرار داده است. به گفتهٔ «استیون منوشین»، وزیر خزانه‌داری آمریکا این شرکت متهم به به همکاری با سپاه پاسداران انقلاب اسلامی و کمک‌رسانی مالی به این نهاد است.[۶۶][۶۷]
- در ۹ خرداد ۱۳۹۷ وزارت دارایی آمریکا شش فرد و سه نهاد ایرانی را به دلیل نقش داشتن در «نقض جدی حقوق بشر» به فهرست تحریم‌ها اضافه کرد:[۶۸]
  - زندان اوین
  - شرکت هانیستا (تولیدکننده اپلیکیشن موبایل موبوگرام)
  - انصار حزب‌الله
  - حسین الله کرم (از رهبران انصار حزب‌الله)
  - عبدالحمید محتشم (از رهبران انصار حزب‌الله)
  - حمید استاد (از رهبران انصار حزب‌الله)
  - عبدالصمد خرم‌آبادی (دبیر کارگروه تعیین مصادیق محتوای مجرمانه و معاون قضایی دادستان کل کشور در امور فضای مجازی)
  - ابوالحسن فیروزآبادی (دبیر شورای عالی فضای مجازی و رئیس مرکز ملی فضای مجازی)
  - عبدالعلی علی‌عسکری (ششمین رئیس سازمان صدا و سیمای جمهوری اسلامی ایران)

در روز جمعه ۲۲ سپتامبر ۲۰۱۹ (۲۹ شهریور ۱۳۹۸) آمریکا تحریم‌های جدیدی علیه بانک مرکزی ایران، صندوق توسعه ملی ایران و شرکت اعتماد تجارت پارس وضع کرد. این در حالیست که تحریم علیه بانک مرکزی ایران از یک سال پیش شروع شده و این یک تحریم مجدد توسط آمریکا بود.
- شرکت بهمن و صنایع وابسته نیز در۱۰ اکتبر ۲۰۱۹ به لیست تحریم‌های آمریکا اضافه شد[۷۰]
- وزارت خزانه‌داری آمریکا نیز چند فرد و نهاد چینی را در ارتباط با تحریم‌های ایران در لیست تحریم‌های خود قرار داده است. به نقل از استیو منوچین: «خزانه داری آمریکا شرکت حمل و نقل «کاسکو» و شرکت نفت «کانکورد» که متعلق به چین هستند را تحت تحریم قرار داده است.»[۷۱]
- در ۱۳ آبان ۱۳۹۸ همزمان با چهلمین سالگرد گروگان‌گیری سفارت آمریکا، ستاد کل نیروهای مسلح ایران به‌همراه ۹ شخص حقیقی شامل:
  - مجتبی خامنه‌ای
  - محمد محمدی گلپایگانی
  - ابراهیم رئیسی
  - علی‌اکبر ولایتی
  - غلامعلی حداد عادل
  - محمدحسین باقری
  - غلامعلی رشید
  - حسین دهقان
  - وحید حقانیان در فهرست تحریم‌های وزارت خزانه‌داری آمریکا قرار گرفتند.[۷۲][۷۳]
- در ۱ آذر ۱۳۹۸ محمدجواد آذری جهرمی وزیر ارتباطات در فهرست تحریم‌های وزارت خزانه‌داری آمریکا قرار گرفت.[۷۴]
- دفتر کنترل دارایی‌های خارجی وزارت خزانه‌داری آمریکا اعلام کرد یک فرد ۵ نهاد و دو کشتی مرتبط با ایران را در فهرست تحریم‌ها قرار داده است[۷۵]
- وزارت دادگستری آمریکا روز سه‌شنبه ۲۶ آذر یک تبعه و سه شرکت اهل اندونزی را به نقض تحریم‌های ایران متهم کرد. بر اساس بیانیه‌ای که در وبگاه وزارت دادگستری آمریکا منتشر شده، دادگاه منطقه کلمبیا «یونارکو کونتجورو» ۶۸ ساله و سه شرکت «پی‌تی ام‌اس آئرو ساپورت»، «پی‌تی کاندیاسا انرژی یوتاما» و «پی‌تی آنتاسنا کرسی» را به تلاش برای نقض قوانین ایالات متحده و نقض تحریم‌های ایران متهم کرده است.[۷۶]
- وزارت خزانه‌داری آمریکا اعلام کرد صنایع آهن و فولاد و نیز:
  - علی عبداللهی، هماهنگ‌کننده ستاد کل نیروهای مسلح ** محمدرضا آشتیانی، جانشین رئیس ستاد کل نیروهای مسلح
  - محسن قمی، معاون ارتباطات بین‌الملل دفتر رهبر ایران ** محسن رضایی، دبیر مجمع تشخیص مصلحت نظام
  - علی شمخانی، دبیر شورای عالی امنیت ملی ایران
  - غلامرضا سلیمانی، رئیس سازمان بسیج مستضعفین، افرادی هستند که در فهرست تحریم‌ها قرار گرفته‌اند.
- روز ۲۸ دی ۱۳۹۸ وزارت خارجه آمریکا حسن شاهوارپور فرمانده قرارگاه ولی عصر سپاه پاسداران در استان خوزستان را به دلیل نقض عمده حقوق بشر در برخورد با معترضان آبان‌ماه تحت تحریم قرار داد.[۷۷]
- روز ۴ بهمن ماه طبق «دستورالعمل مقرر شده توسط دفتر کنترل دارایی‌های خارجی وزارت خزانه‌داری آمریکا (اوفک) خبرگزاری فارس در فهرست SDN» قرار گرفت.[۷۸]
- در اسفند ۱۳۹۸ در پی دنیاگیری کروناویروس در ایران، در حالی که مقام‌های ایرانی، چینی و نیز برخی از چهره‌های دموکرات در آمریکا خواهان تعلیق تحریم‌های ایران به خاطر شیوع کرونا شده‌اند، دولت دونالد ترامپ تحریم‌های تازه‌ای را بر سر برنامه هسته ای علیه جمهوری اسلامی وضع کرد. وزارت امور خارجه آمریکا اسامی پنج نفر از افراد تازه تحریم شده را اعلام کرده که می‌گوید متخصصان هسته ای طرح «آماد» بوده‌اند، این پنج فرد عبارتند از محمد مهدی هدوی، کامران دانشجو، عارف بالی لاشک، مهدی تهرانچی و علی مهدی پور عمرانی را تحریم کرد.[۷۹]
- در ۱۲ اردیبهشت دفتر کنترل دارایی‌های وزارت خزانه‌داری آمریکا تحریم‌هایی را علیه امیر دیانت و شرکت‌های وابسته که مدعی هستند به اسم «عامر عبدالعزیز جعفر المتاج» معروف است، به اتهام قاچاق سلاح و نقض تحریم‌ها اعمال کرده است.[۸۰]

### تحریم دانشگاه‌ها
در بهمن ۱۳۹۷ منصور غلامی وزیر علوم و تحقیقات و فناوری ایران از تحریم برخی دانشگاه‌های داخلی ایران توسط برخی کشورها به دلیل فعالیت علمی در عرصه انرژی هسته‌ای خبر داد. به گفته او هر دانشگاه داخلی ایران که در زمینه فیزیک هسته‌ای فعالیت کرده یا مقالاتی را که نشان از یک دستاورد خوب علمی است چاپ کرده باشد، در لیست تحریم‌های بین‌المللی قرار گرفته است؛ که بر این اساس دو دانشگاه صنعتی شریف و دانشگاه شهید بهشتی به دلیل فعالیت در این عرصه تحریم شده‌اند.

### مهلت دوماهه آمریکا برای قطع همکاری با شرکت‌های چینی مرتبط با ایران
اوفک به شرکت‌های جهان دو ماه فرصت داد تا مبادلات تجاری خود را با شرکت کاسکو چین که به دلیل همکاری با ایران تحریم شده است، قطع کنند. این مدل از هشدار به شرکت‌های آسیایی کم‌سابقه است. بنا به اعلام این وزارتخانه آمریکایی شرکت‌ها نمی‌توانند در قالب این مهلت دوماهه با شرکت کاسکو مبادله یا همکاری داشته باشند.

### مکانیسم حقوق بشری برای فروش دارو به ایران
آمریکا در ۲۵ اکتبر ۲۰۱۹ یک کانال مالی برای نظات بیشتر بر خرید و فروش دارو از ایران و جلوگیری از عملیات پوششی در قالب خرید موشک بالستیک ایجاد کرد.
برایان هوک گفت: «تحریم‌های ما علیه رژیم ایران، خوراک، دارو، و تجهیزات پزشکی را مستثنی کرده است تا این اقلام به دست مردم ایران برسند. مشکل، بانک‌ها هستند. ما با پدیدهٔ رعایتِ بیش از حدِ مقررات روبه‌رو هستیم و این پدیده، به میزان عمده‌ای ریشه در شفاف نبودن بخش مالی ایران دارد. بانک‌های بین‌المللی همچنین نسبت به همکاری با ایران بسیار محتاط هستند؛ زیرا رژیم جمهوری اسلامی پیشینه‌ای طولانی در تأسیس شرکت‌های صوری دارد؛ شرکت‌هایی که در ظاهر شبیه سازمان‌های نیکوکارانه هستند، اما محصولات پزشکی را دریافت می‌کنند، آنها را در بازار سیاه می‌فروشند، و از دسترس مردم ایران خارج می‌کنند.» وزارت خزانه داری آمریکا روز پنجشنبه ۱۰ بهمن ۱۳۹۸ اعلام کرد نخستین تراکنشهای مالی مربوط به بیماران ایرانی مبتلا به سرطان و نیازمند پیوند اعضا از طریق این کانال مالی درمانهای پزشکی دریافت کردند. وزارت خزانه داری آمریکا گفت کانال مالی سوئیس به شدت تحت نظارت قرار دارد تا «مانع سوءاستفاده رژیم ایران شود.»
ایالات متحده اقلام بشردوستانه را از تحریم‌ها مستثنی کرده است، اما ممنوعیت تجارت با بانک‌های ایرانی و کاهش صدور مجوزهای صادراتی پزشکی خاص توسط سازمان مجری وزارت خزانه‌داری آمریکا باعث ایجاد مشکلاتی در ایران شده است. به عنوان مثال، ایران با کمبود شدید قطعات یدکی مورد نیاز برای تعمیر تجهیزات دو منظوره مورد استفاده برای تولید دارو مواجه است. تحریم‌ها همچنین ایران را از تهیه مواد اولیه لازم برای تولید داروهای تولید شده محلی برای درمان آسم، سرطان و ام اس بازداشته است. در دسامبر ۲۰۲۰، به گفته رئیس بانک مرکزی ایران، به دلیل تحریم‌های آمریکا علیه بانک‌های ایرانی، ایران نتوانست هزینه واکسن کووید-۱۹ را بپردازد. بسیاری از بانک‌ها و کسب‌وکارها در سراسر جهان، از جمله شرکت‌های دارویی و پزشکی مانند Mölnlycke Health Care که پانسمان‌های فوم تخصصی برای بیماران بیماری پروانه‌ای تولید می‌کند، تصمیم گرفتند به دلیل تحریم‌های آمریکا هیچ تجارتی با ایران انجام ندهند. این اقدام باعث درد بیماران EB و مرگ نزدیک به ۳۰ بیمار در ایران - اکثراً کودکان - شده است.

### تحریم قضات‌ایرانی
وزارت خزانه‌داری ایالات متحده آمریکا روز پنجشنبه ۲۸ آذر ۱۳۹۸، دو قاضی ایرانی را به اتهام دست داشتن در مجازات مردم ایران و شهروندان دو تابعیتی در فهرست تحریم‌های خود قرار داد. ابوالقاسم صلواتی و محمد ناصر مقیسه که در این فهرست قرار گرفته‌اند متهم هستند که با ریاست محاکمه‌های نمایشی حکومت جمهوری اسلامی عدالت را منحرف کرده‌اند، محاکمه‌هایی که در آنها روزنامه‌نگاران، وکلا، فعالان سیاسی و اعضای اقلیت‌های قومی و مذهبی به خاطر حق ابراز آزادی بیان و تشکیل اجتماعات، مجازات و به زندان‌های دراز مدت، شلاق و حتی اعدام محکوم شده‌اند». بر اساس تحریم یاد شده، تمام دارایی‌های این دو قاضی ضبط خواهد شد و شهروندان آمریکایی حق ندارند که با آنها معامله داشته باشند. به علاوه اینکه، بانک‌های خارجی که در نقل‌وانتقالات مالی مهم به این قضات کمک کرده‌اند و افرادی که حمایت‌های خاص از آنها می‌کنند از دسترسی به نظام مالی آمریکا محروم خواهند شد یا اموال آنها ضبط می‌شود. مقام‌های آمریکایی بر این باور هستند که صلواتی تاکنون بیش از ۱۰۰ نفر را به دلایل سیاسی به زندان یا اعدام محکوم کرده است.
در بیانیه وزارت خزانه داری ایالات متحده آمریکا آمده است که صلواتی احکام سنگین، شامل تعداد زیادی حکم اعدام برای بسیاری از زندانیان سیاسی، فعالان حقوق بشر و شرکت‌کنندگان در تظاهرات مسالمت‌آمیز صادر کرده که باعث شد «قاضی مرگ» لقب بگیرد. صدور احکام حبس طولانی مدت و اعدام برای بیش از صد زندانی سیاسی، فعال حقوق بشر و کارگزار رسانه‌ای از دیگر دلایلی است که برای تحریم ابوالقاسم صلواتی در این بیانیه به آن اشاره شده است.

### تحریم زندان‌های ایران
- زندان رجایی‌شهر کرج - دی‌ماه ۱۳۹۶[۹۲]
- زندان اوین تهران - خردادماه ۱۳۹۷[۹۳]
- زندان قرچک ورامین - خردادماه ۱۳۹۷[۹۴]
- زندان فشافویه حسن‌آباد - آذرماه ۱۳۹۸[۹۵]
- زندان عادل‌آباد شیراز - مهرماه ۱۳۹۹[۹۶]

### تحریم سپاه پاسداران
ایالات متحده آمریکا در تاریخ هشتم آوریل ۲۰۱۹ سپاه پاسداران انقلاب اسلامی و همهٔ افراد، سازمان‌ها و مراکزی که با آن در ارتباط هستند را در لیست گروه‌های تروریستی قرارداد. این نخستین بار است که ایالات متحده واحد نظامی یک دولت را به عنوان یک گروه تروریستی شناخته است. این امر، قرار دادن بخشی از نیروی نظامی رسمی یک کشور در فهرست تروریستی، از سوی ایالات متحده حتی در زمان اوج خصومت با شوروی نیز رخ نداده است. پس از وضع تحریم‌های مختلف، این اقدام بزرگ‌ترین اقدام علیه جمهوری اسلامی تا به امروز ارزیابی شد.
- روز جمعه هفتم شهریور (۲۸ اوت) وزارت دادگستری آمریکا با انتشار بیانیه‌ای مسدود شدن سه شرکت ایرانی «مبین اینترنشنال»، «صحار فایول» و «عمان فایول» را اعلام کردِ، این شرکت‌ها در انتقال محموله سوخت سپاه پاسداران که در لیست تروریستی آمریکا قرار دارد، یاری رسانده‌اند.[۱۰۵]

### تحریم سازمان‌های فضایی
وزارت خزانه‌داری آمریکا روز سه شنبه ۱۲ شهریور ۱۳۹۸ در بیانیه‌ای اعلام کرد که نام سازمان فضایی، مرکز تحقیقات فضایی و پژوهشگاه فضایی ایران را به فهرست تحریم‌های دفتر کنترل سرمایه‌های خارجی (اوفک) از نهادهای زیرمجموعه این وزارتخانه افزوده است.

### تحریم بخش عمرانی ایران
وزارت خارجه آمریکا تحریم‌های جدیدی علیه بخش عمران و مواد مرتبط با فعالیت‌های هسته‌ای، نظامی و موشک بالستیک ایران اعمال کرد. این وزارت‌خانه آمریکا در این راستا اعلام کرده است که در نتیجه این تحریم، فروش آهن، گرافیت، زغال‌سنگ ناخالص یا آماده و نرم‌افزار هماهنگ‌سازی اهداف صنعتی، در صورت به کار رفتن این مواد در بخش عمرانی ایران، قابل تحریم خواهند بود. مایک پامپئو وزیر خارجه آمریکا نیز، بامداد یک نوامبر اعلام کرد که همزمان دو تصمیم برای اعمال تحریم‌های جدید علیه ایران گرفته شده است: نخست، معرفی بخش ساخت و ساز ایران به عنوان بخشی که به صورت مستقیم یا غیرمستقیم تحت کنترل سپاه پاسداران انقلاب اسلامی ایران است و دوم، معرفی چهار «ماده راهبردی» به عنوان موادی که در برنامه‌های هسته‌ای، نظامی یا موشکی ایران به کار گرفته می‌شود.

### تحریم ستاد نیروهای مسلح
خزانه‌داری آمریکا ستاد کل نیروهای مسلح جمهوری اسلامی ایران را نیز به فهرست تحریم‌ها اضافه کرده است.

### دوره‌های آموزشی تحریم شده
به دلیل تحریم‌های ایالات متحده آمریکا بسیاری از وبگاه‌هایی که مطالب آموزشی عرضه می‌کنند به شهروندان ساکن ایران خدمات عرضه نمی‌کنند. این وبگاه‌ها عبارتند از:
- کورسرا[۱۱۱]
- سیسکو سیستمز[۱۱۲]
- مایکروسافت[۱۱۳]
- سیتریکس

### تحریم تسلیحاتی ایران و مکانیسم ماشه
روز دوشنبه ۳۱ شهریور ۱۳۹۹، ایالات متحده آمریکا تحریم‌های جدیدی را علیه وزارت دفاع ایران و سایر بخش‌های درگیر در برنامه هسته‌ای و تسلیحاتی ایران وضع کرد تا موضع این کشور مبنی بر بازگشت همه تحریم‌های سازمان ملل علیه تهران در چارچوب فعال شدن «مکانیسم ماشه» را تقویت کند. ساعاتی پس از آن نیز دونالد ترامپ، رئیس‌جمهوری ایالات متحده، در اطلاعیه‌ای اعلام کرد که واشینگتن اکنون تحریم‌های سازمان ملل متحد علیه ایران را برقرار کرده است و گفت: «اقدام امروز من پیام واضحی برای حکومت ایران و کسانی در جامعه بین‌المللی دارد که از رویارویی با ایران سر باز می‌زنند.» همچنین استیون منوچین، وزیر خزانه‌داری آمریکا دربارهٔ این تحریم گفت: «وزارت خزانه‌داری در هدف قرار دادن هر کس که با ایران تجارت تسلیحات متعارف بکند، از برنامه هسته‌ای آن حمایت کند یا توسعه موشک‌های بالستیک آن را تسهیل کند، درنگ نخواهد کرد.»
بر اساس فهرست اعلام شده از سوی مقام‌های دولت آمریکا و وزارت خزانه‌داری این کشور:
- بهروز کمالوندی (سخنگوی سازمان انرژی اتمی ایران)
- محمد قنادی مراغه (یکی از معاونان سازمان انرژی اتمی ایران)
- بهروز کمالوندی
- جواد کریمی ثابت (یکی از معاونان سازمان انرژی اتمی ایران)
- حمیدرضا قدیریان
- احمد اصغری شیوایی
- پژمان رحیمیان (یکی از معاونان سازمان انرژی اتمی ایران)

از جمله افراد مرتبط با سازمان انرژی اتمی ایران هستند که به فهرست تحریم‌ها افزوده شده‌اند.
دولت آمریکا همچنین شرکت ماموت دیزل و گروه صنعتی ماموت را به فهرست تحریم‌ها افزوده است. علاوه بر این محمدرضا دزفولیان، بهزاد فردوس و مهرزاد فردوس هم به دلیل ارتباط با این گروه تحریم شده‌اند.
در این نشست، استیو منوچین، وزیر خزانه‌داری آمریکا، نیز با تأکید بر اینکه تولیدکنندگان موادی که کاربرد دوگانه در تولید موشک‌های بالستیک دارند تحریم می‌شوند، گفت در همین راستا شرکت «شهید حاج علی مودت» نیز تحریم می‌شود. سید میراحمد نوشین، محمد غلامی و اصغر اسماعیل‌پور نیز سه فردی هستند که در ارتباط با شرکت «شهید حاج علی مودت» به لیست تحریم‌ها افزوده شده‌اند.
در فهرست تازه تحریم‌های دولت آمریکا نام «سازمان صنایع دفاع» وابسته به وزارت دفاع ایران، «پژوهشگاه علوم و فنون هسته‌ای‎» وابسته به سازمان انرژی اتمی ایران و «فناوری‌های پیشرفته ایران (IATC)» و «شرکت مصباح انرژی» نیز به چشم می‌خورند. مهرزاد اخلافی کتابچی از مدیران سازمان صنایع دفاع ایران نیز از دیگر چهره‌هایی است که در فهرست جدید تحریم‌ها قرار گرفته است.
علاوه بر این، دولت آمریکا پنج دانشمند هسته‌ای ایران به نام‌های:
- احمد نوزاد قلیک
- بهنام پورعمادی
- حمید سپهریان
- مجتبی فرهادی گنجه
- سید جواد احمدی

که به گفته مقام‌های آمریکایی نقش کلیدی در برنامه هسته‌ای دارند را به فهرست جدید تحریم‌ها علیه ایران افزوده است. استیو منوچین گفت تحریم‌های دولت آمریکا که دسترسی حکومت ایران به منابع مالی را محدود می‌کند، کمک می‌کند ایران به گروه‌های شبه‌نظامی مثل حزب‌الله لبنان و حوثی‌ها در یمن کمتر کمک کند و این خود قدمی در راستای صلح در منطقه خاورمیانه است.

#### اجرایی شدن مکانیسم ماشه
شامگاه شنبه ۲۹ شهریور ۱۳۹۹، مایک پومپئو، وزیر خارجه آمریکا، در بیانیه‌ای اعلام کرد همه تحریم‌های سازمان ملل متحد علیه ایران که در چارچوب توافق هسته‌ای موسوم برجام تعلیق شده بودند، با فعال کردن مکانیسم ماشه دوباره اجرایی شدند. دولت آمریکا در گام اول قصد داشت تحریم‌های تسلیحاتی ایران که ۲۷ مهرماه سال‌جاری به پایان می‌رسد را تمدید کند ولی پس از مخالفت اعضای شورای امنیت، اقدام به فعال‌کردن مکانیسم ماشه برای بازگرداندن تمام تحریم‌های سازمان ملل کرد که شامل تحریم‌های تسلیحاتی نیز می‌شود. دولت آمریکا پیش از این اعلام کرده بود که با توجه به فعال شدن مکانیسم ماشه و برقرار بودن تحریم‌های تسلیحاتی ایران، خریداران و فروشندگان تسلیحات نظامی به ایران را تحریم خواهد کرد.

### تحریم شرکت‌های هوایی و کشتیرانی
- وزارت خزانه‌داری آمریکا در بیانیه‌ای مدعی شده یک شبکه دخیل در انتقال تسلیحات از ایران به یمن را تحت تحریم قرار داده است. در بیانیه‌وزارت خزانه‌داری آمریکا آقای «عبدالحسین خدری» به بهانه ارتباط با سپاه پاسداران انقلاب اسلامی ایران در فهرست تحریم قرار گرفته است. آمریکا همچنین شرکت‌های «خدمات هوایی گیت‌ویک»، مستقر در امارات، «خدمات هوایی گومی»، مستقر در چین و شرکت «شرکت گردشگری و مسافرتی جهان دستینیشنز»، مستقر در دبی را به بهانه ارتباط با شرکت هواپیمایی «ماهان‌ایر» در فهرست تحریم قرار داده است.[۷۵]
- پومپئو وزیر خارجه آمریکا در روز چهارشنبه ۲۰ آذر ۱۳۹۸ اعلام کرد شرکت‌های حمل و نقل راه ابریشم دریایی مستقر در مسقط عمان و دو شناور گناوه ۱ و گناوه ۲ و خدری جهان‌دریا را به اتهام و انتقال سلاح‌های کشتار جمعی مرتبط با ایران در ارتباط با سپاه پاسداران در لیست تحریم قرار داده است. هرچند شرکت خطوط کشتی‌رانی ایران پیش از این هم در فهرست تحریم‌ها قرار داشت، اما تحریم‌هایی که این هفته اعلام شد، از این منظر تازگی دارند که بر اساس فرمان اجرایی ۱۳۳۸۲ و دو برچسب «اشاعه تسلیحات کشتار جمعی» و «مقررات تحریم‌های مالی ایران» صادر شده‌اند.[۱۱۶][۱۱۷]
- وزارت خزانه‌داری آمریکا در توضیح خود در مورد آثار این تحریم‌ها، به صراحت عنوان کرده است که اقدام تازه این کشور ارسال دارو و اقلام انسانی به ایران را محدود می‌کند. در صفحه پرسش و پاسخ‌های خزانه‌داری آمریکا، در این رابطه آمده است: «ایالات متحده مجوزها و معافیت‌های گسترده‌ای ذیل تحریم‌ها دارد که اجازه فروش محصولات زراعی، غذا، دارو و تجهیزات پزشکی به ایران توسط افراد آمریکایی یا غیرآمریکایی را می‌دهد. اما این مجوزها و معافیت‌ها عموماً تراکنش با افرادی که ذیل فرمان اجرایی ۱۳۳۸۲ تحریم شده‌اند را شامل نمی‌شودو علاوه بر این، افراد غیرآمریکایی هم که آگاهانه در تراکنش‌های مشخص با IRISL و E-Sail مشارکت داشته باشند، حتی برای فروش محصولات زراعی، غذا، دارو و تجهیزات پزشکی، خود را در معرض تحریم‌های دیگر قرار می‌دهند.» تنها راه‌حلی که آمریکا برای دور ماندن از تحریم‌ها به طرف‌های تجاری ایران ارائه کرده، این است که معاملات خود را تا پیش از زمان اجرایی شدن تحریم‌ها به پایان برسانند.[۱۱۸]
- روز دوشنبه ۸ ژوئن ۲۰۲۰ وزارت خزانه‌داری ایالات متحده آمریکا تحریم‌های جدیدی علیه جمهوری اسلامی ایران وضع کرد و ۱۲۵ کشتی و نفتکش مرتبط با ایران را در فهرست تحریم‌ها قرار داد. مایک پومپئو وزیر امور خارجه آمریکا نیز در صفحه توییترش تأکید کرد که این تحریمها از همین امروز اجرایی می‌شود.[۱۱۹] به این ترتیب تحریم‌ها علیه خطوط کشتیرانی جمهوری اسلامی ایران و شرکت تابعه آن مستقر در شانگهای، شرکت کشتیرانی ای سیل E-Sail اجرایی شد. بنا به اخبار، کشتیرانی ایران، اقلامی مربوط به برنامه‌های موشک بالستیک و نظامی ایران منتقل کرده است که نقض قطعنامه ۲۲۳۱ شورای امنیت ملل متحد محسوب می‌شود.[۱۲۰]
- دادگاه فدرال آمریکا روز پنجشنبه دو شهروند ایران و دو شهروند اندونزی را به ۱۹ مورد صدور قطعات هواپیما به ایران متهم کرد که نقض تحریم‌های آمریکا علیه ایران است. اسامی این دو ایرانی، صاحبعلی مولایی ۵۶ ساله و محسن فقیهی ۵۴ ساله است.[۱۲۱]

### تحریم صنایع فولاد و آهن
وزارت امور خارجه آمریکا روز ۲۶ آذر ۱۳۹۸ با صدور بیانیه‌ای به نهادها و افراد در سطح جهان هشدار داده است که در صورت انتقال یا صادرات دو مادّهٔ مهم به ایران که در صنایع فولادسازی کاربرد دارند، با تحریم مواجه خواهند شد. با اعلام «وبگاه وزارت خارجه آمریکا»، «کک سوزنی» و «الکترود گرافیتی» در صنایع فولادسازی کاربرد دارند و اشخاصی که این مواد را به ایران انتقال داده یا صادر می‌کنند، تحریم خواهند شد. الکترود گرافیتی، برای انتقال جریان بالای الکتریسیته به کوره‌های قوس الکتریکی جهت ذوب شارژ فلزی استفاده می‌شود و در کارخانه‌های فولادسازی کاربرد دارد. کک سوزنی ماده‌ای جهت ساخت الکترود گرافیتی است.
در بیانیه وزارت خارجه آمریکا در این زمینه اذعان شده است که واشینگتن سخت در تلاش است تا ایران را از درآمد صنایع فولاد محروم کند.
وزارت خارجه آمریکا در بیانیه خود به خطوط کشتیرانی، صاحبان این خطوط و بنادری که ممکن است در این زمینه مورد استفاده قرار گیرند نیز هشدار داده است.
استیو منوچین روز جمعه ۲۰ دی ۱۳۹۸ در نشستی همراه با وزیر خارجه آمریکا اظهار داشت: «۱۷ تحریم جدید علیه صنایع فولاد و آهن ایران اعمال خواهد شد. همچنین هشت نفر از مقام‌های ایرانی را که در حمله اخیر موشکی به پایگاه آمریکا دخالت داشتند تحریم می‌کنیم.» بر اساس اطلاعیه وزارت خزانه‌داری آمریکا، این مقامات عبارت‌اند از:
- علی شمخانی، دبیر شورای عالی امنیت ملی
- غلامرضا سلیمانی، رئیس سازمان بسیج
- محسن رضایی، دبیر مجمع تشخیص مصلحت نظام
- محمدرضا نقدی، معاون هماهنگی سپاه
- محمدرضا آشتیانی، جانشین رئیس ستاد کل نیروهای مسلح
- علی عبداللهی، معاون هماهنگ‌کننده ستاد کل نیروهای مسلح
- علی اصغر حجازی، معاون اجرایی دفتر خامنه‌ای
- محسن قمی، معاون امور بین‌الملل دفتر خامنه‌ای

روز ۵ تیر ۱۳۹۹ (۲۵ ژوئن ۲۰۲۰) دفتر کنترل داراییهای خارجی وزارت خزانه داری آمریکا (OFAC) هشت شرکت صنایع فلزی، آلومینیوم و فولاد ایران را به فهرست سیاه تحریم‌های خود اضافه کرد. تعدادی از این شرکت‌ها با شرکت فولاد مبارکه اصفهان که از سال ۲۰۱۸ در لیست تحریم‌های آمریکا قرار گرفته است، در ارتباط هستند. شرکت «بازرگانی فولاد تارا»، از زیرمجموعه‌های فولاد مبارکه مستقر در آلمان و سه شرکت زیرمجموعه بخش فروش فولاد مبارکه در امارات متحده عربی، همچنین شرکت جهان فولاد سیرجان، شرکت سنگ‌آهن مرکزی ایران و شرکت فولاد متیل در این لیست قرار دارند. بر اساس تحریم‌های جدید وزارت امور خارجه آمریکا، شرکت تجهیزات و مهندسی مستقر در چین و هنگ‌کنگ هم به دلیل انتقال گرافیت به ایران هدف تحریم قرار گرفته است.

### تحریم حقوق بشری
|            | مایک پومپئو | توییتر |
| @SecPompeo |             |        |

             امروز مصادف است با روز بزرگداشت یاد و ادای احترام به قربانیان تروریسم است. تروریست‌ها باید پاسخگو شوند و ما امروز محدودیت صدور ویزا را برای ۱۴ نفر در ایران به دلیل مشارکت آنها در اقدامات حکومت در نقض فاحش حقوق بشر اعلام کردیم.
         

        ۲۱ آگوست ۲۰۲۰

در مرداد ۱۳۹۹، وزارت خارجه ایالات متحده اعلام کرد که در روز بین‌المللی گرامی‌داشت یاد قربانیان تروریسم (۲۱ اوت)، ۱۴ مقام ایرانی از جمله یکی از روسای سابق زندان اوین را به خاطر نقض حقوق بشر مشمول محدودیت‌های صدور ویزا می‌کند. بیانیه این وزارتخانه از حکومت جمهوری اسلامی به عنوان بزرگ‌ترین حامی تروریسم در جهان نام برده است و می‌گوید که این ۱۴ نفر به همراه اعضای درجه یک خانواده‌شان اجازه ورود به خاک ایالات متحده را ندارند.
وزارت خارجه آمریکا در ادامه بیانیه خود از حجت‌الله خدایی سوری، رئیس سابق زندان اوین تهران، نام می‌برد و عنوان می‌کند که زندان اوین هم‌معنای شکنجه و مظالم دیگر در حق شهروندان ایرانی است، جایی که برای سرکوب مخالفان صلح‌طلب جمهوری اسلامی و خارجی‌هایی که به گروگان گرفته شده‌اند، استفاده می‌شود. خانواده خدایی سوری هم شامل این تحریم شده‌اند.

### تحریم پتروشیمی
دفتر کنترل سرمایه‌های خارجی وزارت خزانه داری آمریکا روز پنجشنبه ۳ سپتامبر۲۰۲۰ شش نهاد را بخاطر پشتیبانی و فعالیتهای مرتبط با کمپانی پتروشیمی تریلیانس که این نهاد در ژانویه ۲۰۲۰ توسط خزانه داری نامگذاری شده بود، لیست گذاری کرد. این ۶ نهاد که در ایران، امارات متحده عربی و چین قرار دارند، از اقدامات مستمر تریلیانس در فروش محصولات پتروشیمی ایران شامل تلاش برای مخفی کردن یا پنهان کردن دخالت خود در قراردادهای فروش پتروشیمی ایران پشتیبانی کرده‌اند. فروش محصولات پتروشیمی یک منبع درآمد کلیدی برای حکومت ایران محسوب می‌شود، استیون منوچین، وزیر خزانه داری آمریکا اعلام کرد: حکومت ایران از درآمد حاصل از فروش محصولات پتروشیمی برای استمرار تأمین مالی تروریسم و برنامه‌های بی‌ثبات کننده خارجی استفاده می‌کند.
روز پنجشنبه ۲۶ خرداد ۱۴۰۱ دفتر کنترل دارایی‌های خارجی وزارت خزانه‌داری ایالات متحده، اوفک، یک شبکه بین‌المللی مرتبط با دور زدن تحریم‌ها علیه صنعت پتروشیمی جمهوری اسلامی ایران را تحریم کرد. شرکت پتروشیمی مارون، شرکت پتروشیمی خارک (سهامی عام)، و شرکت پتروشیمی فن‌آوران (سهامی عام) و چهار شرکت اماراتی و دو شرکت چینی مستقر در هنگ‌کنگ در لیست تحریم‌ها قرار گرفتند.

### تحریم شرکت‌های وزارت اطلاعات
روز پنجشنبه ۲۷ شهریور ۱۳۹۹، ایالات متحده آمریکا دو نهاد و ۴۵ فرد مرتبط با وزارت اطلاعات جمهوری اسلامی را به اتهام دست داشتن در تهدید مخالفان در داخل و خارج ایران در فهرست تحریم‌های ثانویه خود قرار داد. دفتر کنترل دارایی‌های خارجی وزارت خزانه‌داری آمریکا (اوفک) اعلام کرد گروه سایبری «تهدید پیشرفته مدام ۳۹» (Advanced Persistent Threat 39) «ای‌پی‌تی-۳۹» و ۴۵ فرد مرتبط با آن را همراه با شرکت محاسبات هوشمند رانا از ایران، همراه شرکت‌های توسعه و مهندسی معمار و شرکت مشاوره آرش از کشور لبنان به لیست سیاه آمریکا اضافه شده‌اند.
بر اساس گزارش این وزارتخانه، شرکت رانا پوششی برای دستگاه اطلاعاتی حکومت ایران است که در قالب یک کارزار، سال‌ها مخالفان جمهوری اسلامی و شرکت‌های بین‌المللی فعال در بخش مسافرتی را هدف حمله سایبری قرار می‌داده است. استیون منوچین، وزیر خزانه‌داری آمریکا، در این زمینه گفت: «رژیم ایران از وزارت اطلاعاتش به عنوان ابزاری برای هدف قرار دادن غیرنظامیان، شرکت‌های بی‌گناه و همچنین پیش بردن برنامه بی‌ثبات‌کننده‌اش در سراسر جهان استفاده می‌کند.» منوچین افزود: «آمریکا مصمم است با کارزارهای سایبری که برای تخریب امنیت و تحمیل خسارت به بخش مسافرتی بین‌المللی به کار می‌روند، مقابله کند.».
هم‌زمان، پلیس فدرال آمریکا (اف‌بی‌آی) اطلاعاتی دربارهٔ جزئیات مربوط به شرکت ای‌پی‌تی-۳۹ را در یک بیانیه هشدار عمومی مورد اشاره قرار داد. در این بیانیه، به هشت مجموعه بدافزاری که از سوی وزارت اطلاعات در ایران و از طریق شرکت رانا به کار گرفته می‌شد، اشاره شده است. بر اساس این گزارش، رانا برنامه‌های نفوذ رایانه‌ای و بدافزار علیه مخالفان، از جمله دولت‌های خارجی و اشخاص، را به نفع حکومت ایران به کار گرفته بوده است. این ۴۵ فرد تحریم‌شده در رانا در جایگاه‌هایی از جمله مدیر، برنامه‌ریز و کارشناسان هک دارند و بر اساس بیانیه وزارت خزانه‌داری آمریکا، از مداخلات سایبری وزارت اطلاعات علیه شبکه‌های مشاغل بین‌المللی، موسسات حمل و نقل هوایی و اهداف دیگری که وزارت اطلاعات آنها را تهدید می‌دانست، حمایت می‌کردند.
به گفته وزارت خزانه‌داری آمریکا، شرکت رانا نقشی کلیدی در آزار و اذیت، حملات سایبری و همچنین نظارت بر شهروندان ایرانی، خصوصاً مخالفان جمهوری اسلامی، روزنامه‌نگاران، مقامات سابق دولتی، طرفداران محیط زیست، پناهندگان، دانشجویان و کارمندان سازمان‌های غیردولتی در سطح جهان داشته است به طوری که برخی از این افراد بازداشت شده و مورد آزار جسمی و روحی قرار گرفته‌اند. برآورد وزارت خزانه‌داری و پلیس فدرال آمریکا حاکی از آن است که گروه رانا دست‌کم ۱۵ کشور در خاورمیانه و آفریقا را هدف قرار داده است.
بیانیه وزارت خزانه‌داری آمریکا اشاره کرده رانا به نمایندگی از وزارت اطلاعات از ابزارهای مخرب نفوذ سایبری استفاده می‌کرد تا بر شهروندان ایرانی به ویژه مخالفانی از جمله روزنامه‌نگاران، کارمندان سابق دولت، فعالان محیط زیست، پناهندگان، دانشجویان و اعضای هیئت علمی و سازمان‌های غیردولتی نظارت کند و آنها را هدف هجمه خود قرار دهد. به نوشته این وزارتخانه، برخی از این افراد قبلاً بازداشت هم شده‌اند. مایک پمپئو، وزیر خارجه آمریکا نیز با اشاره به این تحریم‌ها نوشت: «ما به افشا کردن رفتار شنیع ایران ادامه می‌دهیم و هرگز از حفاظت از کشورمان و متحدانمان در برابر هکرها کوتاه نخواهیم آمد.»
وزارت خزانه‌داری آمریکا همچنین به موازات تحریم‌های جدید علیه حکومت ایران، دو شرکت مستقر در لبنان را به دلیل ارتباط با حزب‌الله تحت تحریم قرار داد. بر اساس گزارش اوفک، این دو شرکت در مالکیت حزب‌الله بوده و از سوی آن کنترل و هدایت می‌شوند. علاوه بر این سلطان خلیفه اسعد، عضو شورای اجرایی حزب‌الله که با این دو شرکت در ارتباط است نیز تحت تحریم‌های آمریکا قرار گرفت. منوچین در این زمینه گفت: «به شرکت‌های مرتبط با این سازمان تروریستی از طریق سوء استفاده حزب‌الله از اقتصاد لبنان و دخالت مقامات فاسد لبنانی، قراردادهای دولتی تعلق می‌گیرد.»
روز پنجشنبه وزارت خزانه‌داری ایالات متحده گفت، ایالات متحده، گروه تهدید سایبری ایران به نام Advanced Persistent Threat 39 (APT39) و ۴۵ فرد مرتبط به آن و شرکت پوششی رعنا؛ که یک کار بدافزار با هدف قرار دادن مخالفان ایرانی، روزنامه‌نگاران و شرکت‌های مسافرتی بین‌المللی انجام داده‌اند را تحریم کرد. وزیر خزانه‌داری استیون منوچین در بیانیه‌ای گفت: "رژیم ایران از وزارت اطلاعات خود به عنوان ابزاری برای هدف قرار دادن غیرنظامیان و شرکت‌های بی‌گناه و پیشبرد برنامه بی‌ثبات کننده خود در سراسر جهان استفاده می‌کند.

### تحریم قاضی نوید افکاری
روز پنج شنبه ۳ مهر ۱۳۹۹، وزارت خزانه‌داری آمریکا دو قاضی ایرانی، سه زندان و یک دادگاه ایران را تحریم کرد. محمود ساداتی، قاضی دادگاه نوید افکاری که حکم به اعدام او داد، به همراه محمد سلطانی، قاضی دادگاه انقلاب مشهد به لیست تحریم‌های آمریکا اضافه شدند. همچنین زندان‌های ارومیه، عادل‌آباد شیراز و وکیل‌آباد مشهد به همراه شعبه اول دادگاه انقلاب شیراز به لیست سیاه آمریکا اضافه شده‌اند.
مایک پومپئو، وزیر خارجه آمریکا نیز در بیانیه‌ای این تحریم‌ها را تأیید و گفت این افراد و نهادهای قضایی به دلیل نقش آنها در شکنجه بیرحمانه، غیرانسانی و تحقیرآمیز، بازداشت‌های خودسرانه افراد به دلیل انجام مراسم مذهبی، اجتماع مسالمت آمیز و ابراز نظر مورد تحریم قرار گرفته‌اند. مایک پومپئو تصریح کرد: براساس گزارش‌ها، قاضی سید محمود ساداتی در تأیید حکم اعدام نوید افکاری در دادگاه تجدید نظر دست داشته است. او در ادامه ضمن محکوم کردن اعدام نوید افکاری، از جامعه بین‌المللی خواست که همانند ایالات متحده در راستای پاسخگو کردن حکومت ایران دست به اقدام بزنند. مایک پومپئو همچنین تصریح کرد که ایران دستگاه قضایی خود را به یک دستگاه ظالمانه سرکوب تبدیل کرده است. در روز چهارشنبه ۲ مهر ۱۳۹۹، الیوت آبرامز نماینده ویژه آمریکا در امور ایران و ونزوئلا، در جلسه استماع کمیته روابط خارجی سنای آمریکا با اعلام اولیه این خبر گفت قضات دادگاه‌های انقلاب «عدالت را به تمسخر گرفته» و حکم‌هایشان را از «آیت‌الله‌ها» می‌گیرند.

### تحریم ۱۸ بانک ایران
روز پنجشنبه ۸ اکتبر ۲۰۲۰ وزرات خزانه داری آمریکا ۱۸ بانک ایران را مورد تحریم قرار داد، استیون منوچین وزیر خزانه‌داری آمریکا گفت «تا زمانی که ایران حمایت از فعالیت‌های تروریستی و برنامه هسته‌ای خود را متوقف نکند، برنامه تحریم ایران ادامه خواهد داشت». در فهرست تحریم‌های آمریکا نام بانک‌های زیر تحریم شده‌اند:
- بانک سرمایه‌گذاری امین
- بانک کشاورزی
- بانک مسکن
- بانک رفاه کارگران
- بانک شهر
- بانک اقتصاد نوین
- بانک قرض‌الحسنه رسالت
- بانک حکمت ایرانیان
- ایران‌زمین بانک
- بانک تعاون منطقه اسلامی
- بانک کارآفرین
- بانک خاورمیانه
- بانک قرض‌الحسنه مهر ایران
- بانک پاسارگاد
- بانک سامان
- بانک سرمایه
- بانک توسعه تعاون
- بانک گردشگری

روز دوشنبه ۲۱ مهر ۱۳۹۹، سعید خطیب‌زاده، سخنگوی وزارت امور خارجه ایران، با اشاره به تحریم‌های مالی ایران و همچنین تحریم‌های جدید و مضاعف آمریکا علیه بانک‌های ایرانی گفت که «این تصمیمات و تحریم‌ها … خسارت‌های جدی پولی و مالی برای ایران به همراه داشته است.» سقوط ارزش پول ملی ایران بعد از تحریم این ۱۸ بانک، رکوردهای جدیدی زده و عبدالناصر همتی، رئیس کل بانک مرکزی ایران، در طی چند روز منتهی به اعلام قطعی تحریم ۱۸ بانک دیگر، در این باره گفته بود که اخبار مربوط به این طرح دولت ترامپ بر بازار ارز ایران «اثر روانی» داشته است.

### تحریم سفیر ایران در عراق
روز پنجشنبه دوم آبان ۱۳۹۹، وزارت خزانه داری آمریکا در بیانیه‌ای اعلام کرد که ایرج مسجدی، سفیر ایران در عراق، را در فهرست تحریمی خود قرار داده است. استیو منوچین، وزیر خزانه داری آمریکا گفت، جمهوری اسلامی در راستای پیشبرد برنامه‌های بی‌ثبات‌کننده برون‌مرزی خود، اعضای نیروی قدس سپاه پاسداران را به عنوان سفیر در کشورهای منطقه منصوب می‌کند، این امر امنیت و حاکمیت عراق را معرض تهدید قرار داده است. وزیر خزانه داری آمریکا اضافه کرد: ایالات متحده به استفاده از همه ابزارها و اختیارات در دسترس خود ادامه می‌دهد تا تلاش‌های حکومت ایران و مقام‌های سپاه قدس که قصد دخالت در امور ملت‌های مستقل از جمله اثرگذاری در انتخابات آمریکا را دارند، هدف قرار دهد. دفتر کنترل دارایی‌های خارجی وزارت خزانه‌داری آمریکا، اوفک، گفت، ایرج مسجدی یک ژنرال سپاه است که هدایت و حمایت از گروه‌هایی را به عهده دارد که باعث کشته و مجروح شدن نیروهای آمریکایی و ائتلاف در عراق شده‌اند.

در همین زمینه، مایک پومپئو، وزیر خارجه آمریکا هم در توئیتی نوشت:
نیروی قدس سپاه پاسداران انقلاب اسلامی با هزینه مردم عراق و برای رسیدن به مطامع خود همچنان به سوء استفاده از عراق ادامه می‌دهد. امروز ایالات متحده ایرج مسجدی سفیر ایران در عراق، یک مقام ارشد نیروی قدس را تحریم کرد. او سال‌هاست فعالیت‌های آن گروه را هدایت و ثبات عراق را تهدید کرده است.— مایک پمپئو، وزیر خارجه ایالات متحده آمریکا
در ادامه، وزارت خزانه داری آمریکا پنج نهاد و مؤسسه با جمهوری اسلامی را در ارتباط با دخالت در انتخابات ریاست جمهوری ایالات متحده آمریکا ۲۰۲۰ تحریم کرد. وزارت خزانه داری آمریکا:
- سپاه پاسداران
- نیروی قدس
- مؤسسه بیان رسانه گستر
- اتحادیه بین‌المللی رسانه‌های مجازی
- اتحادیه رادیو و تلویزیون‌های اسلامی

را به دلیل «تلاش برای اثرگذاری روی انتخابات آمریکا را مورد تحریم قرار داده است.

### تحریم مسئولان صنعت نفت
روز ۵ آبان ۱۳۹۹، وزارت خزانه‌داری ایالات متحده آمریکا تحریم‌های جدیدی علیه مقام‌ها و نهادهای جمهوری اسلامی در صنعت نفت ایران اعلام کرد و آن‌ها را مشمول قوانین «مبارزه با تروریسم» قرار داد. در بیانیه وزارت خزانه‌داری آمریکا آمده که تحریم‌های جدید با هدف افزایش فشار بر بخش‌هایی از رژیم جمهوری اسلامی صورت گرفته است که نقش کلیدی در حمایت و پشتیبانی از نیروی قدس سپاه پاسداران داشته‌اند. استیون منوچین، وزیر خزانه‌داری آمریکا، در این بیانیه گفت: «رژیم ایران از بخش نفت و گاز به منظور تأمین بودجه فعالیت‌های بی‌ثبات‌کننده نیروی قدس سپاه پاسداران انقلاب اسلامی بهره گرفته است». در این بیانیه تصریح شده که به دلیل حمایت اشخاص و نهادهای نام‌برده از نیروی قدس سپاه پاسداران انقلاب اسلامی، آن‌ها مشمول مفاد فرمان اجرایی شماره ۱۳۲۲۴ قرار می‌گیرند. افراد و شرکت‌های تحریم شده:
- بیژن نامدار زنگنه، وزیر نفت دولت روحانی
- مسعود کرباسیان، مدیر عامل شرکت ملی نفت ایران
- بهزاد محمدی، مدیر عامل شرکت ملی پتروشیمی
- علی‌اکبر پورابراهیم، مدیر عامل شرکت بازرگانی نفت ایران و مدیرعامل شرکت نیکو که در در لوزان سوئیس دفتر دارد.
- علیرضا صدیق‌آبادی، مدیر عامل شرکت ملی پالایش و پخش فراورده‌های نفتی ایران (در فهرست تحریم بود آما تحریم مضاعف در نظر گرفته شد)
- نصرالله سردشتی، مدیر عامل شرکت ملی نفتکش ایران (به دلیل ارتباط با نیروی قدس سپاه پاسداران) (در فهرست تحریم بود آما تحریم مضاعف در نظر گرفته شد)
- ویان زنگنه، (به دلیل ارتباط با نیروی قدس سپاه پاسداران)
- محمود مدنی پور، تاجر ایرانی که از او به عنوان واسطه انتقال سوخت نام برده‌اند و مرتبط با سپاه پاسداران (به دلیل همکاری با حکومت نیکلاس مادورو در ونزوئلا و دور زدن تحریم‌ها)

#### شرکت‌ها
- شرکت مبین بین‌الملل مستقر در امارات متحده عربی (به دلیل همکاری با حکومت نیکلاس مادورو در ونزوئلا و دور زدن تحریم‌ها)
- شرکت کشتیرانی آتلانتیک (که در دوبی دفتر دارد)
- شرکت کشتیرانی اطلس (که در بندر فجیره امارات حضور دارد)
- پالایشگاه نفتی امام خمینی شازند
- شرکت خط لوله و مخابرات نفت ایران
- شرکت پخش فراورده‌های نفتی ایران

### تحریم افراد دخیل در پتروشیمی
روز پنج‌شنبه ۸ آبان ۱۳۹۹، دفتر کنترل دارایی‌های خارجی وزارت خزانه‌داری آمریکا گفت افراد و شرکت‌های ایرانی، چینی و سنگاپوری به واسطه همکاری با شرکت «ترلیانس پتروشیمی» که ژانویه ۲۰۲۰ از طرف آمریکا تحریم شده بود، در تجارت محصولات پتروشیمی ایران مشارکت کرده و در لیست سیاه آمریکا قرار گرفته‌اند. این اطلاعیه شرکت ترلیانس در فروش محصولات پتروشیمی ایران واسطه‌گری کرده یا در انتقال پول مشارکت داشته است. وزارت خزانه‌داری ایالات متحده سپس تأکید کرد که «محصولات پتروشیمی هنوز هم یکی از منابع اصلی دولت ایران برای تأمین مالی جهت اقدامات بی‌ثبات کننده از طریق حمایت رژیم‌های فاسد و گروه‌های تروریستی در خاورمیانه و ونزوئلا است».
این افراد در فهرست تحریم‌های آمریکا قرار گرفته‌اند:
- حسین فیروزی آرانی «مدیرعامل شرکت بازرگانی کالای باختر»
- امیرحسین بحرینی «مدیرعامل شرکت پلیمر آریا ساسول»
- رمضان اولادی «مدیرعامل پتروشیمی کیوان»
- مرتضی مصطفی منیر (شهروند سنگاپور) «مدیرعامل شرکت کشتیرانی و نفتکش استریت شیپ بروکر»
- لین نا وی (شهروند چین)

همچنین شرکت‌های ایرانی:
- پلیمر آریا ساسول
- شرکت بازرگان کالای باختر
- پتروشیمی کاویان
- شرکت پتروشیمی مروارید

به همراه شرکت‌های خارجی:
- سیبشور و بینرین چین
- شرکت‌های اِلفو انرژی
- جین شانگ
- گلوری اَدوَنسد هنگ‌کنگ
- استرایت شیپ بروکر
- جیاشیانگ سنگاپور

به فهرست تحریم‌های آمریکا قرار اضافه شده‌اند.

### تحریم افراد دخیل در صنایع مخابرات ایران
روز سه‌شنبه ۲۰ آبان ۱۳۹۹، ایالات متحده آمریکا، چهار شخصیت حقیقی و شش شخصیت حقوقی را تحریم کرد:
1. سید محمد بنی‌هاشمی چهرم (ایران)
2. محمد سلطان‌محمدی (ایران)
3. سان شی مئی (تایوان)
4. هوانگ چین هوا (تایوان)
5. آرتین صنعت تابان
6. هدا تریدینگ
7. ناز تکنولوژی
8. دس اینترنشنال
9. پروما اینداستری
10. سولتک اینداستری

این افراد و شرکت‌ها متهم شده‌اند که شبکه‌ای برای تأمین کالاهای حساس مورد نیاز بخش نظامی ایران از جمله قطعات الکترونیکی ساخت آمریکا برای شرکت «صنایع مخابرات ایران»، که تحت تحریم ایالات متحده است، ایجاد کرده‌اند. شرکت صنایع مخابرات ایران سامانه‌های ارتباطات نظامی، قطعات الکترونیکی و پرتابگرهای موشک تولید می‌کند.

### تحریم‌های ۲۸ آبان ۱۳۹۹
حکومت ایالات متحده آمریکا در ۲۸ آبان ۱۳۹۹، ده‌ها شخص، نهاد و شرکت را تحریم کرد.
الف) افراد تحریم‌شده:
1. پرویز فتاح، رئیس بنیاد مستضعفان؛
2. سید محمود علوی، وزیر اطلاعات جمهوری اسلامی؛
3. محسن علیخانی، شرکت مادر تخصصی و سرمایه‌گذاری سینا وابسته به بنیاد مستضعفان؛
4. سید محمد اتابک، مدیرعامل هلدینگ گسترش صنایع معدنی کاوه پارس وابسته به بنیاد مستضعفان؛
5. امیر منصور برقعی، قائم مقام پرویز فتاح در بنیاد مستضعفان؛
6. محمدعلی یزدان‌جو، معاون امور اقتصادی؛
7. محمد اسکندری، مدیر عامل و عضو هیئت مدیره شرکت مالی و سرمایه‌گذاری سینا وابسته به بنیاد مستضعفان؛
8. جواد قناعت، معاون امور اداری و پشتیبانی بنیاد مستضعفان؛
9. سیدضیاء ایمانی، مدیرعامل بانک سینا وابسته به بنیاد مستضعفان؛
10. خسرو مختاری، معاون برنامه‌ریزی و امور مجامع بنیاد مستضعفان؛
11. جواد اوجی، مدیرعامل هلدینگ انرژی‌گستر سینا وابسته به بنیاد مستضعفان.

ب) نهادها و شرکت‌های تحریم‌شده:
1. بنیاد مستضعفان انقلاب اسلامی؛
2. شرکت آلومینیوم کاوه خوزستان؛
3. شرکت گسترش صنایع معدنی کاوه پارس؛
4. شرکت صرافی سینا؛
5. شرکت انرژی‌گستر سینا؛
6. شرکت مادر تخصصی مالی و سرمایه‌گذاری سینا؛
7. شرکت گسترش پایاصنعت سینا؛
8. شرکت توسعه خدمات دریایی و بندری سینا؛
9. شرکت حمل و نقل سینا ریل پارس سهامی خاص؛
10. شرکت صنایع کاشی و سرامیک سینا؛
11. شرکت مهندسی و مدیریت فناوران سامیک؛
12. شرکت صنایع شیمیایی تابکم؛
13. شرکت تالون؛
14. سیمان تهران؛
15. شرکت ترابری بین‌المللی تهران؛
16. شرکت سهامی الیاف؛
17. شرکت فولاد شرق کاوه؛
18. شرکت ملی ساختمان؛
19. شرکت فولاد کاوه اروند؛
20. شرکت حفاری و اکتشاف انرژی‌گستر پارس؛
21. شرکت صنایع تجهیزات پارس سارایه؛
22. شرکت به تام روانکار؛
23. شرکت نفت بهران؛
24. شرکت بازرگانی بهران؛
25. شرکت راه‌آهن شرقی بنیاد سهامی خاص؛
26. شرکت نمایندگیهای کشتیرانی بنیاد؛
27. شرکت پالایش قطران زغال‌سنگ؛
28. معدن دماوند؛
29. شرکت دی؛
30. شرکت نساجی حجاب شهرکرد؛
31. شرکت گسترش الکترونیک ایران؛
32. شرکت تولیدی ایران تایر؛
33. شرکت حفاری شمال؛
34. شرکت صنعت چوب شمال؛
35. شرکت عمران و مسکن ایران؛
36. شرکت کاشی پارس؛
37. شرکت سیاحتی و مراکز تفریحی پارسیان؛
38. شرکت پایا سامان پارس؛
39. شرکت پایندان؛
40. شرکت پیوند تجارت آتیه ایرانیان؛
41. شرکت بازرگانی پیشگامان گسترش افق تجارت ایرانیان؛
42. شرکت مالی و سرمایه‌گذاری پیشرو ایران؛
43. شرکت ره‌نگار خوار میانه پارس؛
44. شرکت رامان؛
45. شرکت صنعتی دوده فام؛
46. شرکت تولیدی کارخانجات ریسندگی و بافندگی سلک‌باف؛
47. گروه صنایع شیشه و گاز.

### تحریم‌های ۱۳ آذر ۱۳۹۹
روز پنجشنبه ۱۳ آذر ۱۳۹۹ وزارت خزانه‌داری آمریکا با صدور بیانیه‌ای «گروه شهید میثمی» و مدیرعامل آن نام برد که در ارتباط با تحقیقات سلاح شیمیایی و سازمان نوآوری و پژوهش‌های دفاعی جمهوری اسلامی هستند را مورد تحریم قرار داد، بر اساس تحریم روز پنجشنبه، تمام دارایی‌ها این دو شخص حقیقی و حقوقی در آمریکا مسدود خواهد شد و از شهروندان آمریکایی خواسته شده از هر گونه معامله به آنها اجتناب ورزند.

### تحریم‌های ۱۶ دی ۱۳۹۹
در ۱۶ دی ۱۳۹۹، وزیر امور خارجه آمریکا موارد تحریم‌های نو را اعلام کرد:
1. مجتمع صنعتی ذوب آهن پاسارگاد
2. مجتمع فولاد گیلان
3. توسعه معادن و صنایع معدنی خاورمیانه (میدکو)
4. صنایع فولاد سیرجان
5. صنایع فولاد زرند
6. مجتمع ذوب آهن فولاد خزر
7. مجتمع فولاد ویان
8. مجتمع فولاد روهینا جنوب
9. شرکت نورد فولاد صنعتی و ساختمانی یزد
10. مجتمع فولاد البرز غرب
11. مجتمع صنعتی اسفراین
12. صنایع فولاد بناب
13. شرکت چینی «کایفنگ پینگمی» (Kaifeng Pingmei)
14. مجید سجده، یکی از مدیران ارشد شرکت کشتیرانی حافظ دریای آریا.

### تحریم نهادهای زیر نظر خامنه‌ای (۲۴ دی ۱۳۹۹)
روز ۲۴ دی ۱۳۹۹ وزارت خزانه‌داری آمریکا ۲ شخصیت حقیقی و ۱۶ نهاد ایرانی از جمله رؤسای ستاد اجرایی فرمان امام و آستان قدس رضوی را تحریم کرد:
- همچنین چند شرکت از زیرمجموعه‌های ستاد اجرایی فرمان امام نیز تحریم شدند:

1. شرکت دانش‌بنیان «برکت» (به نوشته رادیوفردا این شرکت انحصار تولید ماسک در کشور را در دست گرفته و مدعی تولید واکسن «کو ایران برکت» است)
2. شرکت «گسترش الکترونیک مبین» وابسته به ستاد اجرایی فرمان امام

- برخی از شرکت‌های زیرمجموعه آستان قدس رضوی از جمله این موارد تحریم شدند:[۱۵۱][۱۵۲]

1. «کمباین‌سازی ایران»
2. «مؤسسه حسابرسی مفید راهبر»
3. «مسکن و عمران قدس رضوی»
4. «شرکت معادن قدس رضوی»
5. شرکت «کاشی سنتی قدس»
6. شرکت «کارگزاری بورس اوراق بهادار رضوی»
7. «سازمان اقتصادی رضوی»
8. شرکت «فناوری اطلاعات و ارتباطات رضوی»
9. شرکت «توسعه نفت‌وگاز»
10. شرکت «مدیریت زنجیره»
11. شرکت «شهاب خودرو رضوی»
12. شرکت «توسعه حفاری تدبیر»
13. شرکت «تولید نیروی برق آبادان»

- افراد:

1. احمد مروی، تولیت آستان قدس رضوی
2. محمد مخبر، رئیس ستاد اجرایی فرمان امام

استیون منوچین وزیر خزانه‌داری آمریکا گفت که که بنیادهای تحریم شده زیر نظر علی خامنه ای از جمله بنیاد مستضعفان، آستان قدس رضوی و ستاد اجرایی فرمان امام، نیمی از اقتصاد ایران را در دست دارند و باعث فساد مالی گسترده در جمهوری اسلامی شده‌اند.

### تحریم‌های ۲۶ دی ۱۳۹۹
در ۲۶ دی ۱۳۹۹ ایالات متحده، سازمان‌های هوایی، دریایی، هوافضا و نیز نهادهای مرتبط به کشتیرانی نظام جمهوری اسلامی ایران را تحریم کرد.
- سازمان‌ها و شرکت‌ها:

1. کشتیرانی جمهوری اسلامی ایران
2. شرکت فولاد ژیانگیین مسکات اسپشال (با مسئولیت محدود، مستقر در چین)؛
3. شرکت ایران ترانسفو؛
4. شرکت ترانسفورماتور توزیع زنگان؛
5. شرکت اکسنچر بیلدینگ متریالز (مستقر در امارات متحده عربی)؛
6. شرکت فولاد مبارکه؛
7. شرکت کشتیرانی ساپید؛
8. شرکت کشتیرانی هوپاد دریا.

- افراد:

1. محمدرضا مدرس خیابانی؛ مدیرعامل کشتیرانی جمهوری اسلامی ایران؛
2. حمیدرضا عظیمیان؛ مدیرعامل شرکت فولاد مبارکه.

## دولت‌های رئیسی و پزشکیان

### تحریم‌های دولت بایدن
با رئیس‌جمهور شدن جو بایدن، امیدها به لغو تحریم و بازگشت به برجام افزایش یافته بود ولی در ۱۹ اسفندماه ۱۳۹۹، وزارت خارجه آمریکا از تحریم دو بازجوی سپاه پاسداران به اتهام «نقض حقوق بشر» علیه زندانیان سیاسی خبر داد. این افراد به اسم «علی همتیان» و «مسعود صفدری»، در شکنجه، تحقیر و ضرب‌وشتم فعالان سیاسی و معترضانی که در جریان اعتراضات دو سال گذشته در ایران بازداشت شده بودند، نقش داشتند. مهدیه گلرو در اینترنت از دیدار «جمعی از دانشجویان و دانش‌آموزان» با علی خامنه‌ای برخورده بود و در میان آن‌ها بازجوی خود به اسم «علی همتیان» معروف به «رئوف» را شناسایی کرده بود. کاربران، عکس دیگر از نشست «مدیران و محققان سازمان اسناد انقلاب اسلامی» با خامنه‌ای گرفته شده بود که قربانیان نام واقعی او به اسم «مسعود صفدری» معروف به «ستار» را شناسایی کردند.
رئیس‌جمهور ایالات متحده، جو بایدن، در ۸ بهمن‌ماه ۱۳۹۹ اعلام کرد که تحریم‌های اقتصادی علیه ایران را تا زمانی که این کشور به تعهدات توافق هسته‌ای برجام ۲۰۱۵ پایبند نباشد، لغو نخواهد کرد. رهبر ایران، علی خامنه‌ای، پیش‌تر گفته بود که تهران تنها در صورتی به اجرای توافق بازخواهد گشت که ایالات متحده ابتدا تمامی تحریم‌های اقتصادی را لغو کند. از سوی دیگر، ایران اعلام کرد که اگر سایر طرف‌های توافق هسته‌ای ۱۳۹۳ تا ۳ اسفندماه ۱۳۹۹ به تعهدات خود عمل نکنند، اجرای پروتکل الحاقی را متوقف خواهد کرد.
در ۳۱ شهریورماه ۱۴۰۱، وزارت خزانه‌داری ایالات متحده آمریکا تحریم‌هایی علیه وزارت ارشاد ایران و همچنین هفت تن از رهبران ارشد سازمان‌های امنیتی مختلف ایران به دلیل «خشونت علیه معترضان و مرگ مهسا امینی» اعلام کرد. این افراد شامل محمد رستمی چشم‌گچی، رئیس وزارت ارشاد، و کیومرث حیدری، فرمانده نیروی زمینی ارتش ایران، علاوه‌بر وزیر اطلاعات ایران، اسماعیل خطیب، حاج احمد میرزایی، رئیس گشت ارشاد، سالار آبنوش، معاون فرماندهی بسیج و دو فرمانده نیروی انتظامی، منوچهر امان‌اللهی و قاسم رضایی از نیروی انتظامی استان چهارمحال و بختیاری بودند. این تحریم‌ها شامل مسدود کردن هرگونه دارایی یا منافع در دارایی‌های تحت صلاحیت ایالات متحده و گزارش آن‌ها به وزارت خزانه‌داری ایالات متحده بود. همچنین مجازات‌هایی برای هر طرفی که به تسهیل معاملات یا ارائهٔ خدمات به نهادهای تحریم‌شده کمک کند، اعمال می‌شد.
در ۱۶ خردادماه ۱۴۰۲، ایالات متحده شبکه‌ای از تأمین‌کنندگان شامل هفت فرد و شش نهاد در ایران و چین را به دلیل حمایت از فعالیت‌های وزارت دفاع و پشتیبانی نیروهای مسلح، صنایع شیمیایی پارچین و ب پ. صدر، به عنوان بازیگران کلیدی در برنامه موشک‌های بالستیک ایران، تحریم کرد.
در ۲۸ شهریورماه ۱۴۰۳، ایالات متحده تحریم‌هایی را علیه ۱۲ مقام ایرانی به دلیل نقض حقوق بشر اعمال کرد. این تحریم‌ها شامل اعضای نیروهای امنیتی ایران که در سرکوب اعتراضات دست داشتند، مقامات زندان که به شکنجه و اعدام‌ها مرتبط بودند و افرادی که در هدف قرار دادن مخالفان در خارج از کشور نقش داشتند، بود. وزارت خزانه‌داری ایالات متحده سرکوب‌های مداوم را برجسته کرد و به نقض سیستماتیک حقوق بشر توسط رژیم ایران، از جمله سرکوب معترضان مسالمت‌آمیز و فعالان سیاسی، اشاره کرد.

### تحریم‌های دور دوم ریاست‌جمهوری دونالد ترامپ
پس از انتخاب مجدد دونالد ترامپ به ریاست‌جمهوری ایالات متحده آمریکا، از اوایل مهرماه ۱۴۰۳، کاهش صادرات نفت ایران به چین مشاهده شد که ناشی از نگرانی‌ها در مورد تحریم‌های احتمالی جدیدی بود که ترامپ ممکن است علیه ایران اعمال کند. در ژانویه ۲۰۲۵ بندر شاندونگ متعلق به دولت چین، اعلام کرد که از شرکت‌ها و کشورهایی که در لیست سیاه دفتر کنترل سرمایه‌های خارجی آمریکا هستند، کالا نمی‌پذیرد، از جمله ایران.
در ۱۵ بهمن‌ماه ۱۴۰۳، رئیس‌جمهور ایالات متحده، دونالد ترامپ، سیاست «فشار حداکثری» خود علیه ایران را دوباره اعمال کرد.
۲۳ بهمن‌ماه ۱۴۰۳ دولت ترامپ تحریم‌های جدیدی را علیه یک شبکهٔ بین‌المللی که متهم به فروش میلیون‌ها بشکه نفت ایران به چین بود، اعمال کرد. درآمدهای حاصل از این فروش‌ها ظاهراً برای تأمین مالی نیروهای نظامی ایران و فعالیت‌های تروریستی مورد استفاده قرار می‌گرفت. این تحریم‌ها به‌طور خاص شرکت سپهر انرژی را هدف قرار دادند که به عنوان یک شرکت پوششی برای ستاد کل نیروهای مسلح ایران توصیف شده است و شامل اقداماتی علیه نفتکش‌های مرتبط و افرادی که در این معاملات دخیل بودند، بود. تحریم‌های اعمال‌شده، دارایی‌های افراد و نهادهای تعیین‌شده در ایالات متحده را مسدود کرده و دریافت کمک‌های خارجی از سوی ایالات متحده را برای آن‌ها ممنوع می‌کند. هدف اصلی این تحریم‌ها جلوگیری از دستیابی ایران به سلاح‌های هسته‌ای و محدود کردن حمایت این کشور از گروه‌های تروریستی نیابتی منطقه‌ای است.
تارنمای وزارت خزانه‌داری آمریکا ۲۴ فوریه ۲۰۲۵ برابر با ۶ اسفندماه ۱۴۰۳، اعلام کرد که واشینگتن تحریم‌های جدیدی مرتبط با ایران را روز دوشنبه به وقت محلّی اعمال کرده است؛ از جمله افرادی که با یک شرکت صادرات نفت ایران مرتبط هستند. وزارت خزانه‌داری آمریکا در بیانیه‌ای اعلام کرد که دفتر کنترل دارایی‌های خارجی وزارت خزانه‌داری (OFAC) و وزارت امور خارجه آمریکا تحریم‌هایی را علیه بیش از ۳۰ شخص و کشتی در حوزه‌های متعدد به دلیل نقش آن‌ها در واسطه‌گری فروش و حمل‌ونقل فرآورده‌های نفتی ایران وضع کردند. وزارت خزانه‌داری آمریکا همچنین اعلام کرد، در میان کسانی که امروز تحریم شده‌اند، دلالان نفت در امارات متحده عربی و هنگ کنگ، اپراتورها و مدیران نفتکش در هند و چین، رئیس شرکت ملّی نفت ایران و شرکت پایانه‌های نفتی ایران هستند که فعالیت‌های آن‌ها به تأمین مالی فعالیت‌های بی‌ثبات‌کننده این کشور کمک می‌کند. کشتی‌هایی که امروز تحریم شده‌اند، مسئول حمل ده‌ها میلیون بشکه نفت خام به ارزش صدها میلیون دلار هستند. در همین زمینه اسکات بسنت، وزیر خزانه‌داری آمریکا، در سخنانی اعلام کرد که «آمریکا از تمام ابزارهای در اختیار خود برای هدف قرار دادن تمام بخش‌های زنجیرهٔ تأمین نفت ایران استفاده خواهد کرد و هر کسی که با نفت ایران معامله می‌کند، خود را در معرض خطر تحریم‌های درخورتوجهی قرار می‌دهد.» بر اساس بیانیهٔ وزارت خزانه‌داری آمریکا، حمید بورد، معاون وزیر نفت و مدیرعامل شرکت ملّی نفت ایران که مسئولیت اکتشاف، تولید، پالایش و صادرات نفت و فرآورده‌های نفتی در ایران را برعهده دارد، عباس اسدروز، سید علی میری، غلامحسین گرامی و علی معلّمی از جمله افرادی هستند که نام آن‌ها در فهرست تحریم‌های جدید دولت آمریکا آمده است.
روز چهارشنبه ۲۷ فوریه ۲۰۲۵ برابر با ۸ اسفندماه ۱۴۰۳، وزارت خزانه‌داری ایالات متحده آمریکا شش شرکت مستقر در هنگ کنگ و چین را به دلیل مشارکت در یک شبکهٔ تأمین پهپاد برای ایران تحت تحریم قرار داد. وزارت خزانه‌داری آمریکا اعلام کرد که این شرکت‌ها، قطعات پهپاد را برای یک شرکت ایرانی تحت تحریم‌های آمریکا، یعنی «پیشتازان کاوش گستر بشرا» و شرکت تابعه آن «نارین سپهر مبین ایساتیس» تأمین کرده‌اند. این وزارت‌خانه افزود که این شرکت‌ها از تأمین‌کنندگان اصلی برنامه‌های پهپادی و موشکی ایران هستند. اسکات بسنت، وزیر خزانه‌داری آمریکا، در بیانیه‌ای در این رابطه گفت: «ایران همچنان به دنبال راه‌های جدیدی برای تأمین قطعات کلیدی مورد نیاز در برنامهٔ تسلیحاتی پهپادی خود از طریق شرکت‌های صوری جدید و تأمین‌کنندگان ثالث است. وزارت خزانه‌داری متعهد است طرح‌هایی که به ایران امکان ارسال سلاح‌های مرگبارش به نیروهای نیابتی تروریستی و دیگر عوامل بی‌ثبات‌کننده را می‌دهد، مختل کند.»
روز یکشنبه ۹ مارس ۲۰۲۵ برابر با ۱۹ اسفندماه ۱۴۰۳، وزارت امور خارجه آمریکا اعلام کرد، به عنوان بخشی از کارزار «فشار حداکثری» به ایران، معافیتی که به عراق اجازه می‌داد تا هزینهٔ برق وارداتی از ایران را پرداخت کند، لغو شده است. زمان انقضای این معافیت شنبه (۸ مارس/۱۸ اسفند) بود. به گزارش رویترز، سخنگوی وزارت خارجه آمریکا گفت، عدم تمدید این معافیت «تضمین می‌کند که ما به ایران اجازهٔ هیچ‌گونه تسهیلات اقتصادی یا مالی را نمی‌دهیم.» او «پایان دادن به تهدید هسته‌ای، محدود کردن برنامهٔ موشک‌های بالستیک و جلوگیری از حمایت از گروه‌های تروریستی» را از اهداف فشار حداکثری به ایران دانست. مشاور امنیت ملّی آمریکا نیز از عدم تمدید معافیت خرید برق از ایران برای عراق حمایت کرد و آن را در راستای «فشار حداکثری» بر ایران دانست. مایکل والتز، مشاور امنیت ملّی آمریکا روز یکشنبه ۹ مارس (۱۹ اسفند) تصریح کرد که این فشار در صورت ادامهٔ تلاش ایران برای توسعهٔ ظرفیت تولید سلاح هسته‌ای و نیز حمایت از تروریسم در منطقه، افزایش خواهد یافت.
روز چهارشنبه ۱۲ مارس ۲۰۲۵ برابر با ۲۲ اسفندماه ۱۴۰۳، وزارت خزانه‌داری آمریکا از اعمال تحریم‌های جدید علیه محسن پاک‌نژاد، وزیر نفت ایران و چندین شرکت و کشتی مرتبط با صادرات نفت ایران خبر داد. در بیانیه‌ای که دفتر کنترل دارایی‌های خارجی این وزارت‌خانه (OFAC) منتشر کرده، آمده است که این تحریم‌ها با هدف افزایش فشار بر «ناوگان سایه» و دیگر کشتی‌هایی که ایران برای ارسال نفت به چین از آن‌ها استفاده می‌کند، اعمال شده است. این اقدام بخشی از راهبرد «فشار حداکثری» دولت آمریکا است که به دنبال کاهش صادرات نفت ایران به صفر است. بر اساس این بیانیه، محسن پاک‌نژاد که مسئولیت وزارت نفت ایران را برعهده دارد، نقش کلیدی در تخصیص میلیاردها دلار نفت به نیروهای مسلح ایران، از جمله سپاه پاسداران و نیروی انتظامی داشته است. آمریکا اعلام کرده که محسن پاک‌نژاد را به دلیل فعالیت در بخش نفت ایران، تحت فرمان اجرایی ۱۳۹۰۲ تحریم کرده است. این بیانیه می‌افزاید که شرکت‌های تحریم‌شده به ناوگان در سایه جمهوری اسلامی در زمینهٔ انتقال نفت به صورت کشتی به کشتی خارج از بنادر آسیای جنوب شرقی خدمت‌رسانی می‌کنند و حکومت ایران را قادر به پنهان ساختن تلاش‌هایش برای تجارت غیرقانونی نفت می‌کند. این بیانیه با اشاره به تحریم همزمان پاک‌نژاد، وزیر نفت جمهوری اسلامی و ده‌ها شرکت و کشتی فعال در فروش غیرقانونی نفت ایران به چین یادآور می‌شود که حکومت ایران و سپاه پاسداران با کمک محسن پاک‌نژاد، ثروت نفت ملّی ایران را می‌دزدند. وزارت امور خارجه آمریکا تصریح کرد که این تحریم‌ها به منظور پیشبرد سیاست فشار حداکثری دونالد ترامپ، رئیس‌جمهوری ایالات متحده آمریکا، با هدف پایان دادن به تهدید هسته‌ای ایران، محدود کردن برنامهٔ موشکی این کشور و جلوگیری از حمایت رژیم ایران از گروه‌های تروریستی نیابتی‌اش از طریق به صفر رساندن صادرات نفت به‌ویژه به چین وضع می‌شوند. دستگاه دیپلماسی آمریکا در پایان این بیانیه افزود که به مختل کردن تأمین مالی غیرقانونی فعالیت‌های بدخواهانه و محدود کردن منابع مالی در دسترس مقامات فاسد جمهوری اسلامی ادامه خواهد داد.
در ادامهٔ این تحریم‌ها، چندین شرکت و کشتی در مناطق مختلف جهان از جمله چین، هنگ کنگ، هند، بنگلادش، سیشل و سورینام نیز هدف قرار گرفته‌اند. در بیانیه وزارت خزانه‌داری ایالات متحده تأکید شده که برخی از این شرکت‌ها در مالکیت و مدیریت کشتی‌هایی که نفت ایران را جابه‌جا کرده‌اند، نقش داشته‌اند. از جمله این کشتی‌ها می‌توان به PEACE HILL (ثبت‌شده در هنگ کنگ)، SEASKY (ثبت‌شده در سن مارینو)، CORONA FUN (ثبت‌شده در پاناما) و چندین کشتی دیگر اشاره کرد که برای حمل نفت ایران به چین استفاده شده‌اند و در برخی موارد سیستم‌های شناسایی خود را دستکاری کرده‌اند تا مسیرهای واقعی حمل و نقل را مخفی نگه دارند. وزارت خارجه آمریکا نیز به‌طور هم‌زمان سه شرکت در سنگاپور و اندونزی را که به‌صورت آگاهانه در خرید و فروش نفت ایران نقش داشته‌اند، تحریم کرده است. سه کشتی وابسته به این شرکت‌ها نیز به فهرست اموال مسدودشده اضافه شده‌اند. اسکات بسنت، وزیر خزانه‌داری آمریکا، در این باره گفت: «رژیم ایران همچنان از درآمدهای نفتی برای تأمین منافع شخصی و اهداف بی‌ثبات‌کنندهٔ خود استفاده می‌کند. آمریکا به مقابله با تلاش‌های این رژیم برای تأمین مالی فعالیت‌های خطرناک ادامه خواهد داد.»
طبق اعلام وزارت خزانه‌داری، تمام دارایی‌ها و اموال افراد و شرکت‌های تحریم‌شده در آمریکا یا تحت کنترل اشخاص آمریکایی مسدود شده و هرگونه معامله با آن‌ها ممنوع است. همچنین، شرکت‌ها و اشخاصی که به‌صورت مستقیم یا غیرمستقیم بیش از ۵۰ درصد از سهامشان در اختیار افراد تحریم‌شده باشد، به‌طور خودکار مشمول این تحریم‌ها خواهند شد.
روز پنجشنبه ۲۰ مارس ۲۰۲۵ برابر با ۳۰ اسفندماه ۱۴۰۳، وزارت خزانه‌داری آمریکا یک شبکهٔ مرتبط با صادرات نفت ایران را هدف قرار داد و یک فرد و چندین نهاد، از جمله یک پالایشگاه نفت در چین را به‌دلیل خرید و فرآوری نفت خام ایران تحریم کرد. این وزارت‌خانه با انتشار بیانیه‌ای روشن ساخت که این پالایشگاه کوچک مستقر در استان شاندونگ را به این دلیل تحریم کرده که نفت ایران را به ارزش تقریباً نیم میلیارد دلار از طریق کشتی‌های مرتبط با حوثی‌ها خریداری کرده است. طبق گزارش منتشرشده در وب‌سایت وزارت خزانه‌داری، دفتر کنترل دارایی‌های خارجی (اوفک)، ۱۹ نهاد و کشتی را که مسئول حمل میلیون‌ها بشکه نفت جمهوری اسلامی هستند و بخشی از «ناوگان سایه» ایران برای تأمین پالایشگاه‌های مستقلی همچون «تی‌پات» محسوب می‌شوند، نیز تحت تحریم قرار داده است. تی‌پات (Teapot Refinery) به پالایشگاه‌های کوچک و مستقل نفت خام در چین گفته می‌شود که معمولاً ظرفیت تولید کمتری نسبت به پالایشگاه‌های بزرگ دولتی دارند و در گذشته عمدتاً بر تأمین نیازهای محلّی متمرکز بودند.
بر اساس این گزارش، ناوگان سایه که نفت خام ایران را به پالایشگاه‌های مستقل منتقل می‌کند، معمولاً از روش‌های فریب‌دهنده مانند دستکاری سیستم شناسایی خودکار استفاده می‌کند. در همین راستا، «اوفک» هشت کشتی متعلق به این ناوگان را تحریم کرده است.
اسکات بسنت، وزیر خزانه‌داری ایالات متحده، در این رابطه گفت: «خرید نفت جمهوری اسلامی توسط پالایشگاه‌های تی‌پات، منبع اصلی درآمد برای حکومت ایران، بزرگ‌ترین حامی تروریسم دولتی در جهان است. ایالات متحده متعهد است که منابع مالی جمهوری اسلامی را که به تأمین مالی تروریسم و توسعهٔ برنامهٔ هسته‌ای این کشور کمک می‌کند، قطع کند.»
وزارت خزانه‌داری ایالات متحده آمریکا در آخر هشدار داد که اشخاص و شرکت‌های آمریکایی و خارجی حق انجام هیچ‌گونه معامله‌ای را با افراد و نهادهای تحریم‌شده ندارند، مگر اینکه مجوز ویژه‌ای از اوفک دریافت کنند.
همزمان وزارت امور خارجه آمریکا یک ترمینال ذخیره‌سازی نفت خام و فرآورده‌های نفتی در بندر هوئیژو در چین را به دلیل خرید نفت از ایران تحریم کرد. وزارت خارجه آمریکا اعلام کرد که این ترمینال نفت خام با منشأ ایرانی را بر روی یک نفتکش تحریم‌شده دریافت و ذخیره کرده است. آمریکا اشاره کرد که ترمینال‌های ذخیره‌سازی نفت خام و فرآورده‌های نفتی در چین به عنوان دروازهٔ ورود محصولات نفتی ایران به بازار چین عمل می‌کنند.
تمی بروس، سخنگوی وزارت خارجه ایالات متحده نیز در بیانیه‌ای اعلام کرد: «این تحریم‌ها در چارچوب سیاست فشار حداکثری رئیس‌جمهور ترامپ برای به صفر رساندن صادرات نفت ایران، از جمله به چین اعمال شده است.» بروس همچنین اضافه کرد که ایران از این درآمدهای نفتی برای «تأمین مالی حملات علیه متحدان آمریکا» و نیز «حمایت از تروریسم در سراسر جهان» استفاده می‌کند.
روز سه‌شنبه ۲۵ مارس ۲۰۲۵ برابر با ۵ فروردین‌ماه ۱۴۰۴، وزارت خزانه‌داری آمریکا سه مقام وزارت اطلاعات ایران را به دلیل نقش داشتن در ربایش، بازداشت و مرگ احتمالی رابرت لوینسون، مأمور پیشین اف‌بی‌آی، تحریم کرد. این وزارت‌خانه با انتشار بیانیه‌ای اعلام کرد که رضا امیری مقدم، غلامحسین محمدنیا و تقی دانشور افرادی هستند که در اقدامی هماهنگ با ادارهٔ تحقیقات فدرال آمریکا «اف‌بی‌آی» نامشان در فهرست تحریم‌ها قرار گرفته است. بر اساس این تحریم‌ها، هرگونه دارایی این افراد که تحت حوزه صلاحیت قضایی ایالات متحده باشد، مسدود خواهد شد و شهروندان آمریکایی از هرگونه معامله با آن‌ها منع می‌شوند. همچنین افراد و نهادهای خارجی که با این افراد همکاری کنند، در معرض خطر قرار گرفتن در فهرست سیاه آمریکا خواهند بود. اسکات بسنت، وزیر خزانه‌داری آمریکا، در بیانیه‌ای گفت: «نحوهٔ رفتار ایران با آقای لوینسون لکهٔ ننگی بر کارنامهٔ تاریک حقوق بشری این کشور است.» او افزود: «وزارت خزانه‌داری به همکاری با سایر نهادهای دولت آمریکا برای شناسایی مسئولان این اقدام و افشای رفتار ناپسند آن‌ها ادامه خواهد داد.»
روز سه‌شنبه ۱ آوریل ۲۰۲۵ برابر با ۱۲ فروردین‌ماه ۱۴۰۴، وزارت خزانه‌داری آمریکا با همکاری وزارت دادگستری این کشور، از اعمال دور تازه‌ای از تحریم‌ها علیه یک شبکهٔ بین‌المللی مرتبط با برنامه پهپادی ایران خبر داد. این شبکه شامل شش نهاد و دو فرد در ایران، امارات متحده عربی و چین است که در تأمین قطعات مورد نیاز صنایع پهپادی نقش داشته‌اند. به گفتهٔ مقامات آمریکایی، این شبکه در خدمت صنایع هوافضای قدس، یکی از اصلی‌ترین تولیدکنندگان پهپادهای نظامی ایران، فعالیت می‌کرده است و همچنین در تأمین تجهیزات برای دیگر نهادهای وابسته به مجتمع نظامی-صنعتی ایران مانند شرکت صنایع هواپیماسازی ایران و گروه صنعتی باقری نیز مشارکت داشته است.
اسکات بسنت، وزیر خزانه‌داری آمریکا، در بیانیه‌ای گفت: «گسترش پهپادها و موشک‌های ایران، چه در اختیار نیروهای نیابتی تروریستی در منطقه و چه در اختیار روسیه برای جنگ در اوکراین باشد، تهدیدی برای غیرنظامیان، پرسنل آمریکایی و متحدان ماست. ما به اقدامات خود برای مختل کردن زنجیرهٔ تأمین تسلیحات ایران، از پهپاد گرفته تا موشک و دیگر سلاح‌های متعارف ادامه خواهیم داد.»
در همین حال، وزارت دادگستری آمریکا اعلام کرد که علیه حسین اکبری و رضا امیدی، دو تبعه ایران و شرکت ایرانی «راه رشد» در دادگاه منطقه شرقی نیویورک به اتهام توطئه برای تأمین فناوری‌های آمریکایی برای پهپادهای تهاجمی ایران و حمایت از سپاه پاسداران انقلاب اسلامی اعلام جرم کرده است. این وزارت‌خانه خبر می‌دهد که اکبری و امیدی همچنان متواری هستند. بر اساس این بیانیه، شرکت «راه رشد» قطعات مختلف از جمله موتورهای سروو مورد استفاده در پهپاد مهاجر ۶ را برای صنایع هوافضای قدس تهیه کرده و به نهادهای دیگر از جمله هسا و گروه شهید باقری نیز قطعات فروخته است. همچنین شرکت‌هایی در امارات و چین مانند Infracom و شرکت تولیدکننده موتور Zibo Shenbo نیز با «راه رشد» همکاری داشته‌اند. سه شرکت اماراتی دیگر یعنی Diamond Castle ,Future Trends و Phenomena نیز به عنوان واسطه‌های مالی برای این معاملات نقش داشته‌اند.
بر اساس این تحریم‌ها، تمامی دارایی‌ها و منافع افراد و نهادهای تحریم‌شده که در خاک آمریکا یا در اختیار اشخاص آمریکایی قرار دارند، مسدود می‌شوند و هرگونه داد و ستد با آنان ممنوع خواهد بود. نقض این تحریم‌ها می‌تواند به جریمه‌های مدنی یا کیفری منجر شود.
روز چهارشنبه ۹ آوریل ۲۰۲۵ برابر با ۲۰ فروردین‌ماه ۱۴۰۴، دفتر کنترل دارایی‌های خارجی وزارت خزانه‌داری ایالات متحده آمریکا، پنج شرکت و یک فرد را به‌دلیل حمایت از نهادهای کلیدی اداره‌کننده و ناظر بر برنامه هسته‌ای ایران از جمله سازمان انرژی اتمی و شرکت تکنولوژی سانتریفیوژ ایران (تسا) از شرکت‌های زیرمجموعهٔ این سازمان را تحریم کرد. وزارت خزانه‌داری آمریکا با انتشار بیانیه‌ای اعلام کرد که شرکت مهندسی و فنی آتبین ایستا و مجید مسلط مدیرعامل این شرکت، شرکت پگاه آلومینیوم اراک، شرکت ساخت و توسعه راکتورهای پارس، شرکت توریوم نیرو و شرکت صنایع آذرآب را در فهرست تحریم‌های خود قرار داده است. وزارت خزانه‌داری آمریکا در بیانیهٔ خود تأکید کرده است که تحریم‌های جدید، نهادهای تأمین‌کننده یا تولیدکنندهٔ فناوری‌های حیاتی برای سازمان انرژی اتمی و شرکت تکنولوژی سانتریفیوژ ایران را هدف قرار می‌دهد و در راستای سیاست ایالات متحده مبنی بر جلوگیری از دستیابی ایران به سلاح هسته‌ای انجام شده است. اسکات بسنت، وزیر خزانه‌داری آمریکا، در این باره گفت: «تلاش بی‌پروای حکومت ایران برای دستیابی به سلاح هسته‌ای همچنان تهدیدی جدی برای ایالات متحده و خطری برای ثبات منطقه‌ای و امنیت جهانی است. وزارت خزانه‌داری به استفاده از همهٔ ابزارها و اختیارات خود برای مختل کردن هرگونه تلاش حکومت ایران برای پیشبرد برنامهٔ هسته‌ای و اقدامات گسترده‌ترش برای بی‌ثبات کردن منطقه ادامه خواهد داد.»
روز پنجشنبه ۱۰ آوریل ۲۰۲۵ برابر با ۲۱ فروردین‌ماه ۱۴۰۴، دفتر کنترل دارایی‌های خارجی وزارت خزانه‌داری آمریکا، جوگو ویندر سینگ برار، شهروند هندی مستقر در امارات متحده عربی را که مالک چندین شرکت کشتیرانی با ناوگانی نزدیک به ۳۰ کشتی است، تحریم کرد. بسیاری از این کشتی‌ها به عنوان بخشی از «ناوگان اشباح» ایران فعالیت می‌کنند. هم‌زمان، وزارت امور خارجه آمریکا نیز چهار شرکت را به‌دلیل انجام معاملات عمدهٔ مرتبط با خرید، فروش، حمل یا بازاریابی نفت یا محصولات نفتی ایران تحریم و دو کشتی متعلق به این شرکت‌ها را به عنوان دارایی مسدود شده، شناسایی کرد. همچنین وزارت خزانه‌داری آمریکا اعلام کرد که دو شرکت مستقر در امارات و دو شرکت مستقر در هند را نیز که مالک کشتی‌های سینگ برار هستند یا از آن‌ها استفاده می‌کنند و نفت ایران را به نیابت از شرکت ملّی نفت ایران و سپاه پاسداران حمل می‌کنند، تحریم کرده است. اسکات بسنت، وزیر خزانه‌داری آمریکا در این باره گفت: «حکومت ایران برای فروش نفت و تأمین مالی فعالیت‌های بی‌ثبات‌کنندهٔ خود به شبکه‌ای از کشتیرانان و دلالان بی‌پروا مانند برار و شرکت‌هایش متکی است. ایالات متحده بر آن است که تمامی عناصر زنجیرهٔ تأمین نفت ایران را مختل کند، به‌ویژه آن‌هایی که از این تجارت سود می‌برند.»
از سویی دیگر، دولت آمریکا شبکه‌های مرتبط با تجارت نفت ایران، از جمله یک ترمینال ذخیره‌سازی نفت خام مستقر در چین را تحریم کرد. این ترمینال از طریق خط لوله به یک پالایشگاه مستقل در این کشور متصل است. بر اساس اعلام وزارت امور خارجه آمریکا، این کشور شرکت چینی گوانگشا انرژی گروپ را که یک ترمینال نفت خام و فرآورده‌های نفتی را در جزیره هوانگ‌زه‌شان در شهر ژوشان چین اداره می‌کند، تحریم کرده است. بنا بر اعلام دولت آمریکا، این ترمینال با اطلاع از اینکه محموله‌های نفتی متعلق به ایران است، نفت را از نفتکش‌های پهلوگرفته تخلیه کرده و از طریق خط لوله زیر دریایی هوانگ‌زه‌شان–یوشان به یک پالایشگاه مستقل موسوم به «پالایشگاه چای‌ساز» فرستاده است. اسکات بسنت، وزیر خزانه‌داری آمریکا در بیانیه‌ای گفت: «ایالات متحده همچنان بر مختل‌سازی تمام اجزای صادرات نفت ایران، به‌ویژه برای کسانی که از این تجارت سود می‌برند، متمرکز است.»
روز چهارشنبه ۱۶ آوریل ۲۰۲۵ برابر با ۲۷ فروردین‌ماه ۱۴۰۴، وزارت خزانه‌داری آمریکا اعلام کرد که شرکت پالایشگاهی مستقل چینی «شرکت شیمیایی شاندونگ شِنگ‌شینگ» به‌دلیل خرید بیش از یک میلیارد دلار نفت خام ایران، از جمله از شرکت‌های وابسته به نیروی قدس سپاه پاسداران، تحت تحریم قرار گرفته است. همچنین چند شرکت کشتیرانی و نفتکش دیگر نیز که در چارچوب ناوگان «پنهان» ایران در انتقال نفت به چین نقش داشته‌اند، تحریم شدند. این نفتکش‌ها با پرچم کشورهای پاناما، کامرون و مالزی میلیون‌ها بشکه نفت ایران را از طریق انتقال کشتی‌به‌کشتی به چین منتقل می‌کرده‌اند. همچنین مالکان و مدیران این نفتکش‌ها در هنگ کنگ، پاناما، مالزی و جزایر مارشال نیز تحریم شده‌اند. تحریم‌های جدید چندین شرکت را در برمی‌گیرد؛ از جمله شرکت «بست کمپانی لیمیتد» مستقر در جزایر مارشال، «سیویک کپیتال شیپینگ»، «اوشنیک اوربیت اینکورپریتد» و «استاربورد شیپینگ» از پاناما، «پرومیشن اس‌دی‌ان» از مالزی و همچنین شرکت «دِشیانگ شیپینگ» که در هنگ کنگ و چین فعالیت دارد. علاوه بر این، پنج نفت‌کش شامل «بستلا»، «اگرت»، «نیانترا» و «رانی» با پرچم پاناما و «رستون» با پرچم کامرون، به‌دلیل مشارکت در انتقال نفت ایران از طریق شبکهٔ موسوم به «ناوگان سایه» و همکاری با شرکت‌های تحت تحریم، در فهرست جدید تحریم‌های وزارت خزانه‌داری ایالات متحده آمریکا قرار گرفتند. اسکات بسنت، وزیر خزانه‌داری ایالات متحده، در این رابطه گفت: «هر پالایشگاه، شرکت یا واسطه‌ای که اقدام به خرید نفت ایران یا تسهیل تجارت نفتی آن کند، خود را در معرض خطر جدی قرار می‌دهد. ایالات متحده متعهد به مختل کردن همهٔ عوامل پشتیبان زنجیرهٔ تأمین نفتی ایران است؛ زنجیره‌ای که رژیم از آن برای تأمین مالی نیروهای نیابتی و گروه‌های تروریستی بهره می‌برد.»
روز سه‌شنبه ۲۲ آوریل ۲۰۲۵ برابر با ۲ اردیبهشت‌ماه ۱۴۰۴، وزارت خزانه‌داری آمریکا اعلام کرد که اسدالله امام‌جمعه و پسرش میثم و همهٔ شرکت‌های این دو تحریم شده‌اند. گفته می‌شود امام‌جمعه و شرکت‌های او صدها میلیون دلار گاز مایع و نفت خام ایران را به بازارهای خارجی فروخته‌اند. بر اساس بیانیهٔ وزارت خزانه‌داری آمریکا، این شبکه با شرکت‌های متعددی در ایران و امارات فعالیت می‌کرد و با شرکت «کسپین پتروکمیکال اف‌زدای» در صادرات هزاران محموله گاز مایع به پاکستان و اجرای ده‌ها میلیون دلار قرارداد به نمایندگی از شرکت «تجاری صنایع پتروشیمی خلیج فارس» همکاری داشته است. سایر شرکت‌های مرتبط با اسدالله امام‌جمعه که تحت تحریم قرار گرفته‌اند، عبارت‌اند از: «شرکت مهندسی و فن‌آوری پارسا فیدار پایدار، شرکت کشتیرانی نیلگون پارسا کاسپین، شرکت گاز آرسا، شرکت گاز پاسار، شرکت پترو پارسا کاسپین ایرانیان، شرکت بازرگانی گاز نوین پاسار، مجتمع صنعتی پارسا سلاح قشم، شرکت حمل‌ونقل بین‌المللی پارسا ترابر کاسپین، شرکت حمل‌ونقل بین‌المللی پارسا ترابر پرشیا.» اسکات بسنت، وزیر خزانه‌داری ایالات متحده آمریکا در این رابطه گفته است: «اسدالله امام‌جمعه و شبکه‌اش در تلاش بودند تا هزاران محموله گاز مایع، از جمله از ایالات متحده، صادر کنند تا تحریم‌های آمریکا را دور بزنند و برای ایران درآمدزایی کنند. ایالات متحده همچنان متعهد است کسانی را که به رژیم ایران در تأمین مالی فعالیت‌های بی‌ثبات‌کننده‌اش در منطقه و جهان کمک می‌کنند، پاسخگو نگه دارد.»
روز سه‌شنبه ۲۹ آوریل ۲۰۲۵ برابر با ۹ اردیبهشت‌ماه ۱۴۰۴، وزارت خزانه‌داری آمریکا شش نهاد و شش فرد در ایران و چین را به‌دلیل نقش داشتن در شبکه‌ای که به نیابت از سپاه پاسداران در تهیه مواد اوّلیهٔ سوخت موشک‌های بالستیک فعالیت می‌کرد، تحت تحریم قرار داد. این شبکه در انتقال سدیم پرکلرات و دی‌اکتیل سباکات از چین به ایران نقش داشته است. سدیم پرکلرات و دی‌اکتیل سباکات از مواد اصلی مورد استفاده در تولید سوخت جامد موتورهای راکتی هستند که در موشک‌های بالستیک کاربرد دارند. در میان تحریم‌شدگان، شرکت بازرگانی «سامان تجارت بارمان» در ایران و شماری از اعضای هیئت مدیره این شرکت قرار دارند. محمد عسگری به همراه عابد زرگر باب‌الدشتی (مدیرعامل)، حامد زرگر باب‌الدشتی (رئیس هیئت مدیره)، زهرا زرگر باب‌الدشتی (نایب‌رئیس هیئت مدیره)، فروغ مدرس فتحی (عضو هیئت مدیره) و عباس پورکاظمی (بازرس ارشد) از جمله افرادی هستند که در این فهرست تحریم قرار گرفته‌اند. همچنین شرکت‌های چینی «شنژن آمور لجستیک» به‌دلیل نقش داشتن در ارسال مواد اوّلیه برای سپاه پاسداران و «دونگ‌یینگ وی‌آین کمیکال» به‌دلیل ارسال مادّهٔ دی‌اکتیل سباکات به ایران تحریم شده‌اند. در همین راستا، شرکت‌های چینی دیگری از جمله «کارخانه شیمیایی ینگ‌لینگ چوان‌شینگ» و شرکت‌های وابسته به آن نیز به فهرست تحریم‌ها اضافه شده‌اند. اسکات بسنت، وزیر خزانه‌داری آمریکا دربارهٔ این تحریم‌ها گفت: «توسعهٔ موشک‌ها و دیگر تسلیحات توسط ایران، امنیت آمریکا و متحدانمان را تهدید می‌کند، باعث بی‌ثباتی در خاورمیانه می‌شود و توافق‌های بین‌المللی برای مقابله با اشاعه این فناوری‌ها را نقض می‌کند. ما برای حفظ صلح از طریق قدرت، به تلاش برای قطع دسترسی ایران به منابع لازم برای پیشبرد برنامهٔ موشکی‌اش ادامه خواهیم داد.»
روز چهارشنبه ۳۰ آوریل ۲۰۲۵ برابر با ۱۰ اردیبهشت‌ماه ۱۴۰۴، وزارت امور خارجه ایالات متحده آمریکا در بیانیه‌ای اعلام کرد که این کشور تحریم‌هایی علیه هفت نهاد مستقر در امارات متحده عربی، ترکیه و ایران اعمال کرده است. به گفتهٔ این وزارت‌خانه، این نهادها در تجارت نفت و محصولات پتروشیمی ایران نقش داشته‌اند. بنا بر اعلام این وزارت‌خانه، چهار شرکت فروشندهٔ محصولات پتروشیمی ایران، یک شرکت خریدار، یک شرکت مدیریت دریایی و یک شرکت بازرسی محموله‌ها تحریم شده‌اند. از این میان، پنج شرکت در امارات، یک شرکت در ترکیه و یک شرکت در ایران مستقر هستند. وزارت خزانه‌داری آمریکا نام شرکت ایرانی را «بازرسی فنی کمی و کیفی بین‌المللی کیهان سنجش آزما» اعلام کرده است. همچنین بر اساس بیانیه وزارت امور خارجه آمریکا دو نفتکش با نام‌های ELOISE و OLIA در ارتباط با خرید و فروش نفت ایران نیز تحت تحریم قرار گرفته‌اند. در بیانیه وزارت امور خارجه ایالات متحده آمریکا آمده است: «صادرات انرژی ایران از طریق شبکه‌ای از تسهیل‌گران غیرقانونی حمل و نقل در چندین کشور انجام می‌شود؛ شرکت‌هایی که با پنهان‌کاری و فریب، محصولات نفتی ایران را بارگیری و به خریدارانی در آسیا منتقل می‌کنند.» وزارت امور خارجه آمریکا در این بیانیه اعلام کرد: «رژیم ایران همچنان به دامن‌زدن به درگیری‌ها در خاورمیانه، پیشبرد برنامهٔ هسته‌ای و حمایت از متحدان و نیروهای نیابتی تروریستی خود ادامه می‌دهد. آمریکا امروز اقداماتی را برای قطع جریان درآمدی که رژیم از آن برای تأمین مالی این فعالیت‌های بی‌ثبات‌کننده استفاده می‌کند، در دستور کار قرار داده است.»
روز پنجشنبه ۸ مه ۲۰۲۵ برابر با ۱۸ اردیبهشت‌ماه ۱۴۰۴، وزارت خزانه‌داری آمریکا اعلام کرد که گروه شیمیایی «هبی شینهای» و سه مجری پایانه بندری در استان شاندونگ چین را تحریم کرده است که به گفتهٔ این وزارت‌خانه، در خرید صدها میلیون دلار نفت از ایران دست داشته‌اند. وزارت خزانه‌داری آمریکا همچنین از تحریم چند شرکت، کشتی و ناخدای فعال در ناوگان موسوم به «ناوگان سایه» ایران به‌دلیل دست داشتن در جابه‌جایی نفت برای ایران، خبر داد. اسکات بسنت وزیر خزانه‌داری آمریکا در این رابطه گفت: «ایالات متحده همچنان مصمم است تا فشار بر تمام اجزای زنجیرهٔ تأمین نفت ایران را افزایش دهد تا از درآمدزایی برای پیشبرد سیاست‌های بی‌ثبات‌کنندهٔ این حکومت جلوگیری کند.»
روز دوشنبه ۱۲ مه ۲۰۲۵ برابر با ۲۲ اردیبهشت‌ماه ۱۴۰۴، وزارت خزانه‌داری ایالات متحده آمریکا در تازه‌ترین به‌روزرسانی فهرست تحریم‌های خود، دو فرد و یک شرکت ایرانی را به‌دلیل «نقش‌آفرینی در برنامه‌های اشاعه تسلیحات کشتار جمعی و نقض تحریم‌های ایران»، به این فهرست اضافه کرد. در فهرست جدید، نام سید محمدرضا صدیقی صابر، ۵۱ ساله و دارای تابعیت ایرانی، به عنوان یکی از افراد تحریم‌شده دیده می‌شود. فردی ۶۲ ساله به نام احمد حقیقت‌طلب، با نام‌های مستعار «احمد صادق» و «احمد حقیقت‌طالب» نیز به این فهرست افزوده شده است. همچنین در این اطلاعیه آمده است که اطلاعات مربوط به محمدرضا مهدی‌پور، فردی که پیش‌تر در فهرست تحریم‌ها قرار داشت، به‌روزرسانی شده است. او فردی ۵۰ ساله و با گروه صنعتی کریمی در ارتباط است. در بخش حقوقی نیز شرکت «فناوران آینده‌نگر پویا پارس» با نام‌های دیگری از جمله «ایده‌آل وکیوم» و «ایده‌آل وکیوم استور» نیز به فهرست تحریم‌ها اضافه شده است. مارکو روبیو، وزیر امور خارجه آمریکا طی بیانیه‌ای اعلام کرد که این سه شهروند و یک نهاد ایرانی با «سازمان پژوهش‌های نوین دفاعی» یا «سپند»، از مجموعه‌های وزارت دفاع جمهوری اسلامی ایران در ارتباط هستند. در این بیانیه آمده است: «سپند اکنون جانشین مستقیم برنامهٔ تسلیحات هسته‌ای ایران است که پیش از سال ۲۰۰۴ در جریان بود و با نام «پروژهٔ آماد» نیز شناخته می‌شد. تمامی افراد تحریم‌شده، در فعالیت‌هایی نقش داشتند که یا مستقیماً به اشاعه سلاح‌های کشتار جمعی کمک می‌کند یا خطر چنین مشارکتی را به همراه دارد.»
روز سه‌شنبه ۱۳ مه ۲۰۲۵ برابر با ۲۳ اردیبهشت‌ماه ۱۴۰۴، وزارت امور خارجه آمریکا اعلام کرد که ایالات متحده یک شبکهٔ کشتیرانی را به‌دلیل انتقال میلیون‌ها بشکه نفت ایران به چین تحریم کرده است. در بیانیهٔ وزارت امور خارجه آمریکا آمده است که این شبکه، انتقال نفتی به ارزش چندین میلیارد دلار به چین را به نمایندگی از ستاد کل نیروهای مسلح ایران و از طریق شرکت پوششی آن، «سپهر انرژی جهان‌نما پارس» تسهیل کرده است. بر اساس بیانیهٔ وزارت امور خارجه آمریکا، درآمد حاصل از فروش این نفت میلیاردها دلار برآورد شده و در تأمین مالی برنامه‌های موشکی، پهپادی، اشاعهٔ هسته‌ای و نیز حمایت از گروه‌های نیابتی ایران، از جمله حملات حوثی‌ها علیه کشتیرانی در دریای سرخ، نیروی دریایی ایالات متحده آمریکا و اسرائیل، به کار رفته است.
روز چهارشنبه ۱۴ مه ۲۰۲۵ برابر با ۲۴ اردیبهشت‌ماه ۱۴۰۴، وزارت خزانه‌داری آمریکا پنج فرد و ۱۰ نهاد مستقر در ایران و چین را به‌دلیل مشارکت در تلاش‌ها برای تأمین مواد حیاتی مورد نیاز برنامهٔ موشک‌های بالیستیک ایران تحریم کرد. در میان نهادهای ایرانی، شرکت «گسترش الیاف پیشرفته» به‌دلیل همکاری با «سازمان جهاد خودکفایی نیروی هوافضای سپاه» در تأمین فیبر کربن و تجهیزات مورد استفاده در ساخت موشک تحریم شده است. شرکت‌های «شریف همراه پژوهان علم و فناوری» و «سرآمد سازه‌سازان سروش» نیز به‌دلیل نقش در واردات مواد حساس از چین هدف تحریم قرار گرفته‌اند. در میان افراد تحریم شده، محمد رضایی، معاون سازمان جهاد خودکفایی سپاه پاسداران و مدیر این شرکت و حامد دهقان، نایب‌رئیس هیئت مدیره آن که پیش‌تر هم تحریم شده بود، در فهرست تحریم‌های جدید قرار گرفته‌اند. همچنین شرکت‌های «پیشتازان کاوش گستر بشرا» و «پیشتازان صنعت پرواز صدرا» در ارتباط با نقش فعال در تأمین مواد و تجهیزات مورد نیاز برای برنامهٔ موشکی نیروی هوافضای سپاه پاسداران، هدف تحریم‌های آمریکا قرار گرفتند. از سوی دیگر، وزارت خزانه‌داری آمریکا چندین نهاد و شخص حقیقی چینی را نیز در فهرست تحریم‌ها قرار داده است. شرکت چینی «شانگهای تان‌چِین» که به‌طور مستقیم فیبر کربن به ایران صادر کرده، از جمله نهادهایی است که به دلیل همکاری با نهادهای تحریم‌شده ایرانی در فهرست تحریم‌ها قرار گرفته است. مدیران این شرکت نیز به‌دلیل همکاری با این شبکه، تحریم شده‌اند. شرکت‌های تابعه این نهاد چینی در چین و هنگ کنگ نیز، از جمله «رسو تریدینگ» و «سوپر سورسز»، به‌دلیل مالکیت یا کنترل توسط افراد تحریم‌شده، مشمول این تحریم‌ها شده‌اند. به گفتهٔ وزارت خزانه‌داری آمریکا، شرکت «چینگ‌دائو پریمیر» نیز از جمله شرکت‌هایی است که مستقیماً به سپاه پاسداران، فیبر کربن ارسال کرده است. اسکات بسنت، وزیر خزانه‌داری آمریکا با بیان اینکه ایالات متحده آمریکا اجازه نخواهد داد که ایران به توانمندی تولید موشک‌های قاره‌پیما دست یابد، در بیانیه‌ای نوشت: «پیگیری بی‌وقفه برنامهٔ موشکی از سوی جمهوری اسلامی ایران، تهدیدی غیرقابل قبول برای امنیت ایالات متحده و ثبات منطقه است.»
روز چهارشنبه ۲۱ مه ۲۰۲۵ برابر با ۳۱ اردیبهشت‌ماه ۱۴۰۴، وزارت امور خارجه آمریکا اعلام کرد که بخش ساخت و ساز و عمران در ایران و نیز ۱۰ مادّهٔ صنعتی با کاربرد نظامی را مشمول تحریم کرده است و هر فرد یا نهادی که این مواد را در اختیار ایران قرار دهد، هدف تحریم قرار می‌گیرد. در بیانیهٔ وزارت امور خارجه آمریکا آمده است که ایالات متحده ۱۰ مادّهٔ راهبردی را که در ارتباط با برنامه‌های هسته‌ای، نظامی یا موشک‌های بالستیک ایران مورد استفاده قرار می‌گیرند، تحریم کرده است. بر اساس این بیانیه، مواد تحریمی جدید از جمله شامل آلیاژ نیکل-کروم آستنیتی، شمش منیزیم، پرکلرات سدیم، ترکیب تنگستن-مس و برخی ورق‌ها و لوله‌های آلومینیومی است. وزارت امور خارجه ایالات متحده آمریکا در بیانیهٔ خود در این باره تصریح کرد که با این اقدام تحریمی تازه اختیارات گسترده‌تری برای ممانعت از دستیابی ایران به موادی راهبردی وضع می‌شوند که در بخش ساخت و ساز تحت کنترل سپاه پاسداران و برنامه‌های تدارکاتی به کار می‌روند.
روز جمعه ۶ ژوئن ۲۰۲۵ برابر با ۱۶ خردادماه ۱۴۰۴، دفتر کنترل دارایی‌های خارجی وزارت خزانه‌داری ایالات متحده آمریکا (OFAC) بیش از ۳۰ فرد و نهاد را که با برادران منصور، ناصر و فضل‌اللّه زرین‌قلم در ارتباط هستند، تحریم کرد. تحریم‌های جدید علیه ۱۰ فرد و شبکه‌ای متشکل از ۲۷ شرکت اعمال شده که در دور زدن تحریم‌ها و تسهیل پرداخت‌های مرتبط با فروش نفت ایران نقش داشته‌اند. وزارت خزانه‌داری آمریکا اعلام کرد این شبکه شامل شرکت‌هایی در ایران، هنگ کنگ و امارات متحده عربی است که در انجام این معاملات مشارکت داشته‌اند. فاطمه سرلک‌کوهی، فرحناز مشکات و میترا زرین‌قلم زنان ایرانی تحریم شده در این فهرست هستند. حسین شتابان، پرویز سلطانی‌زاده، فضل‌اللّه زرین‌قلم، منصور زرین‌قلم، ناصر زرین‌قلم و پوریا زرین‌قلم از مردان ایرانی هستند که از سوی وزارت خزانه‌داری آمریکا تحریم شده‌اند. علاوه‌بر تحریم شبکهٔ بانکی سایه، دست‌کم دو شرکت که به گفتهٔ وزارت خزانه‌داری آمریکا با شرکت ملّی نفتکش ایران مرتبط هستند، نیز تحریم شده‌اند. دفتر کنترل دارایی‌های خارجی وزارت خزانه‌داری، شرکت «اِیس پتروکِم اف‌زی‌ای» و شرکت «مادرِیت جنرال تریدینگ»، هر دو ثبت‌شده در امارات متحده عربی را به فهرست تحریم‌ها افزود و هرگونه دارایی آن‌ها را در ایالات متحده آمریکا مسدود کرد. اسکات بسنت، وزیر خزانه‌داری آمریکا در این رابطه گفت: «سیستم بانکداری در سایه رژیم ایران یکی از شریان‌های حیاتی حکومت است که از آن برای انتقال پول و تأمین مالی فعالیت‌های بی‌ثبات‌کننده استفاده می‌شود. شبکه‌هایی از این دست، نخبگان رژیم را ثروتمند و فساد را به ضرر مردم ایران تشویق می‌کنند.»
روز جمعه ۲۰ ژوئن ۲۰۲۵ برابر با ۳۰ خردادماه ۱۴۰۴، وزارت خزانه‌داری آمریکا اعلام کرد که یک فرد، هشت نهاد و یک کشتی را به‌دلیل مشارکت در تأمین و انتقال ماشین‌آلات حساس برای صنایع دفاعی ایران تحریم کرده است. بر اساس این بیانیه، کشتی «شون کایکسینگ» متعلق به شرکت هنگ کنگی «یونیکو شیپینگ»، تجهیزات را برای شرکت‌های ایرانی «رایان رشد افزار» و «توسعه صنایع نیم‌رسانای تراشه» حمل می‌کرده که هر دو با سپاه پاسداران در ارتباط هستند. اسکات بسنت، وزیر خزانه‌داری آمریکا، در بیانیه‌ای گفت: «ایالات متحده آمریکا مصمم است که هرگونه تلاش ایران برای دستیابی به فناوری‌های حساس و کاربرد دوگانه را مختل کند. کسانی که در این روند نقش دارند، پاسخگو خواهند بود.»
روز پنجشنبه ۳ ژوئیه ۲۰۲۵ برابر با ۱۲ تیرماه ۱۴۰۴، دفتر کنترل دارایی‌های خارجی وزارت خزانه‌داری آمریکا (OFAC) اعلام کرد که اقداماتی علیه شبکه‌هایی انجام داده که در مجموع میلیاردها دلار نفت ایران را جابه‌جا و خریداری کرده‌اند. این شبکه از سوی «سلیم احمد سعید»، بازرگان عراقی اداره می‌شود و میلیاردها دلار نفت ایران را با نفت عراق مخلوط یا تحت عنوان نفت عراقی به فروش رسانده است. همچنین وزارت خزانه‌داری آمریکا چند کشتی را تحریم کرد که در تحویل مخفیانهٔ نفت ایران نقش داشته‌اند. این امر می‌تواند فشار بر «ناوگان سایه» ایران را افزایش دهد. اسکات بسنت، وزیر خزانه‌داری آمریکا در این باره گفت: «همان‌طور که دونالد ترامپ، رئیس‌جمهوری ایالات متحده به روشنی گفته، رفتار ایران آن را به بن‌بست رسانده است. این کشور فرصت‌های زیادی برای انتخاب صلح داشت ولی رهبرانش افراط‌گرایی را برگزیده‌اند. وزارت خزانه‌داری به هدف قرار دادن منابع درآمدی تهران ادامه می‌دهد تا دسترسی رژیم به منابع مالی‌ای که فعالیت‌های بی‌ثبات‌کننده‌اش را تغذیه می‌کند، مختل شود.»
روز چهارشنبه ۹ ژوئیه ۲۰۲۵ برابر با ۱۸ تیرماه ۱۴۰۴، وزارت خزانه‌داری آمریکا از تحریم ۲۲ شرکت و نهاد مستقر در هنگ کنگ، امارات متحده عربی و ترکیه به‌دلیل نقش آن‌ها در دور زدن تحریم‌ها و تأمین مالی فروش نفت ایران به نفع نیروی قدس سپاه پاسداران خبر داد. وزارت خزانه‌داری آمریکا اعلام کرد که این نهادها بخشی از شبکهٔ موسوم به بانکداری در سایهٔ ایران هستند که با استفاده از شرکت‌های پوششی و حساب‌های فراساحلی، صدها میلیون دلار از درآمدهای نفتی ایران را به فعالیت‌های نیروی قدس، از جمله حمایت از گروه‌های شبه‌نظامی در منطقه منتقل می‌کنند. اسکات بسنت، وزیر خزانه‌داری آمریکا در این باره گفت: «حکومت ایران به جای صرف درآمدهای نفتی برای منافع مردم ایران، آن را صرف برنامه‌های بی‌ثبات‌کنندهٔ هسته‌ای و موشکی خود می‌کند. ما همچنان مصمم هستیم تا زیرساخت‌های پنهانی مالی حکومت ایران را که تهدیدی برای امنیت آمریکا و متحدانش است، مختل کنیم.»
روز چهارشنبه ۳۰ ژوئیه ۲۰۲۵ برابر با ۸ مردادماه ۱۴۰۴، وزارت خزانه‌داری آمریکا در یکی از شدیدترین تحریم‌هایی که از سال ۲۰۱۸ تاکنون علیه ایران اعمال کرده، بیش از ۱۱۵ فرد و نهاد مرتبط با صنعت نفت و کشتیرانی ایران را در فهرست تحریم‌ها قرار داد. وزارت خزانه‌داری آمریکا اعلام کرد که حسین شمخانی، فرزند علی شمخانی و بخشی از «امپراتوری عظیم کشتیرانی» وابسته به او را تحریم کرده است. در این مجموعه، ۱۲ شخص، ۸۰ نهاد و ۶۳ کشتی در فهرست تحریم‌ها قرار گرفتند. در بیانیهٔ وزارت خزانه‌داری آمریکا آمده است که حسین شمخانی با تکیه بر نفوذ پدرش در بالاترین سطوح حاکمیت ایران و از طریق فساد گسترده، ناوگان بزرگی از نفتکش‌ها و کشتی‌های باری را ایجاد و اداره می‌کند. این شبکهٔ نفتی، فرآورده‌های نفتی و سایر محموله‌ها را از ایران و روسیه به مشتریانی در سراسر جهان منتقل کرده و ده‌ها میلیارد دلار درآمد برای حکومت ایران و خانوادهٔ شمخانی ایجاد کرده است. اسکات بسنت، وزیر خزانه‌داری آمریکا در این باره گفت: «امپراتوری کشتیرانی خانوادهٔ شمخانی نشان می‌دهد که چگونه نخبگان حکومت ایران با سوءاستفاده از موقعیت‌های خود، ثروت‌های کلان می‌اندوزند و اقدامات خطرناک حکومت را تأمین مالی می‌کنند.»
از سوی دیگر، وزارت امور خارجه آمریکا نیز در بیانیه‌ای از تحریم ۲۰ نهاد فعال در تجارت نفت، فرآورده‌های نفتی و پتروشیمی ایران و همچنین ۱۰ فروند کشتی خبر داده است. در این بسته تحریمی، پنج شرکت مدیریت کشتی و یک شرکت عمده‌فروش نفت در کشورهای حوزه خلیج فارس، جنوب و شرق آسیا به‌دلیل مشارکت در حمل و خرید فرآورده‌های نفتی ایران تحریم شده‌اند. کشتی‌های تحت مدیریت این شرکت‌ها میلیون‌ها بشکه نفت خام و فرآورده پتروشیمی به خریداران ثالث منتقل کرده‌اند. برخی از این کشتی‌ها با خاموش کردن سیستم‌های شناسایی خود به‌طور پنهانی فعالیت می‌کرده‌اند. علاوه بر آن، یک شرکت بازرسی کالا در ایران نیز به‌دلیل صدور گواهی بارگیری رسمی برای صادرات فرآورده‌های نفتی ایران تحریم شده است. وزارت امور خارجه آمریکا همچنین یک ترمینال نفتی در بندر ژوشان چین را به‌دلیل دریافت مکرر محموله‌های نفتی ایران هدف تحریم قرار داده است. در بخش دیگری از این بسته تحریمی، ۱۳ شرکت تجاری در ترکیه، هند، امارات، چین و اندونزی به‌دلیل خرید یا انتقال صدها میلیون دلار محصولات پتروشیمی ایران مانند متانول، تولوئن، پلی‌اتیلن و مشتقات نفتی تحریم شده‌اند.
روز پنجشنبه ۳۱ ژوئیه ۲۰۲۵ برابر با ۹ مردادماه ۱۴۰۴، دفتر کنترل دارایی‌های خارجی وزارت خزانه‌داری ایالات متحده آمریکا (اوفک) پنج شرکت و یک فرد را در ایران، هنگ کنگ، تایوان و چین به‌دلیل تأمین فناوری برای شرکت صنایع هواپیماسازی ایران (هسا) تحریم کرد. بر اساس بیانیهٔ وزارت خزانه‌داری آمریکا، شرکت «کنترل افزار تبریز» که در ایران مستقر است، به مدیریت «جواد علیزاده هوشیار»، اقدام به خرید ماشین‌آلات و تجهیزات CNC (کنترل عددی رایانه‌ای) برای شرکت هسا کرده است. این ماشین‌آلات نقشی کلیدی در ساخت قطعات دقیق و مستحکم برای هواپیماهای تجاری و نظامی دارند. شرکت کنترل افزار، از شرکت هنگ کنگی کلیفتون تریدینگ لیمیتد (Clifton Trading Limited) به عنوان گیرندهٔ جایگزین و واسطه جهت مخفی کردن نقش خود در این معاملات استفاده کرده است. به گفتهٔ وزارت خزانه‌داری آمریکا، همچنین این شرکت با شرکت‌های تایوانی مکاترون ماشینری (Mecatron Machinery Co Ltd) و جوئه‌مارس ماشینری (Joemars Machinery and Electric Industrial Co Ltd) برای ارسال تجهیزات به ایران همکاری کرده و به‌صورت آگاهانه تحریم‌ها و محدودیت‌های صادراتی را دور زده است. همچنین شرکت چانگ‌ژائو زیرمجموعهٔ جوئه‌مارس ماشینری مستقر در چین نیز در فهرست تحریم‌های جدید ایالات متحده آمریکا قرار گرفته است.
روز پنجشنبه ۷ اوت ۲۰۲۵ برابر با ۱۶ مردادماه ۱۴۰۴، وزارت خزانه‌داری آمریکا تحریم‌هایی را علیه ۱۸ فرد و نهاد ایرانی به‌دلیل ایفای نقش محوری در تلاش‌های حکومت ایران برای کسب درآمد و دور زدن تحریم‌های ایالات متحده اعمال کرد. بر این اساس، عادل برجیسیان، هادی نوری و علیرضا فتاحی در ارتباط با بانک فراساحلی سایروس، علی مرتضی بیرنگ، محمودرضا سجادی و محمد شفیع‌پور در ارتباط با شرکت سامانه پایاپای رانک و شهاب جوانمردی، مرتبط با شرکت فناوری اطلاعات و ارتباطات پاسارگاد آریان تحریم شده‌اند. همچنین شرکت توسعه زیست‌بوم فناوری اطلاعات و ارتباطات پاسارگاد آریان، شرکت فناوری اطلاعات و ارتباطات زیرساخت پاسارگاد آریان، شرکت فناوری اطلاعات و ارتباطات داده آرمان کیش، شرکت پرداخت فناوری اطلاعات و ارتباطات پاسارگاد آریان اروند، بانک فراساحلی سایروس، شرکت فناوری اطلاعات و ارتباطات پاسارگاد آریان، شرکت خدمات پرداخت الکترونیک پاسارگاد، شرکت نرم‌افزاری داتیس آریان قشم، شرکت پردازش الکترونیک راشد سامانه، شرکت سامانه پایاپای رانک و شرکت باران تلکام، به فهرست تحریم‌ها افزوده شده‌اند. اسکات بسنت، وزیر خزانه‌داری آمریکا در این زمینه گفت: «در نتیجهٔ کارزار فشار حداکثری رئیس‌جمهور ترامپ و انزوای فزاینده از سیستم مالی جهانی، رژیم ایران دیگر جایی برای پنهان شدن ندارد. وزارت خزانه‌داری به مختل کردن طرح‌های ایران با هدف دور زدن تحریم‌ها، مسدود کردن دسترسی آن به درآمد و محروم کردن برنامه‌های تسلیحاتی آن از تأمین سرمایه ادامه خواهد داد تا از مردم آمریکا محافظت کند.»

## اقدامات ایران
در تاریخ ۱۸ اردیبهشت‌ماه سال ۱۳۹۸ حسن روحانی، رئیس‌جمهور ایران در اقدامی اعلام کرد که در صورت بدعهدی اروپا و آمریکا در اجرای تعهدات خود، ایران سه گام اساسی در جهت کاهش تعهدات برجامی خود خواهد برداشت. در این بیانیه، روحانی رئیس شورای عالی امنیت ملی به سران ۵+۱ اعلام کرد: «به کشورهای باقیمانده در برجام ۶۰ روز برای اجرای تعهدات خود به‌ویژه در حوزه‌های بانکی و نفتی فرصت داده شده و تأکید شده است که در هر زمان که خواسته‌های ما تأمین شود، ما نیز به همان میزان اجرای مجدد تعهدات متوقف شده را از سر خواهیم گرفت، امّا در غیر این صورت، جمهوری اسلامی ایران مرحله به مرحله تعهدات دیگری را متوقف خواهد کرد.» این برنامه شامل سه گام اساسی است:
- گام اوّل: در گام اول کاهش تعهدات برجامی، توقف فروش آب سنگین و اورانیوم غنی شده و نیز عدم تعهد به تولید و نگه داری اورانیوم غنی شده ۳٫۶۷ درصد تا سقف ۳۰۰ کیلوگرم و آب سنگین تا سقف ۱۳۰ تن را در دستور کار قرار می‌دهد. در صورت عدم اقدام از طرف مقابل پس از ۶۰ روز ایران وارد گام دوم خواهد شد.[۲۲۳]
- گام دوم: توقف رعایت محدودیت‌های مربوط به سطح غنی‌سازی اورانیوم بیش از ۳٫۶۷ درصد و مدرن‌سازی رآکتور آب سنگین اراک به منظور بازگشت به حالت رآکتور پیشین این مرکز، رئیس‌جمهور اعلام کرد که بعد از یک فرصت ۶۰ روزه دیگر در صورت عدم اجرای تعهد، ایران وارد گام سوم خواهد شد.[۲۲۴]
- گام سوم: همهٔ محدودیت‌ها دربارهٔ تحقیق و توسعه برداشته شود و سازمان انرژی اتمی تحقیق و توسعه را گسترش داده و بر روی انواع سانتریفیوژهای جدید کار کند.[۲۲۵][۲۲۶]
- گام چهارم: رونمایی از زنجیره ۳۰تایی سانتریفیوژ IR6، راه‌اندازی قسمت ثانویه رآکتور آب سنگین اراک، نصب ماشین جابه‌جایی سوخت رآکتور اراک[۲۲۷] عدم تحرک اروپا در راستای اجرای تعهداتش، موجب شد که ایران گام چهارم کاهش تعهدات برجامی را بردارد.[۲۲۸]
- در تاریخ ۱۸ اردیبهشت ۱۳۹۸ ایران گام نخست در کاهش تعهدات برجامی خود برداشته،[۲۲۹] در تاریخ ۱۶ تیر نیز گام دوم[۲۳۰] در ۱۴ شهریور گام سوم را عملیاتی کرده[۲۲۵] و در ۱۴ آبان گام چهارم عملیاتی شد.[۲۳۱]

رئیس‌جمهوری ایران نیز اعلام کرد در راستای کاهش تعهدات برجامی در گام چهارم از فردا چهارشنبه تزریق گاز به سانتریفیوژها در فردو آغاز خواهد شد. وی دربارهٔ بازگشت‌پذیر بودن اقدامات نیز اشاره کرد: «در گفت‌وگویی که انجام می‌دهیم، معیار را از اوّل ژانویه ۲۰۱۷ گذاشتیم، گفتیم آن‌ها به اوّل ژانویه ۲۰۱۷ برگردند، ما هم که از اوّل ژانویه ۲۰۱۷ برمی‌گردیم، بنابراین این گام هم‌گامی قابل بازگشت مثل گام‌های قبلی هست که آن‌ها هم قابل بازگشت است.»

## گروه «اتحاد علیه ایران هسته‌ای» و اثرگذاری بر تحریم
گروه موسوم به «اتحاد علیه ایران هسته‌ای» یوآنی به عنوان یک سازمان لابی‌گر مستقر در آمریکا کارزاری مخفیانه برای نفوذ به نمایشگاه‌های تجاری در ایران و آشکار کردن نام شرکت‌هایی کرده که در حال ادامه تجارت با ایران هستند. وآنی توانسته شرکت بیمه پارتنر ری (PartnerRe) مستقر در «برمودا»، گروه بانکداری چند ملیتی «سانتاندر»، مستقر در اسپانیا، شرکت پتروشیمی «دالیم» در کره جنوبی، شرکت :حمل و نقل دریایی «یانگ مینگ» در تایوان، و شرکت کشتی‌رانی «سی‌ام‌ای سی‌جی‌ام» در فرانسه را از مراوده با ایران منصرف کرده است. اسناد داخلی «یوآنی» نشان می‌دهند سال ۲۰۱۸ که ۶۰۰ شرکت از ۳۸ کشور خارجی برای شرکت در نمایشگاه بین‌المللی صنعت نفت ایران ثبت نام کرده بودند، این سازمان اقدام به گردآوری اطلاعات از این شرکت‌ها کرده است اما ماه مه ۲۰۱۹ (اردیبهشت سال جاری) که این نمایشگاه دوباره برگزار شد فقط ۴۴ شرکت در آن حضور پیدا کردند که معادل ۹۰ درصد کاهش بوده است. یوآنی با ارسال نامه به مدیران شرکت‌ها یا چاپ تبلیغات تمام‌صفحه در روزنامه‌ها به آنها هشدار می‌دهد تعاملات آنها با ایران را زیر نظر دارد. شرکت‌هایی که در اروپا مستقر هستند از جمله شرکت آلمانی «زیمنس» و چندین شرکت دیگر در هلند، روسیه و فرانسه توسط گروه «اتحاد علیه ایران هسته‌ای» تهدید شده‌اند. فری‌بیکن مدعی شده که این گروه موفقیت‌های مشابهی در اهدافش در سراسر اروپا داشته است.

## اثرات و انتقادات

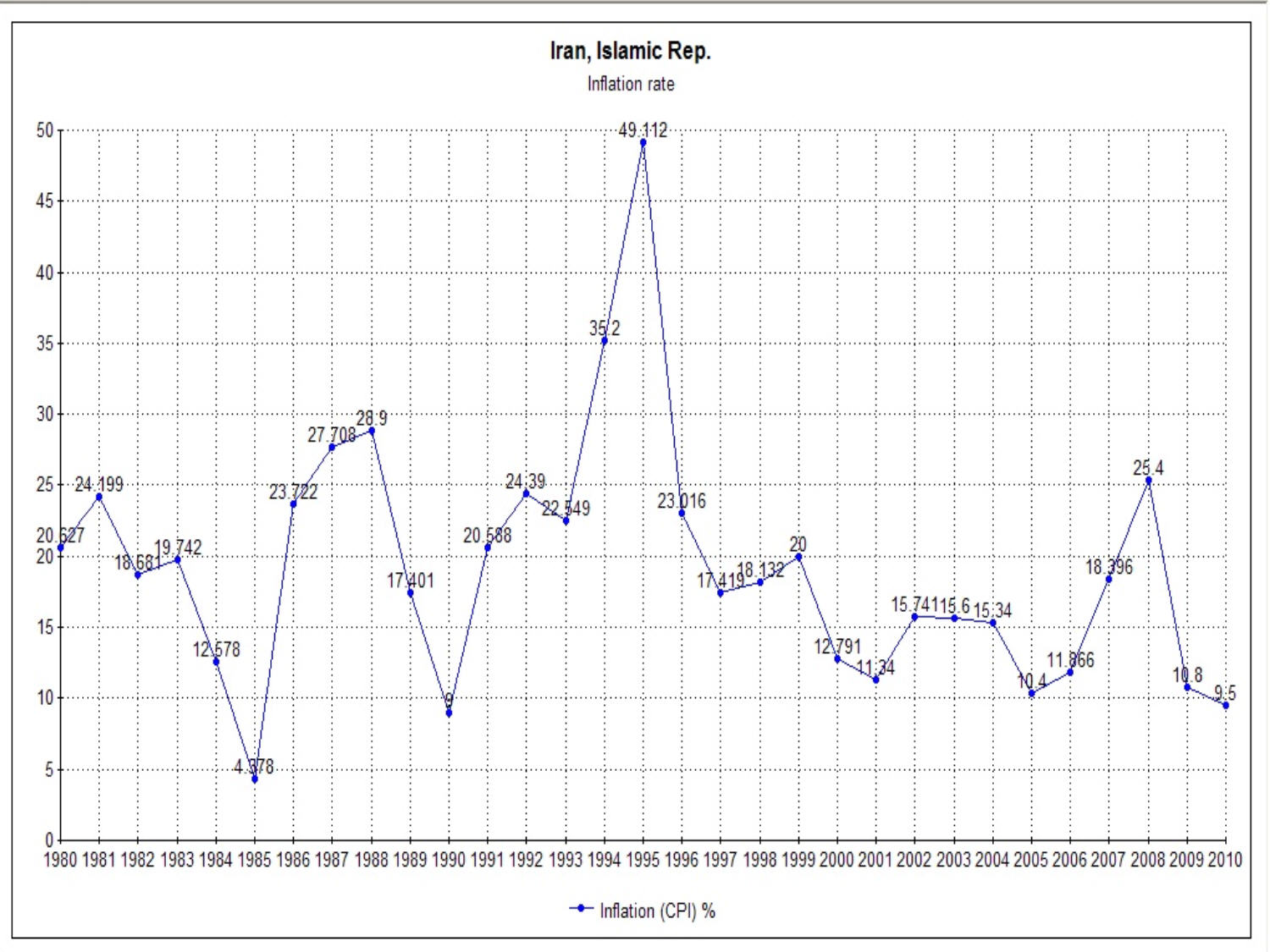
تورم سالانه ریال ایران. به تاریخ سال ۲۰۲۰, تحریم‌های اقتصادی آمریکا در کنار سوءمدیریت و بحران کرونا به تورم و نرخ بالای بیکاری منجر شده‌اند.

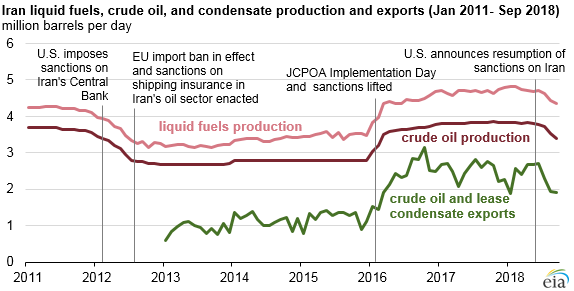
تغییر در تولید نفت ایران در پاسخ به تحریم‌ها، ۲۰۱۱–۲۰۱۸

پژوهش هاشم پسران منتشر شده در سال ۲۰۲۱ بیان می‌کند که تحریم‌ها مسبب ۲۰ درصد از مشکلات اقتصادی ایران هستند و مابقی ناشی از بوروکراسی کُند، خودتحریمی بخش بانکی و نهادهای حکومتی است. بر اساس این پژوهش، ۸۰ درصد از نوسانات نرخ ارز و ۸۳ درصد از تغییرات رشد تولید را نمی‌توان با تحریم‌ها توضیح داد. پژوهش جواد صالحی اصفهانی بیان می‌کند تحریم‌ها از سال ۲۰۱۱ ضربهٔ بزرگی به اقتصاد ایران زده است و با توجّه به بزرگی و شوک خارجی ناشی از آن‌ها، هیچ سیاستی نمی‌توانسته جلوی یک بحران اقتصادی یا سقوط استانداردهای عادّی زندگی مردم ایران را به‌طور کامل بگیرد. بر اساس این پژوهش از زمان تنگ‌تر شدن تحریم‌های آمریکا در سال ۲۰۱۱، سرانه مصرف سقوط کرده و در سال ۲۰۱۹، ۱۷٫۷ درصد نسبت به سال ۲۰۱۰ کاهش یافته و به سطوح سال ۲۰۰۲ رسیده است. ضربه به مصرف بیش از همه به مناطق روستایی و سپس مناطق شهری، به جز تهران، وارد شده است. مصرف در مناطق روستایی ۳۰ درصد و در مناطق شهری ۲۲٫۶ درصد نسبت به سال ۲۰۱۰ کاهش یافته در حالی که در تهران ۹ درصد افزایش پیدا کرده است. نرخ فقر در هر سه منطقه افزایش پیدا کرده و در سطح ملّی تقریباً دو برابر شده است. شدّت اثر بحران اقتصادی بر بیکاری کمتر از مصرف بوده است. دلیل آن صلبی اشتغال در ایران و عدم پاسخ سریع آن و نیز اجازه دادن دولت برای افزایش قیمت‌ها و افت ارزش پول است که تولید در برخی بخش‌های تولیدی را رقابتی‌تر کرده است. با اینکه اشتغال نسبت به شوک تحریم‌ها تاب‌آوری نسبی داشته، ولی نتوانسته است از سقوط درآمدهای واقعی جلوگیری کند.
آمریکا از شرکت فروش هواپیما توسّط شرکت هواپیماسازی بوئینگ به شرکت‌های هواپیمایی ایرانی جلوگیری می‌کند. به هر روی مجوزهایی برای صادرات قطعات هواپیمایی غیرنظامی به ایران وقتی آن قطعات برای ایمنی هواپیماهای تجاری لازم بوده وجود داشته. یک تحلیلی انجام شده توسّط جروزالم پست دریافت یک سوم ۱۱۷ هواپیمای تحت تحریم آمریکا دچار سانحه یا سقوط شده‌اند.
یک گزارش منتشر شده در سال ۲۰۰۵، که در ۳۶مین نشست سازمان بین‌المللی هوانوردی کشوری ارائه شد، گزارش کرد که تحریم‌های آمریکا ایمنی هوانوردی غیرنظامی در ایران را به مخاطره انداخته؛ چرا که ایران را از دستیابی به قطعات و پشتیبانی لازم برای ایمنی هوانوردی بازداشته است. این گزارش همچنین اظهار داشت که تحریم‌ها مغایر ماده ۴۴ معاهده هوانوردی غیرنظامی بین‌المللی (که آمریکا عضو آن است) هستند. گزارش ایکائو گفت که ایمنی هوانوردی بر جان انسان‌ها و حقوق بشر اثر می‌گذارد، فراتر از اختلافات سیاسی است و مجمع باید به آمریکا فشار عمومی وارد کند تا تحریم‌ها را از روی ایران بردارد.